# Seznam indiánských kmenů
Indiánské kmeny obývaly před příchodem evropských kolonizátorů území celé Ameriky. Rozmanité přírodní podmínky zde zapříčinily vznik různorodých indiánských kultur, jež se plně přizpůsobily svému životnímu prostředí. Nejčastěji se proto jednotlivé indiánské kmeny zařazují do tzv. kulturních oblastí, kde žila etnika, která většinou hovořila nepříbuznými jazyky, ale sdílela podobnou kulturu. Kromě toho se indiánské kmeny klasifikují podle příslušnosti k jazykovým rodinám, jichž existuje na americkém kontinentu velké množství. Každý kmen či etnikum tato stránka uvádí pod nejběžnějším názvem, ostatní, alternativní pojmenování jsou uvedena v závorce, vlastní, sebeoznačující pojmenování je vyznačeno kurzívou.

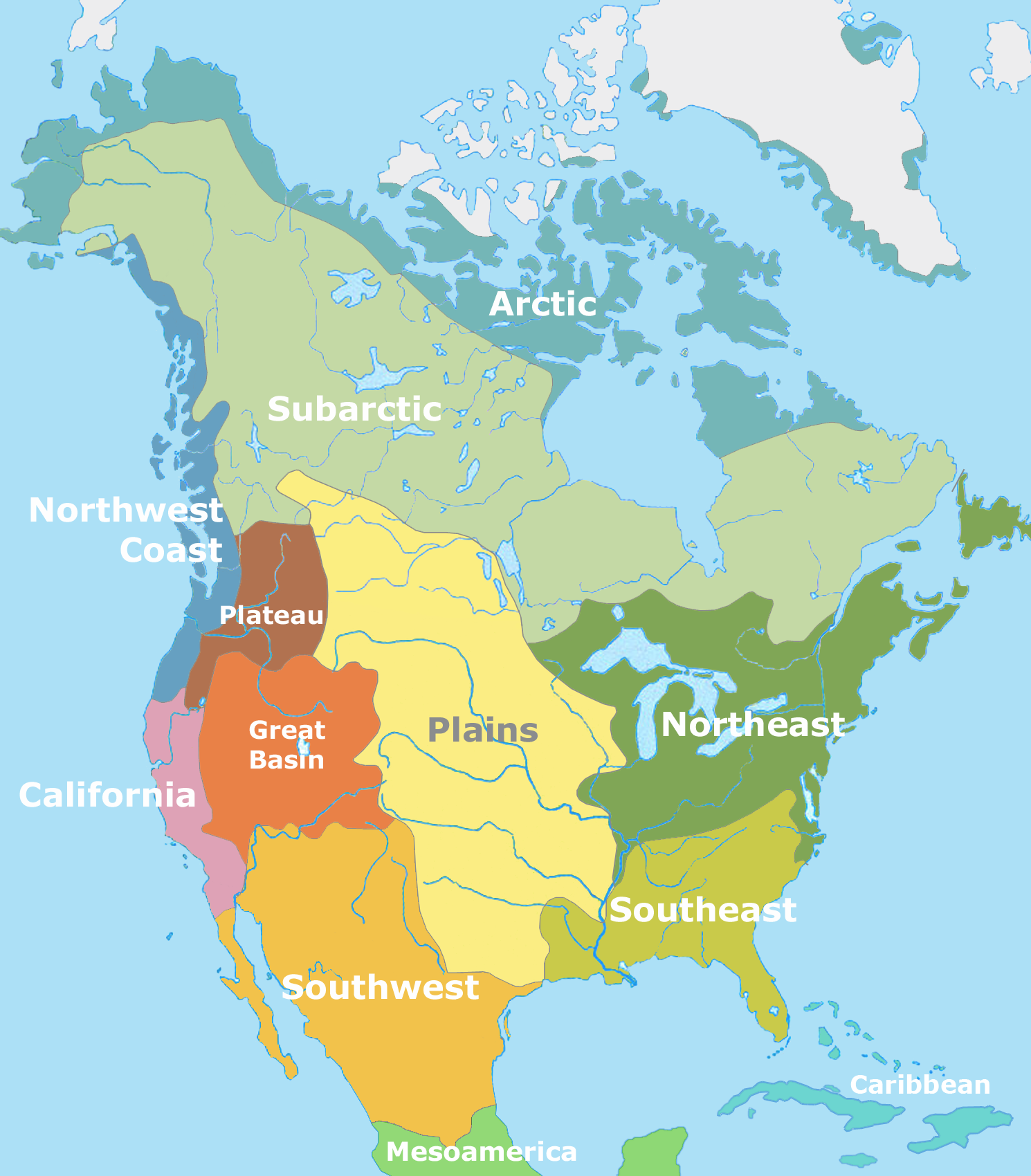
Mapa kulturních oblastí Severní Ameriky

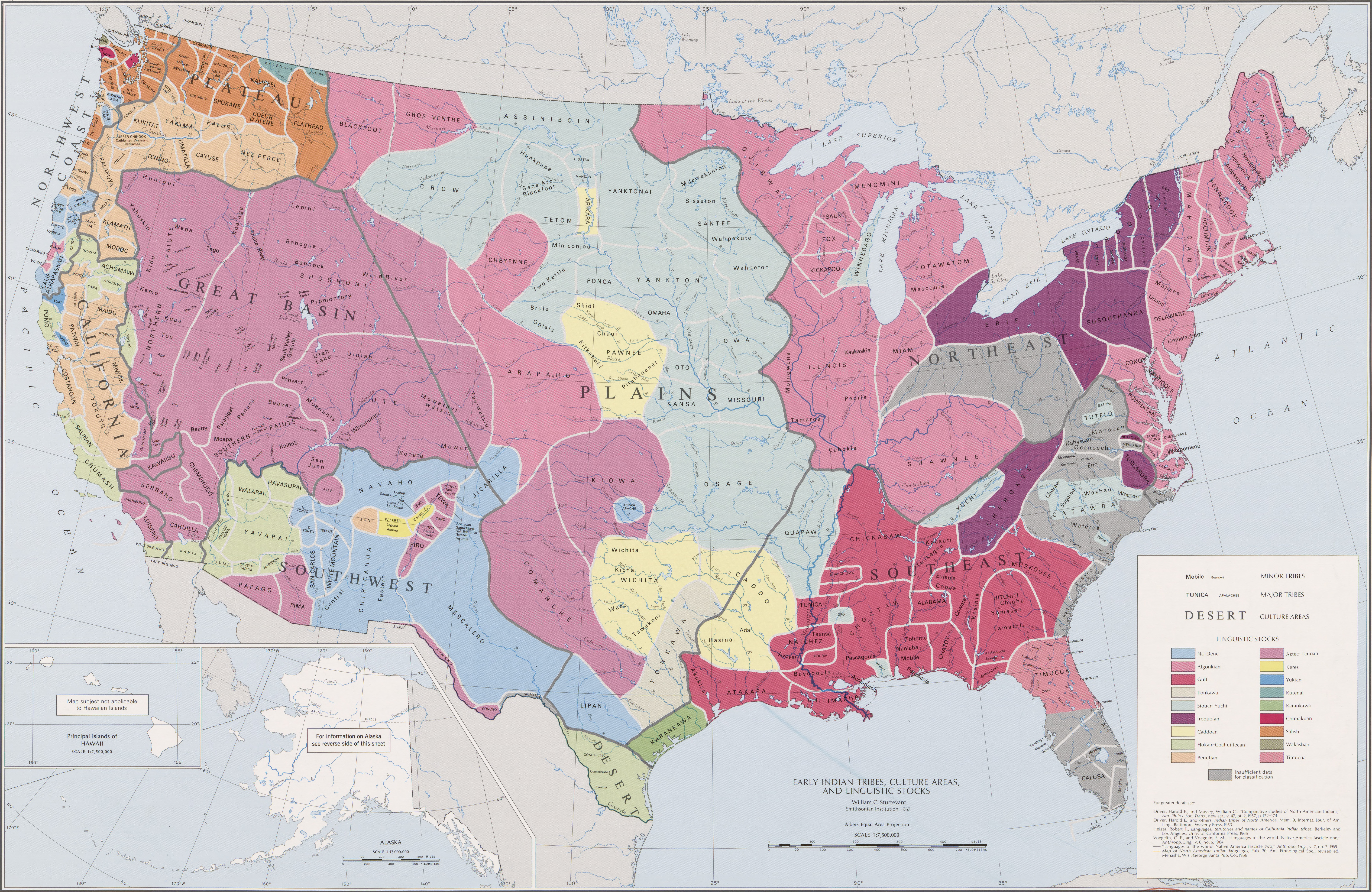
Indiánské kmeny v USA a jejich jazyky

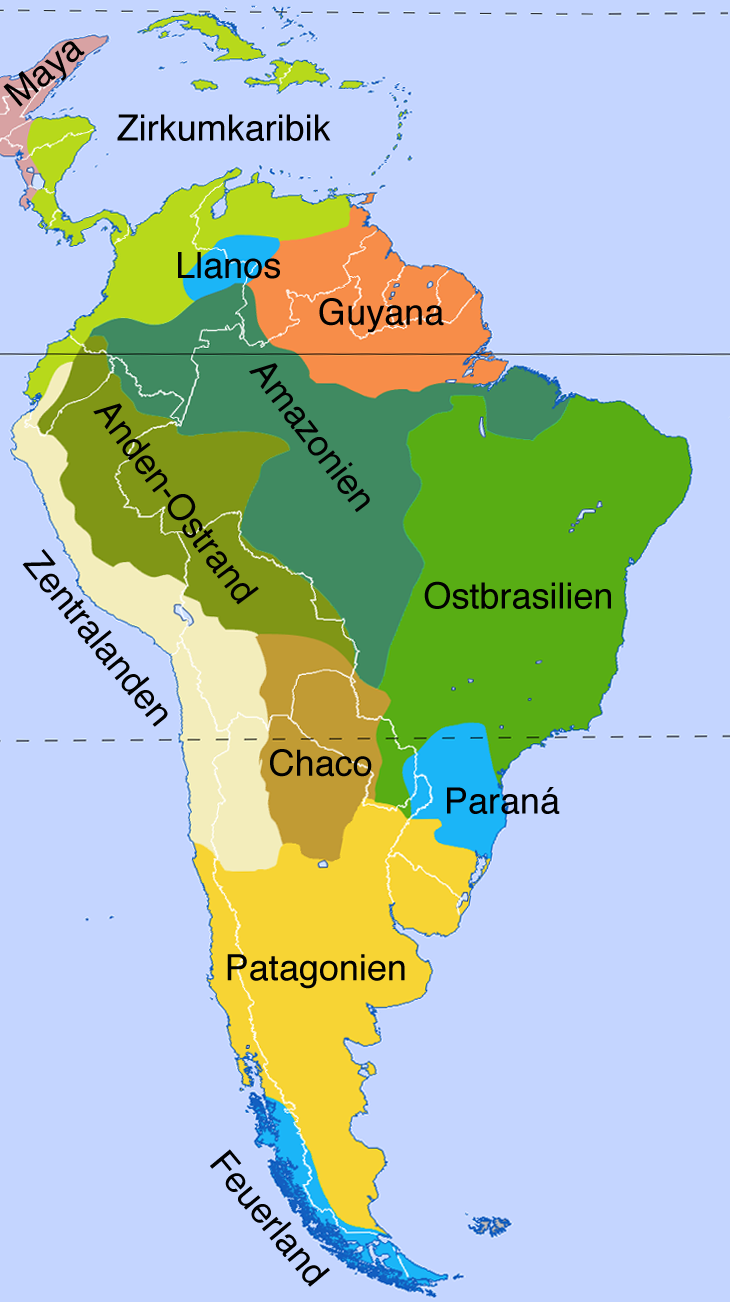
Mapa kulturních oblastí Jižní Ameriky

## Severní Amerika

### Subarktická oblast

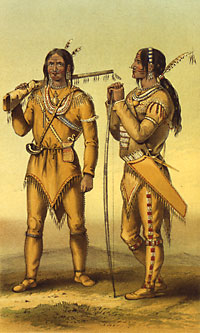
Kučinové v roce 1847

Obyvatelé severských lesů a tundry jsou tradičně především kočovní lovci, závislí na stádech sobů karibu. Významný je i lov kožešinové zvěře, rybolov a sběr jedlých rostlin. K dopravě sloužily v létě kánoe z březové kůry, v zimě ploché saně tobogan tažené psy. Lovci se často pohybovali na sněžnicích. Obydlím byl kupolovitý nebo konický vigvam krytý rohožemi, kůrou nebo kůží, západní kmeny stavěly i dřevěné boudy. Indiáni žili v malých rodinných tlupách, náčelníci neměli velkou moc. Velký význam měli medicinmani a víra v duchy, známé pod algonkinským jménem manito či kulturní hrdiny, jako byl u na-denejských kmenů Krkavec a u Algonkinů taškář Glooscap nebo Velký zajíc Manabozo.

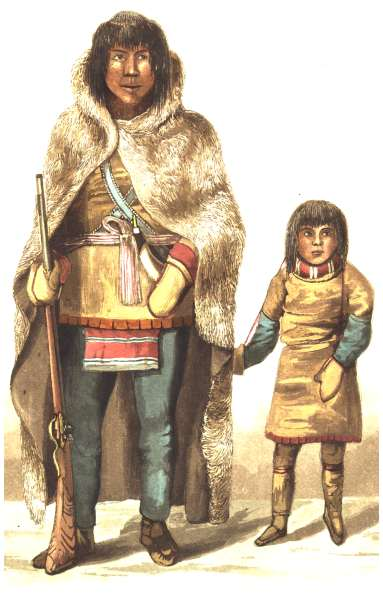
Akaithco, náčelník Žlutých nožů, 1825

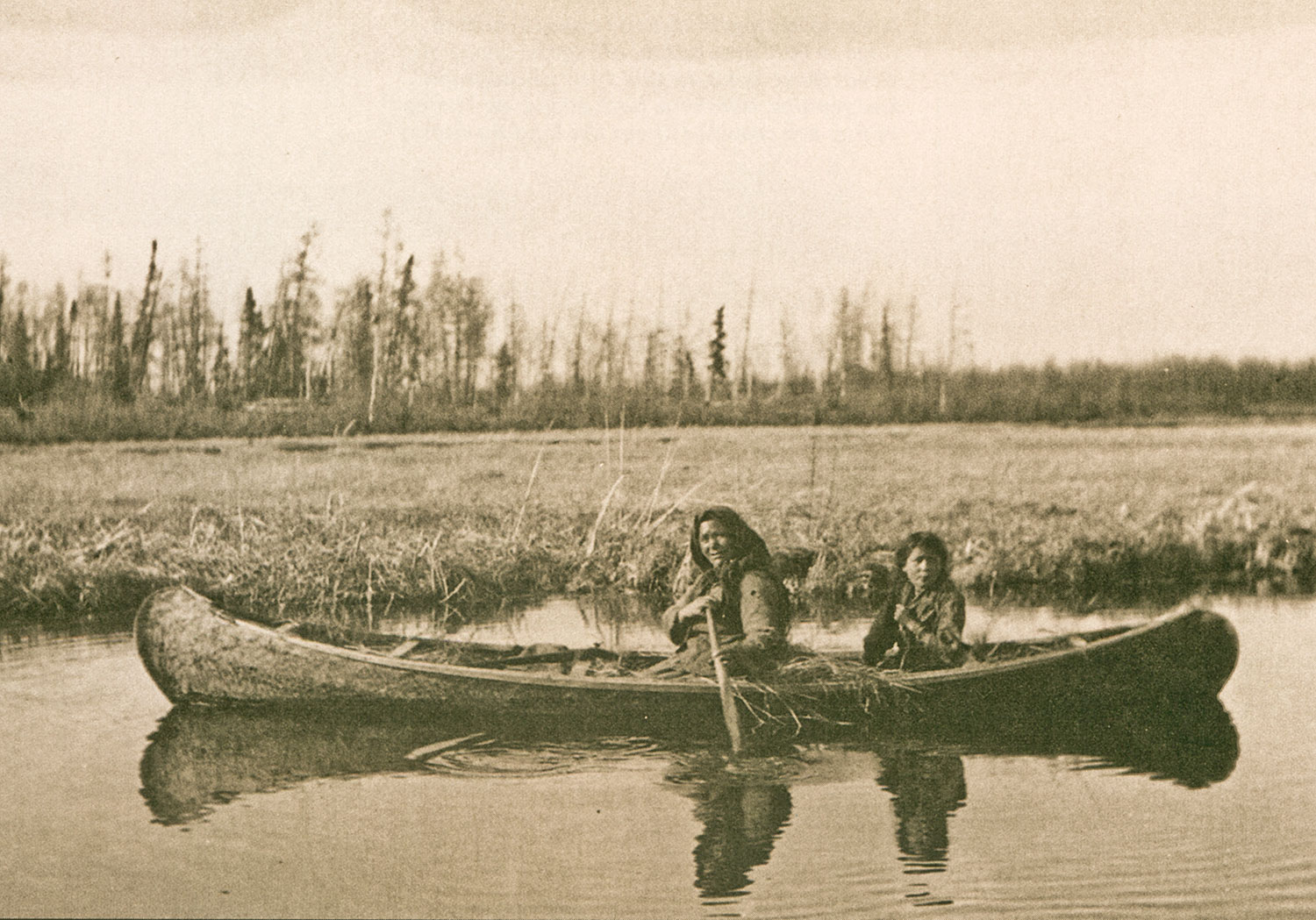
Čipevajané v tradiční kanoi z březové kůry

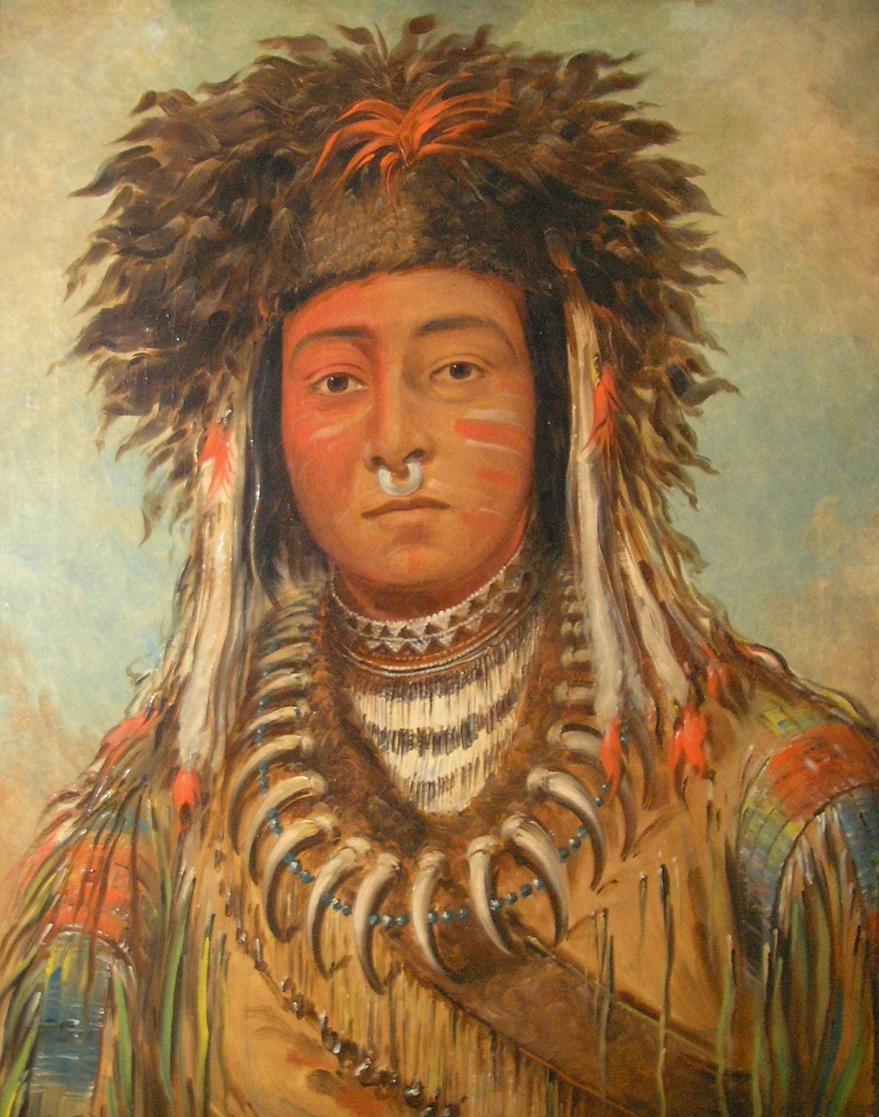
Náčelník Odžibvejů na obraze George Catlina z roku 1835

#### Na-denéjská jazyková rodina
- Ahtenové (Ahtena, Ahtna Nenn', Copper River Athabascan)
- Babinové (Babine, Nadot’en, Natooten, North Carrier)
  - Nataotinové (Nataotin, Nat'oot'en)
- Bobří Indiáni (Beaver, Dane-zaa, Dunneza, Tsattine)
- Čilkotinové (Chilcotin, Tsilhqot’in)
- Čipevajané (Chipewyan, Denésoliné, Denesuliné, Athabasca)
  - Thilanotinové (Thilanottine, Churchill River Chipewyan)
  - Osikoví indiáni (Kkrest'ayle kke ottine, Aspen)
  - Východní Čipevajané (East Chipewyan, Sayisi Dene)
- Hanové (Dawson, Hän, Hängout, Hankutchin, Moosehide)
- Holikačukové (Holikachuk, Khotana, Innoko, Tlëgon-khotana, Doogh Hit’an)
- Horní Kuskokvimové (Goltsan, Kolchan, McGrath, Upper Kuskokwim, Dinak'i)
- Ingalikové (Degexit, Deg Hit'an, Ingalik)
- Kaskové (Caska, Kaska, Nahane, Nahani)
  - Takuliové (Takuli, Takutine)
- Kojukoni (Koyukon, Denaakk'e)
- Kučinové (Gwich’in, Dinjii Zhuu, Kootchin, Kutchin, Loucheux, Tukudh)
- Nosiči (Dakelh, Carrier)
  - Witsuwiteni (Witsuwit'en)
- Otroci (Dehcho, Dene Tha, Slavey, Slave)
- Dogribové (Dogrib, Thlicho, Dog-flank)
- Sekaniové (Sekani, Tse'khene)
- Tagišové (Nahane, Nahani, Tagish)
- Tahltani (Nahane, Nahani, Tahltan)
- Tanainové (Kenai, Kenaitze, Tanaina, Dena’ina)
- Tanakrossové (Tanacross, Dineh su)
- Tananové (Minto, Nabesna, Tanana, Dena'na)
- Tsetsautové (Tsetsaut, Wetaŀ )
- Tučoni (Selkirk, Tutchone, Nahani)
- Zaječí Indiáni (Sahtú, Sahdzo Got'ine, Hare, Northern Slavey)
- Žluté nože ( T'atsaot'ine, Yellowknife, Copper Indians)

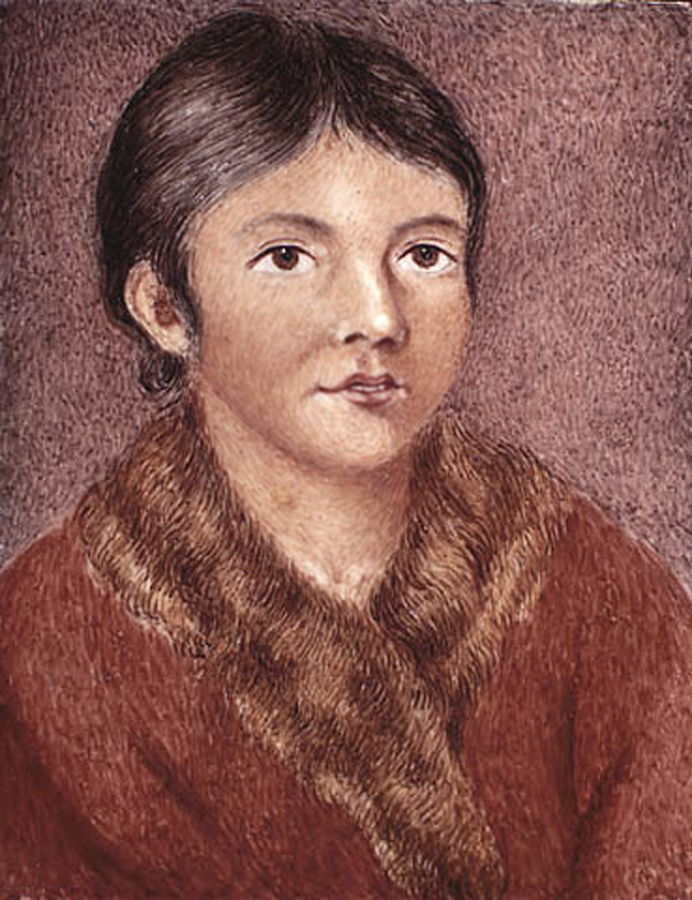
Demasduit, žena z kmene Beothuků 1819

#### Algická jazyková rodina
- Kríové (Cree, Kristinaux, Nehiyonuk, Nehiyaw)
  - Attikamekové (Attikamek, Atikamekw, Tete de Boule, Nehiraw)
  - Kríové z bažin (Swampy Cree, Maškékowak, Mushkekowuk)
  - Lesní Kríové (Woodlands Cree, Sakā-Nīhithawīk)
  - Losí Kríové (Moose Cree, Moosonee, Ililiw)
  - Východní Kríové (Eastern Cree, East Cree, James Bay Cree, Iynu)
- Montaněsové (Montagnais, Innu-aimun)
- Naskapiové (Naskapi, Innu)
- Odžibvejové (Ojibwa, Anishinaabe)
  - Severní Odžibvejové (Northern Ojibwa, Anishinini)

#### Sújská jazyková rodina
- Kamenní Indiáni (Stoney, Nakoda, Alberta Assiniboine)
  - Lesní Kamenní Indiáni (Wood Stoney, Îyârhe Nakoda)

#### Izolovaný jazyk
- Beothukové (Beothuk) †

### Severovýchod (Východní lesy)
Jedná se o oblast s dávnou kulturní tradicí, vycházející z Adenské, Hopewellské a Mississippské kultury, spojené s rozvinutým zemědělstvím, uměleckými řemesly a budováním pohřebních i chrámových mohyl. Zemědělství převládalo i v pozdějším období, svůj význam si udržel i rybolov, sběr jedlých rostlin (např. divoká rýže, javorový sirup) i lov. Obydlím byly společné dlouhé domy nebo kupolovité vigvamy, obvykle kryté rohožemi či kůrou. Lesní indiáni si vážili obratnosti a odvahy, jíž muži prokazovali v boji i při sportech, jako byl lakros. Společnost byla často matrilineární, kmeny měly demokratické uspořádání a sdružovaly se do konfederací. V náboženství měly velký vliv tajné společnosti jako irokézské Nepravé tváře a algonkinský Midewiwin.

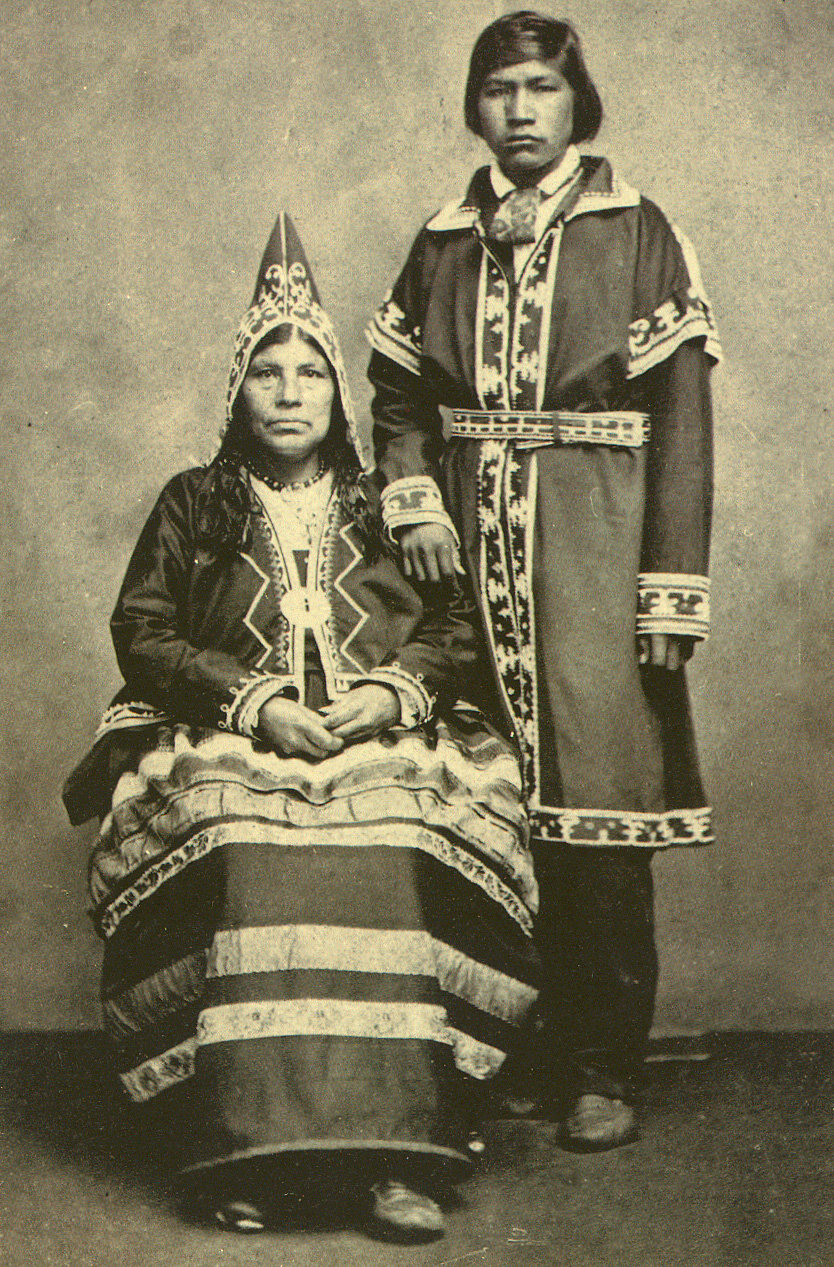
Mikmakové v roce 1865

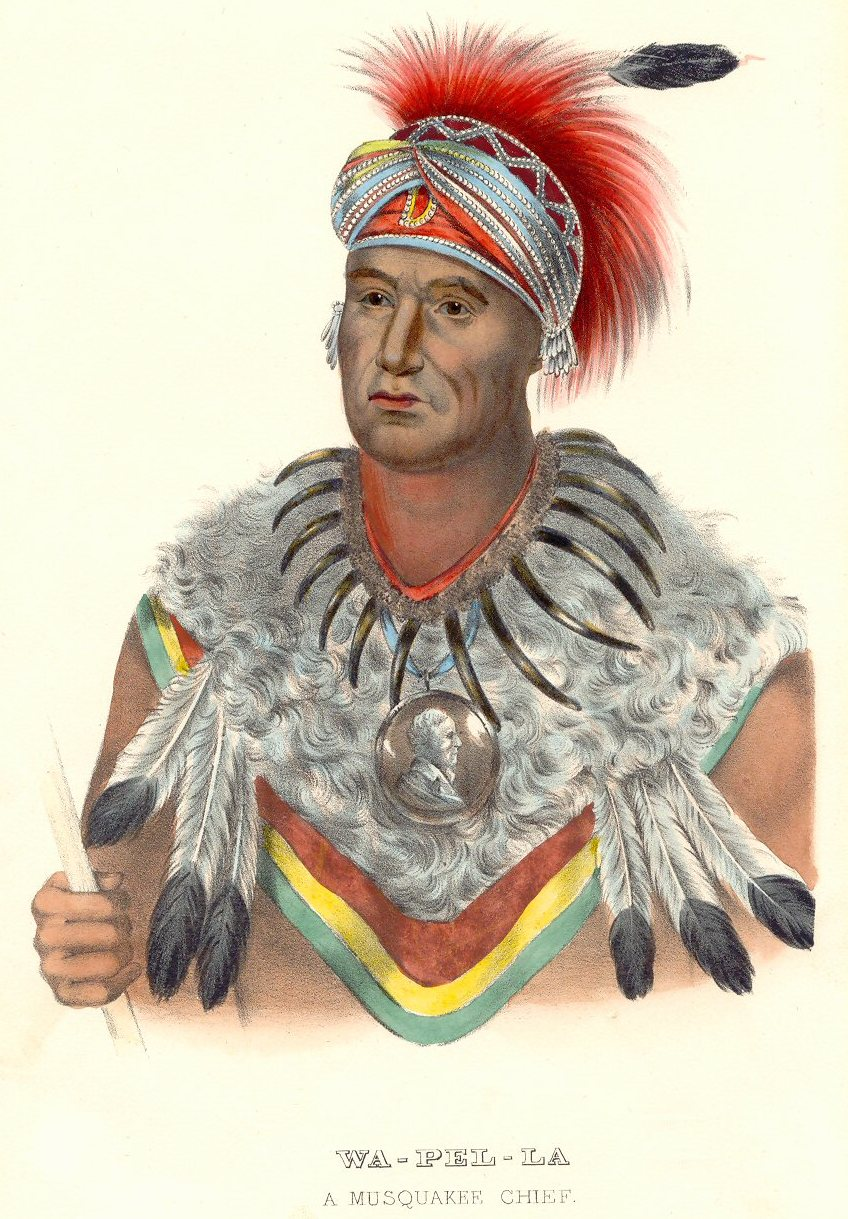
Wa-pel-la, náčelník Liščích indiánů, 1836

Lapowinsa, náčelník Delawarů, 1735

#### Algonkinská jazyková rodina
- Abenakové (Abenaki, Abnaki, Alnôbak, Wabanahkik, Wabanaki)
  - Východní Abenakové (Eastern Abenaki)
  - Západní Abenakové (Western Abenaki)
- Algonkinové (Algonquin, Omàmiwinini)
- Delavarové (Delaware, Lenape, Lenni Lenape)
  - Menhettenové (Manhattan, Manna hatta) †
  - Munsíové (Munsee, Ontario Delaware, Moravian indians, Mén'síw)
  - Unamiové (Unami, Wenámiw)
  - Wapingerové (Wappinger, Wappenger, Wawpings, Wápinkw)
- Illinóové (Illinois, Illiniwek)
  - Kaskasikové (IKaskasika, Kaaskaaskia)
- Kikapúové (Kickapoo, Kikapoo, Kikaapoi)
- Liščí Indiáni (Fox, Meskwaki, Meshkwahkihaki)
- Majamiové (Miami, Myaamiaki)
- Malesitové (Malecite, Maliseet, Wolastoqiyik)
- Menominíové (Menominee, Omeqnomenew)
- Messečusettové (Massachusett)
- Mikmakové (Micmac, Migmaw, Mi'kmaq)
- Mohegani (Mohegan, Wolf Indians, Muhheconneok)
- Mohykáni (Mahican, Mohican, Stockbridge Mohican, Muhhekunneuw)
- Narragansetové (Narraganset)
- Nehantkové (Niantic, Nehântick)
- Nipmukové (Nipmuc, Nippimook, Loup)
- Odžibvejové (Ojibwa, Otchipwe, Anishinaabe)
  - Východní Odžibvejové (Eastern Ojibwa)
  - Jižní Odžibvejové (Chippewa, Southern Ojibwa)
  - Missisaugové (Mississauga)
  - Odži-Kríové (Oji Cree, Severn Ojibwa, Northern Ojibwa)
- Ottavové (Ottawa, Odaawaa)
- Pauhatani (Powhatan, Paqwachowng, Virginia Algonquians )
- Pamlikové (Pamlico, North Carolina Algonquin)
- Passamakvoddyové (Passamaquoddy, Peskotomuhkati)
- Pekvotové (Pequot, Pequttôog)
- Penobskotové (Penobscot, Panawahpskek)
- Potavatomiové (Potawatomi, Neshnabé)
- Sekotové (Secota, Machapunga)
- Sókové (Sac, Sauk, Odhákiiwaki)
- Šinekokové (Shinnecock)
- Šavané (Shawnee, Shaawanwaki)
- Vampanoagové (Wampanoag, Wôpanâak)

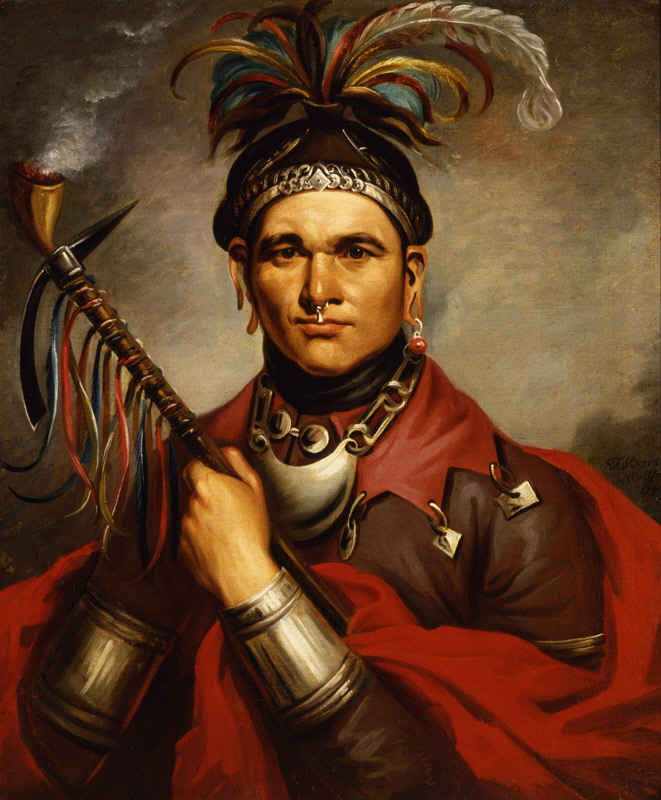
Náčelník Seneků Galantwaké (ten, který sází kukuřici), 1796

#### Irokézská jazyková rodina
- Eriové (Erie, Erieehronon, Nation du Chat)
- Huroni (Huron, Wyandot)
  - Wendatové (Wendat)
  - Wyandotové (Wyandot)
- Irokézové (Iroquois, Haudenosaunee)
  - Kajugové (Cayuga, Guyohkohnyo, Gayogohó)
  - Mohawkové (Mohawk, Kanienkeháka)
  - Oneidové (Oneida, Onyotáka)
  - Onongadové (Onongada, Onöndowága)
  - Senekové (Seneca, Osininka)
- Mingové (Mingo, Ohio Iroquis)
- Neutrálové (Neutral, Neutral Huron, Chonnonton)
  - Wenrové (Wenro, Wenrohronon)
- Notovajové (Nottoway, Cheroenhaka)
- Petunové (Petun, Tobacco people, Tionontati)
- Suskvehannokové (Conestoga, Susquehannock)
- Tuscarorové (Tuscarora, Skarù:renˀ)

#### Sújská jazyková rodina
- Manahokové (Manahaoc,
- Okanéčiové (Occaneechi, Occoneechee, Akenatzy, Monacan)
- Tutelové (Tutelo, Totelo, Totteroy, Tutera, Yesan)
  - Saponiové (Sapponey, Saponi, Yesan)
- Vinnebagové (Winnebago, Ho-Chunk, Hoocagra)

### Jihovýchod
Jihovýchod navazuje na oblast Východních lesů. I zdejší kulturní tradice mají kořeny v Hopewellské a Mississippské kultuře. Hlavní význam mělo zemědělství, méně lov, rybolov a sběr planých rostlin. Obydlím byly dlouhé domy, chýše s hlíny a rákosu i dřevěné sruby. Typická je matrilineární rodina a demokratické (Kríkové, Čerokíové) nebo monarchistické (Načezové) uspořádání společnosti. Osady někdy připomínaly města s chrámovými mohylami a palisádovou hradbou. Seminolové a Timukuové v bažinách Floridy žili v chýších čikí postavených na kůlech, prosluli výrobou kánoí, rybolovem i výrobou patchworkových oděvů. Náboženský život a rituály byly spojeny s pěstováním kukuřice.

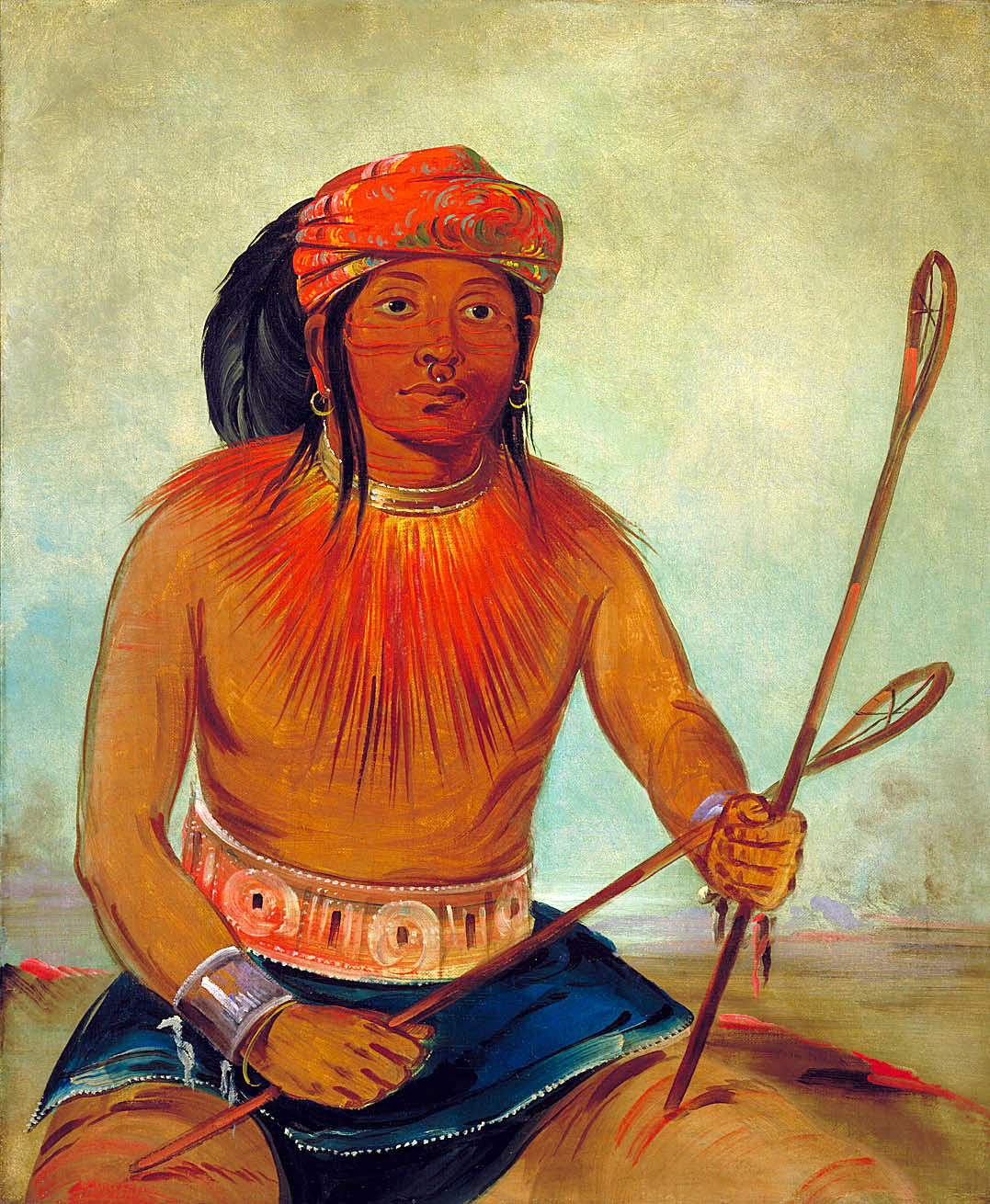
Tullokčíško (Pije z kamene), čoktóský hráč lakrosu, 1834

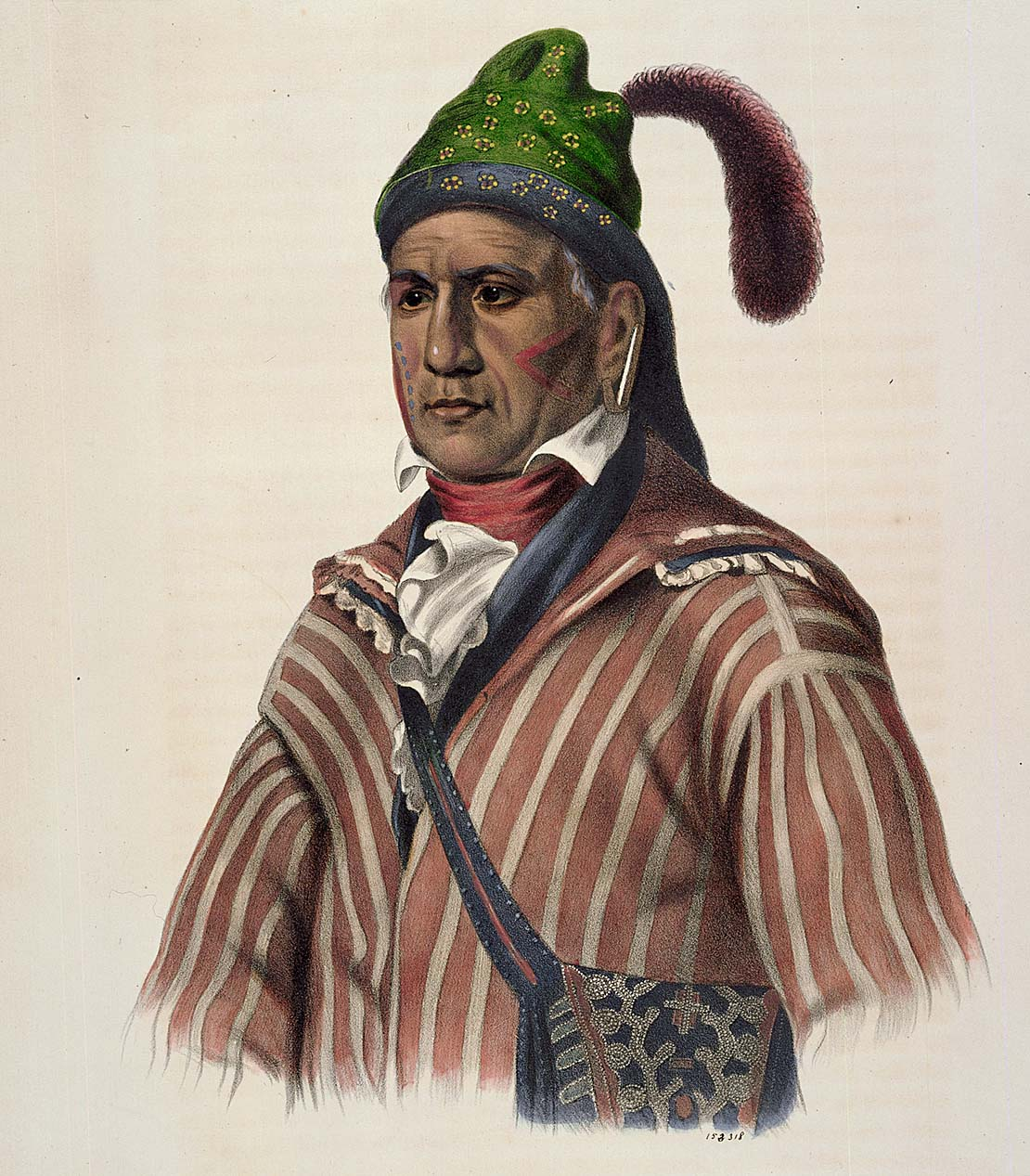
Menawa, náčelník Kríků, 1837

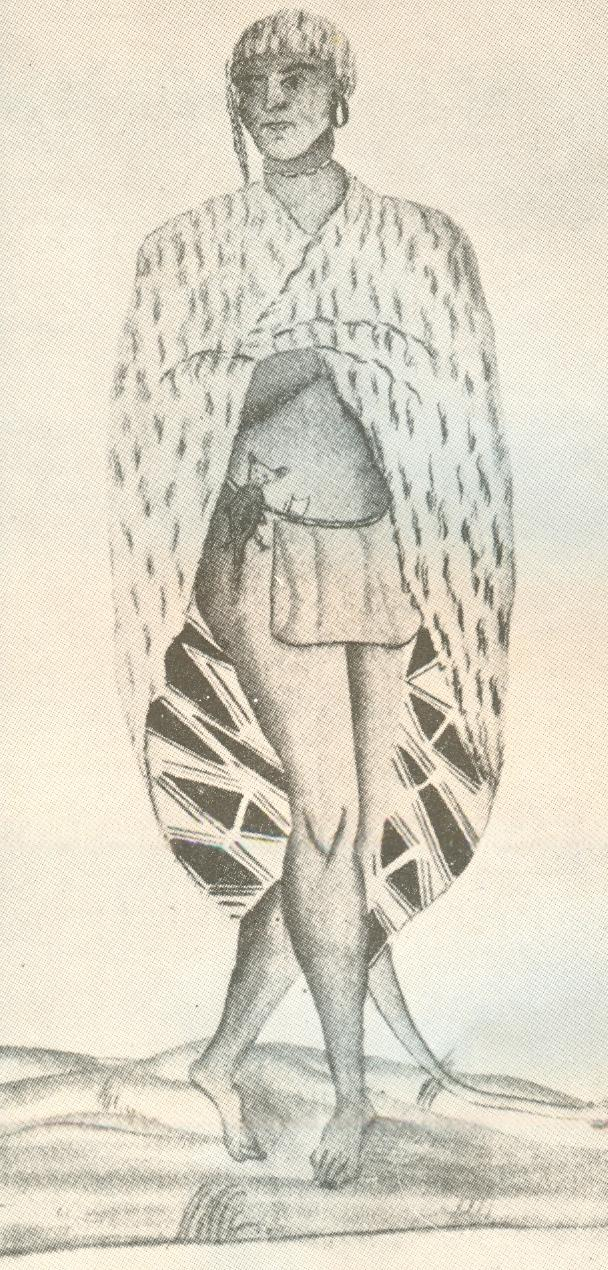
Příslušník kanibalského kmene Atakapa, 1735

#### Aravacká jazyková rodina
- Tekestové (Tequesta, Florida Taino)†

#### Irokézská jazyková rodina
- Čerokíové (Cherokee, Tsiloki, Aniyvwiya)
  - Východní Čerokíové (Eastern Cherokee, North Carolina Cherokee, Tsalagiyi Detsadanilvgi)
  - Západní Čerokíové (Western Cherokee, Keetoowah Cherokee, Oklahoma Cherokee, Anigiduwagi Aniyvwiya)

#### Kaddoská jazyková rodina
- Kaddové (Caddo, Hasínay)
  - Vlastní Kaddové (Caddo Proper, Hasinai, Hasíinay)
  - Kadohadačové (Kadohadacho Kadawdáachuh)
  - Načitočové (Natchitoches,Náshit'ush)
  - Adaiové (Adai, Adayos, Hadai)

#### Maskogijská jazyková rodina
- Alabamové (Alabama, Albaamaha, Albaamaha)
- Apalačíové (Apalachee, Appalachee)
- Čatotové (Chatot, Chacato)
- Čikasóové (Chickasaw, Chikashsha)
- Čoktóové (Choctaw, Chahta, Hacha hatak)
- Gualové (Guale, Iguaja, Ybaja) †
- Hitčitiové (Hitchiti, Atcik-hata)
- Houmové (Houma, Hooma, Acolapissa, Húma ʼúlu)
- Jamasíové (Yamasee, Yamasi, Yemassee)
- Koasatiové (Koasati, Coushatta, Kowassáti)
- Maskogiové, Kríkové (Creek, Muskogee, Mvskokvlke)
  - Dolní Kríkové (Lower Creek)
  - Horní Kríkové (Upper Creek, Abihka Idlawa)
- Kusabové (Cusabo, Cosobay)
- Načezové (Natchez, Naacee, Théoloels)
- Seminolové (Seminole, Yat'siminoli)
  - Mikasukové (Miccosukee, Mikisúkî)

#### Sújská jazyková rodina
- Akonečiové (Occaneechi, Aconecho, Akonetzi) †
- Biloxiové (Biloxi, Tanêks)
- Jučiové (Yuchi, Euchee, Coyaha, Kojaha)
- Katóbové (Catawba, Esaw, Usheree, Ushery, Yssa)
  - Wokónové (Woccon, Waccamaw)
- Lambíové (Lumbee, Lumber River Tribe, Cheraw, Keyauwee)
- Monitonové (Moneton, Monyton) †
- Ofové (Ofo, Mosopelea, Mosopeleacipi) †

#### Tunická jazyková rodina
- Atakapové (Atacapa, Ishak)
  - Bidajové (Bidai, Deadose, Bedias Creek)
- Čitimačové (Chitimacha, Sitimacha, Chetimacha)
- Tunikové (Tunica, Thonica, Luhchi Yoroni)
  - Jazuové (Yazoo)

#### Izolované jazyky
- Aisové (Ais, Ays) †
- Kalusové (Calusa, Caloosa) †
- Karankavové (Karankawa, Cocos, Auia) †
- Timukuové (Timucua, Timuca, Thimogona) †

### Velké pláně

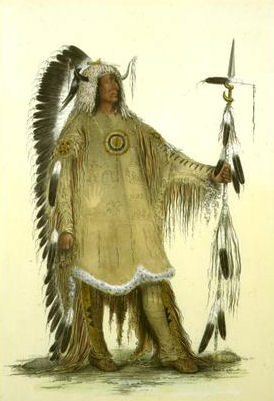
Mato Tohpe, náčelník Mandanů na obraze George Catlina

Kultura prérijních indiánů, zobrazená v mnoha knihách a filmech, je dobře známa i mezi neodborníky. Byla založena především na lovu bizonů, významný byl i sběr jedlých rostlin (hlízy dětelníku plody muchovníku) a od 16. století také chov koní. Koně indiánům velmi usnadnili kočovný život i lov bizonů. Usedle žijící Mandani a Póníové byli zemědělci. Obydlím bylo týpí z bizoních kůží, u usedlých kmenů i hliněné zemnice. V životě mužů měl velký význam boj, úspěšní válečníci se zdobili orlími pery a nosili okázalé čelenky. V náboženství byl uctíván Velký duch a jeho poslové - hromoví ptáci. Obřady byly spojeny s očistou v potní chýši a kouřením dýmky. Významným obřadem byl Tanec slunce, později též Tanec duchů a Powow.

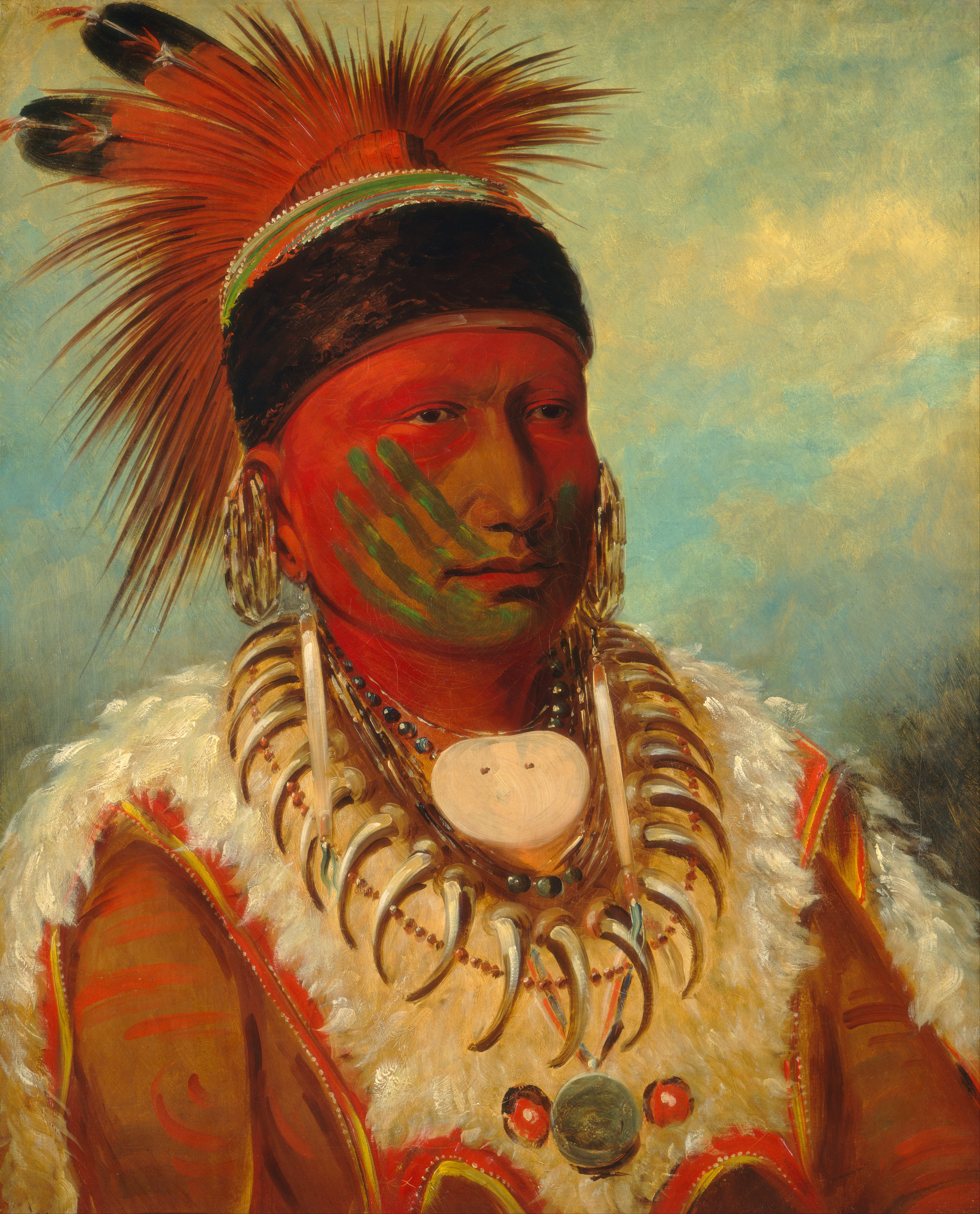
Bílý oblak, náčelník Ajovů

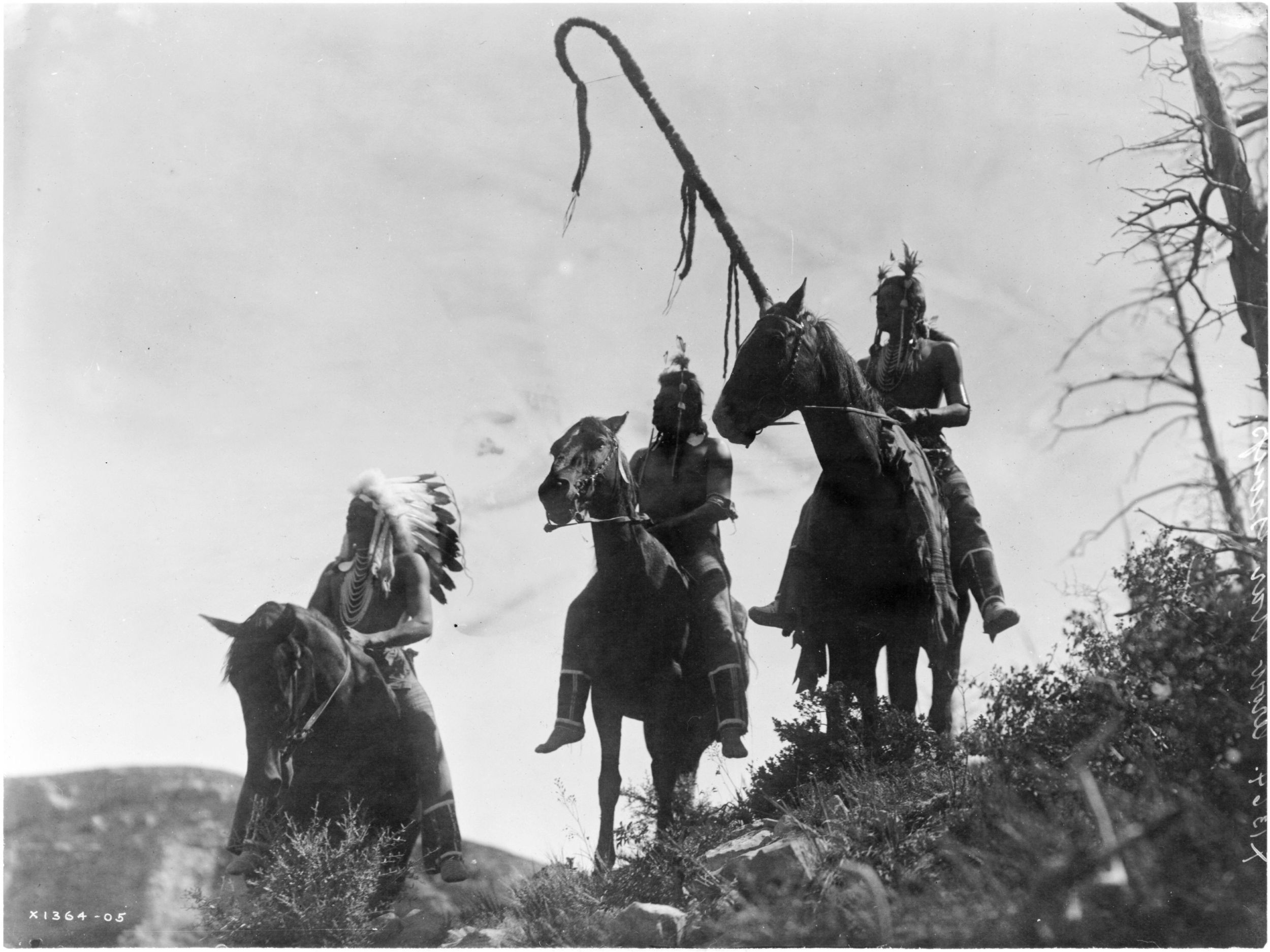
Bojovníci Vraních indiánů, 1908

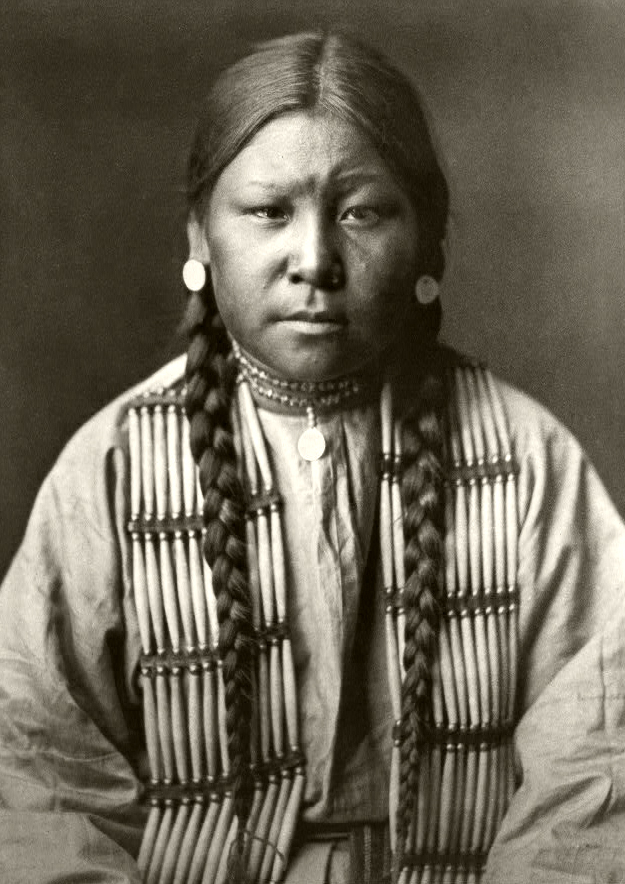
Šajenská žena, 1911

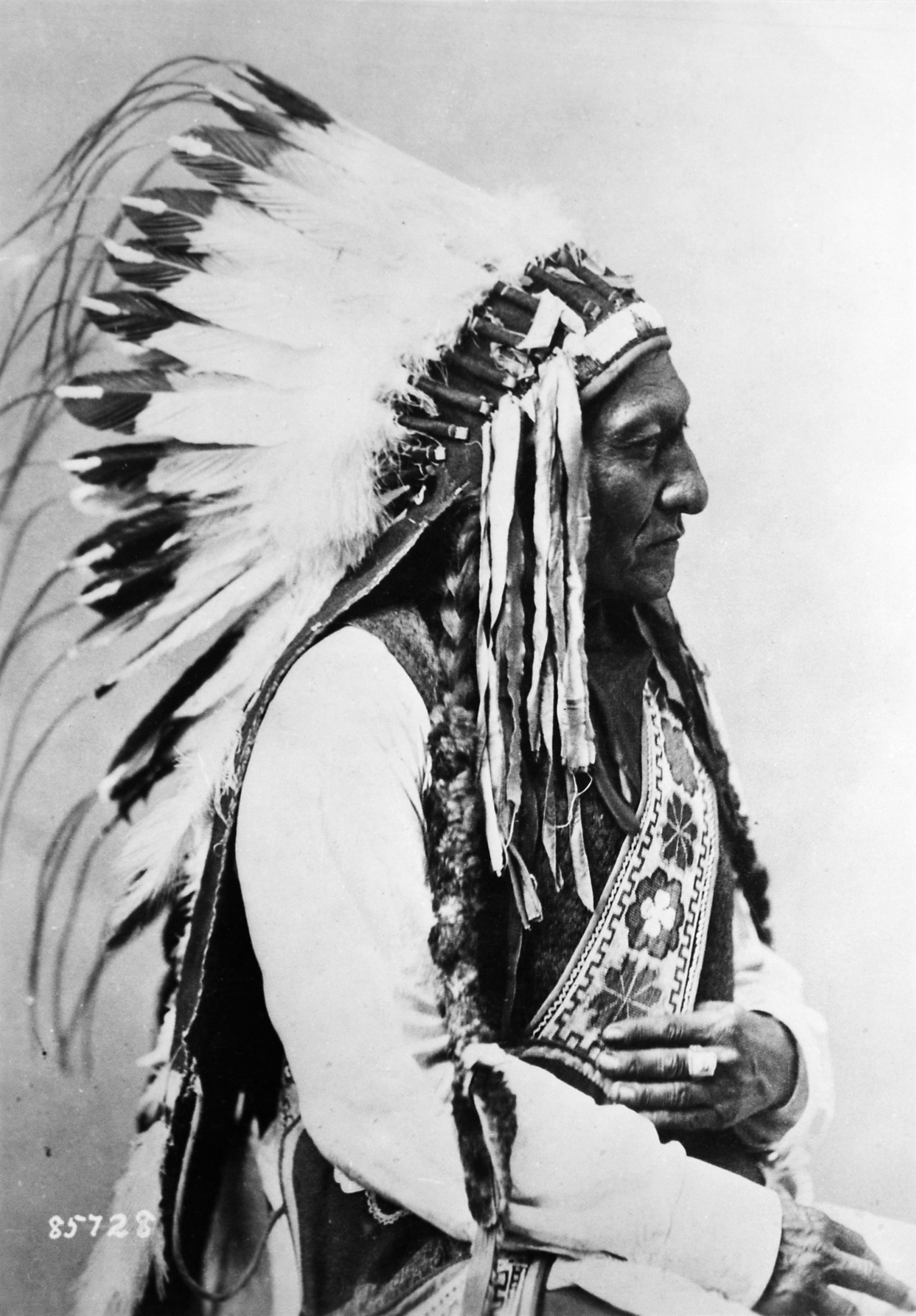
Sedící býk v roce 1885

#### Algonkinská jazyková rodina
- Arapahové (Arapaho, Arapahoe, Innun-ína, Hinono'eino)
  - Jižní Arapahové (Southern Arapaho, Náwunena)
  - Severní Arapahové (Northern Arapaho, White Sage Indians, Nank'haanseine'nan )
- Atsinové (Atsina, A'aninin, Gros Ventre, White Clay Indians)
- Černonožci (Blackfoot, Blackfeet, Niitsítapi, Siksikaitsitapi)
  - Kainajové (Blood, Kainah, Kainai)
  - Pieganové (Piegan, Peigan, Pikuni, Piikani)
  - Vlastní Černonožci ( Blackfeet proper, Siksika)
- Kríové (Cree, Nehiyonuk, Nehiyaw)
  - Kríové z Plání (Plains Cree, Nehiyaweni)
- Odžibvejové (Ojibwa, Ojibway, Ojibwe, Anishinaabe, Anihšināpē)
  - Odžibvejové z Plání (Plains Ojibwa, Western Ojibwa, Saulteaux, Nakawēmowin)
- Šajeni (Cheyenne, Sheyenne, Shahyena, Tsitsistas, Tsêhéstáno)
  - Jižní Šajeni (Southern Cheyenne, Heévâhetaneo'o)
  - Severní Šajeni (Northern Cheyenne, Notameohmésêhese)

#### Juto-aztécká jazyková rodina
- Komančové (Comanche, Néméne)

#### Kaddoská jazyková rodina
- Arikarové (Arikara, Arikaree, Ree, Hundi, Sahnish, Sáhniš)
- Póníové (Pawnee, Paneassa, Pari, Pariki, Chaticks-si-Chaticks)
  - Cáwiové (Cáwiiʾi, Tsawi, Grand Pawnee)
  - Kitkahákiové (Little Muddy Bottom Pawnee, Republican Pawnee. Kítkehahki)
  - Jižní Póníové (Southern Pawnee, Tapage Pawnee, Tuhaáwit, Pitahauirata, Piitahawiraata)
  - Skidiové (Skidi, Skiri, Ckiíri, Ckírihki Kuuruúriki)
- Vičitové (Wichita, Kirikuru, Kitikiti'sh)
  - Kičajové (Kichai, Kitsai, Keechi, K'itaish)
  - Tavakoniové (Tawakoni, Tahuacano)
  - Vakové (Waco, Huaco, Hueco)

#### Kajova-tanoská jazyková rodina
- Kajovové (Kiowa, Gaigwu, Kaigwu, Kútjai)

#### Na-denéjská jazyková rodina
- Apačové (Apache, Tindé)
  - Kajova-Apačové (Kiowa-Apache, Plains Apache, Naʼisha, Naisha Tindé, Kalth Tindé, Bácayéme)
  - Lipani (Lipan-Apache, Lipan, Ipande, Querechos, Vaqueros, Pelones, Lépai Ndé)
- Sarsíové (Sarcee, Tsu T’ina, Tsúùtínà)

#### Siouxská jazyková rodina
- Ajovové (Iowa, Ioway, Báxoje)
- Assiniboini (Assiniboin, Assiniboine, Asiniibwaan, Hohe, Nakona)
- Hidatsové (Minnetaree, Minnetari, Hidatsa, Hiraaca)
- Kamenní indiáni (Stoney, Nakoda)
  - Horští Kamenní indiáni (Mountain Stoney, Hebina, Ye Xa Yabine Nakoda)
- Kanzové (Kansa, Kanza, Kaw)
- Kvopóové (Quapaw, Arkansas, O-gah-pah)
- Mandani (Mandan, Mantannes, Numakhkyki)
- Mizuriové (Missouri, Niúachi, Niutachi)
- Omahové (Omaha, Umoahoa)
- Osedžové (Osage, Niúkonska)
- Otové (Oto, Chiwere)
- Ponkové (Ponca, Panká)
- Siouxové (Sioux) / Velký siouxský národ (Great Sioux Nation) / Sedm ohnišť (Seven Council Fires, Očéthi Šakówiŋ)Někdejší území a kmeny Velkého siouxského národa (Sedm poradních ohnišť) - Yanktoni a Yantonajové jsou zde chybně označeni jako Nakota.

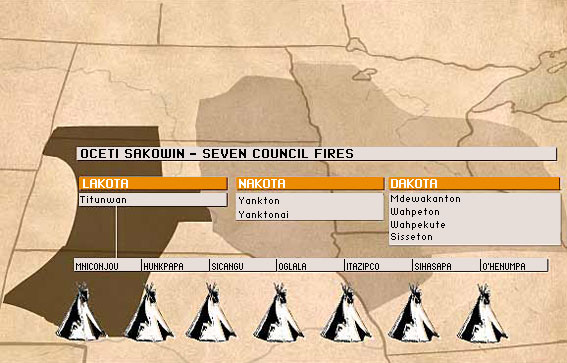
Někdejší území a kmeny Velkého siouxského národa (Sedm poradních ohnišť) - Yanktoni a Yantonajové jsou zde chybně označeni jako Nakota.

- východní Dakotové (Eastern Dakota, Dakhóta) / Santí (Santee, Isányathi)
  - Bdewakantonové (Mdewakanton neboli Bdewákȟaŋtȟuŋwaŋ)
  - Wahpetonové (Wahpeton neboli Waȟpétȟuŋwaŋ)
  - Wahpekutové (Wahpekute neboli Waȟpékhute)
  - Sissetonové (Sisseton neboli Sisítȟuŋwaŋ)
- západní Dakotové (Western Dakota, Dakȟóta), nesprávně Nakotové (Nakota)
  - Yanktonové (Yankton neboli Iháŋktȟuŋwaŋ)
  - Yanktonajové (Yanktonai neboli Iháŋktȟuŋwaŋna)
- Lakotové (Lakota, Lakȟóta) / Tetoni (Teton Sioux, Teton), nesprávně tetovaní lakotové
  - Brúléové (Sikangu, Brúlé)
  - Hunkpapové (Hunkpapa, Húŋkpapȟa)
  - Itazipčové (Itazipcho, Hazipco, Sans Arcs, Arrows all Gone)
  - Minikonžuové (Mineeconju)
  - Oglalové (Oglala, Ogalala Sioux)
  - Ohenonpové (Oohenonpa, Two Kettles)
  - Sihasapové (Sihasapa, Blackfeet, siouxští černonožci)
- Vraní indiáni (Absaroka, Apsáalooke, Corbeaux, Crow)
  - Horští Vraní indiáni (Mountain Crow, Ashalaho)

#### Izolovaný jazyk
- Tonkawové (Tonkawa, Tonkaweya, Tikanwa-tik)

### Náhorní plošina (Plateau)

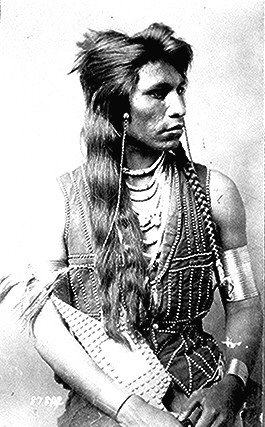
Králičí ocásek, bannocký mladík

Tato nejmenší kulturní oblast Severní Ameriky se nachází na náhorní plošině mezi Skalnatými horami a Kaskádovým pohořím. Zasahuje na území států Idaho, Washington, Montana a do jihozápadní Kanady. Zdejší původní obyvatelé se živili hlavně sběrem jedlých rostlin (muchovník, cibulky ladoníku), lovem jelenů i rybolovem. Od 18. století se rozšířil chov koní a některé kmeny se přiblížily kultuře prérijních indiánů. Obydlím byly původně polopodzemní chýše ze dřeva a drnů zvané quiggly, později se rozšířila típí. Indiáni žili v rodinných tlupách a byli méně bojovní než prérijní kmeny.

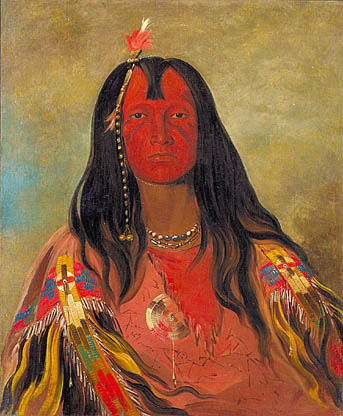
Žádný roh na hlavě, bojovník Propíchnutých nosů na obraze George Catlina

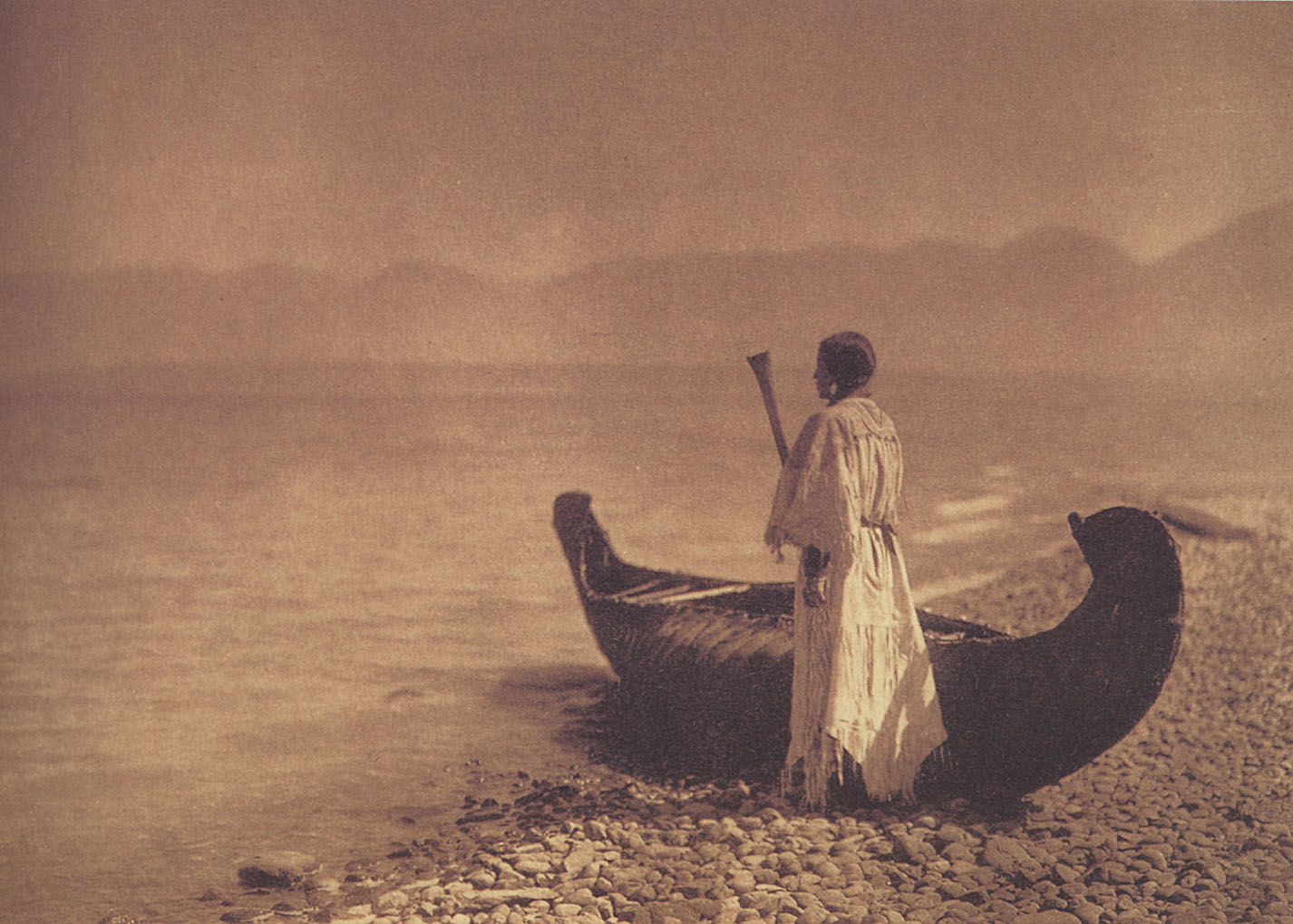
Kutenajská žena s kanoí

#### Juto-aztécká jazyková rodina
- Bannokové (Bannock, Banate, Nimi Pan a'kwati)

#### Na-denéjská jazyková rodina
- Nikolové (Nicola, Nicola Athapascan, Stuwix)

#### Penutijská jazyková rodina
- Klamathové (Klamath, Waklaks)
- Modokové (Modoc, Mowatocknie, Modok)
- Molalové (Molale, Molelle)
- Propíchnuté nosy (Nez Percé, Numipu, Niimíípu)
- Šahaptinové (Shahaptin, Sahapti, Sħáptənəkhw,  Ichishkin)
  - Jakimové (Yakama, Yakima, Waptailnsim)
  - Palusové (Palouse, Palus, Appaloosa, Pelúuspem)
  - Valla Vallové (Walla Walla, Waluulapam)
- Umatillové (Umatilla, Tamalúut)
- Teninové (Tenino, Tygh, Warm Springs band, Tayxɫáma)

#### Selišská jazyková rodina
- Coeur d'Alene (Coeur d'Alene, Skitsuish, Snchitsuʼumshtsn)
- Lilluetové (Lillooet, St'at'imc)
- Okanagani (Colville, Okanagan, Nsíylxcən)
- Selišové (Salish)
  - Kalispelové (Kalispel, Lower Kalispel, Silkatkmlschi)
  - Pend d’Oreilles (Pend d’Oreilles, Upper Kalispel, Kullyspelm, Ql̓ispé)
  - Ploskohlavci (Flathead, Bitterroot Salish, Séliš)
  - Spokani (Spokane, Sqeliz, Npoqínišcn)
  - Vnitrozemští Selišové (Interior Salish, Wenatchi)
- Šusvapové (Shuswap, Secwepemctsín)
- Thompsonští Indiáni (Thompson, Nlakapa'mux)

#### Izolované jazyky
- Kajusové (Cayuse, Cailloux, Willetpoos, Liksiyu)
- Kutenajové (Kootenai, Kootenay, Kutenai, Ktunaxa)

### Severozápadní pobřeží
Kultura severozápadních indiánů byla založená na lovu pravidelně migrujících lososů, ale i dalších druhů ryb a mořských živočichů. Menší roli hrál sběr bobulí a lov suchozemské zvěře. Tradičním obydlím byly dlouhé domy z dřevěných trámů, často zdobené totemovými sloupy, v nichž žilo pohromadě více rodin. Ze dřeva vyrábí i dlabané kánoe, masky či nářadí. Vynikají také v tkalcovství a košíkářství. Všechny předměty byly umělecky zdobené obrazy totemových zvířat. Náčelníci a jejich rodiny měli velkou moc, společnost byla strukturována. Významným obřadem byl potlač spojený s rozdílením darů. Zdejší indiáni znali otroctví a provozovali směnný obchod.

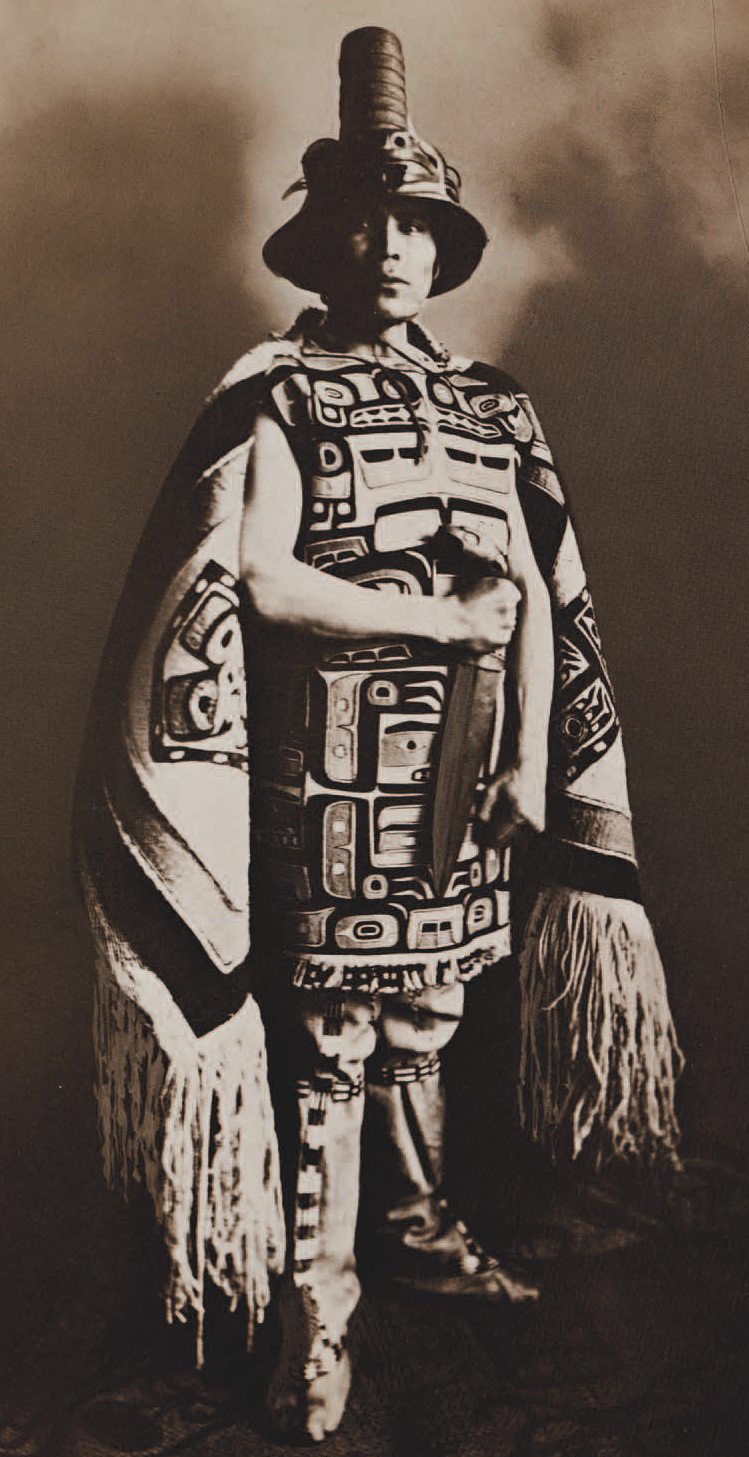
Tlingitský náčelník Louis Shotridge-Stoowukháa

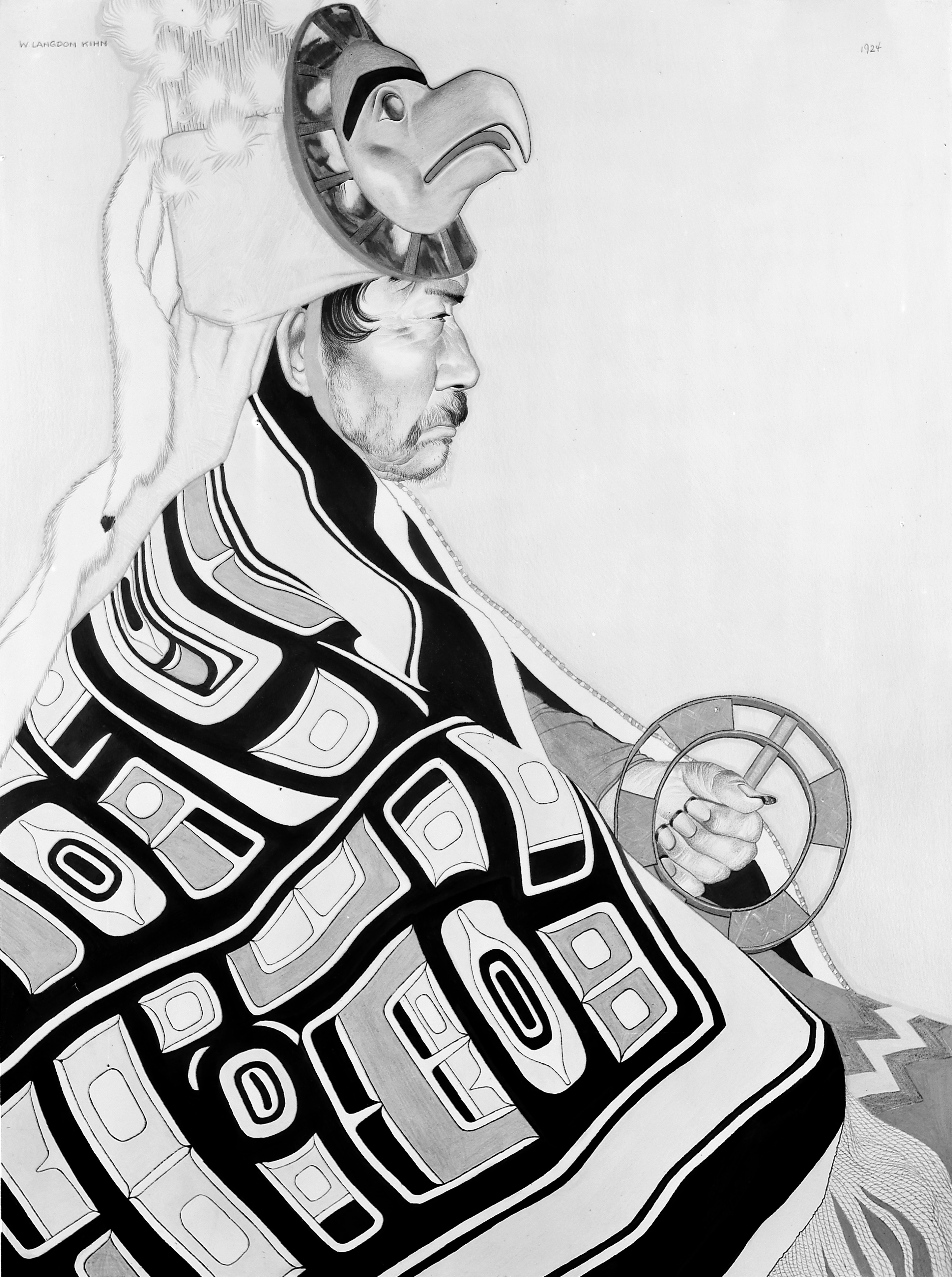
Sem-Medeeks, náčelník Gitksanů

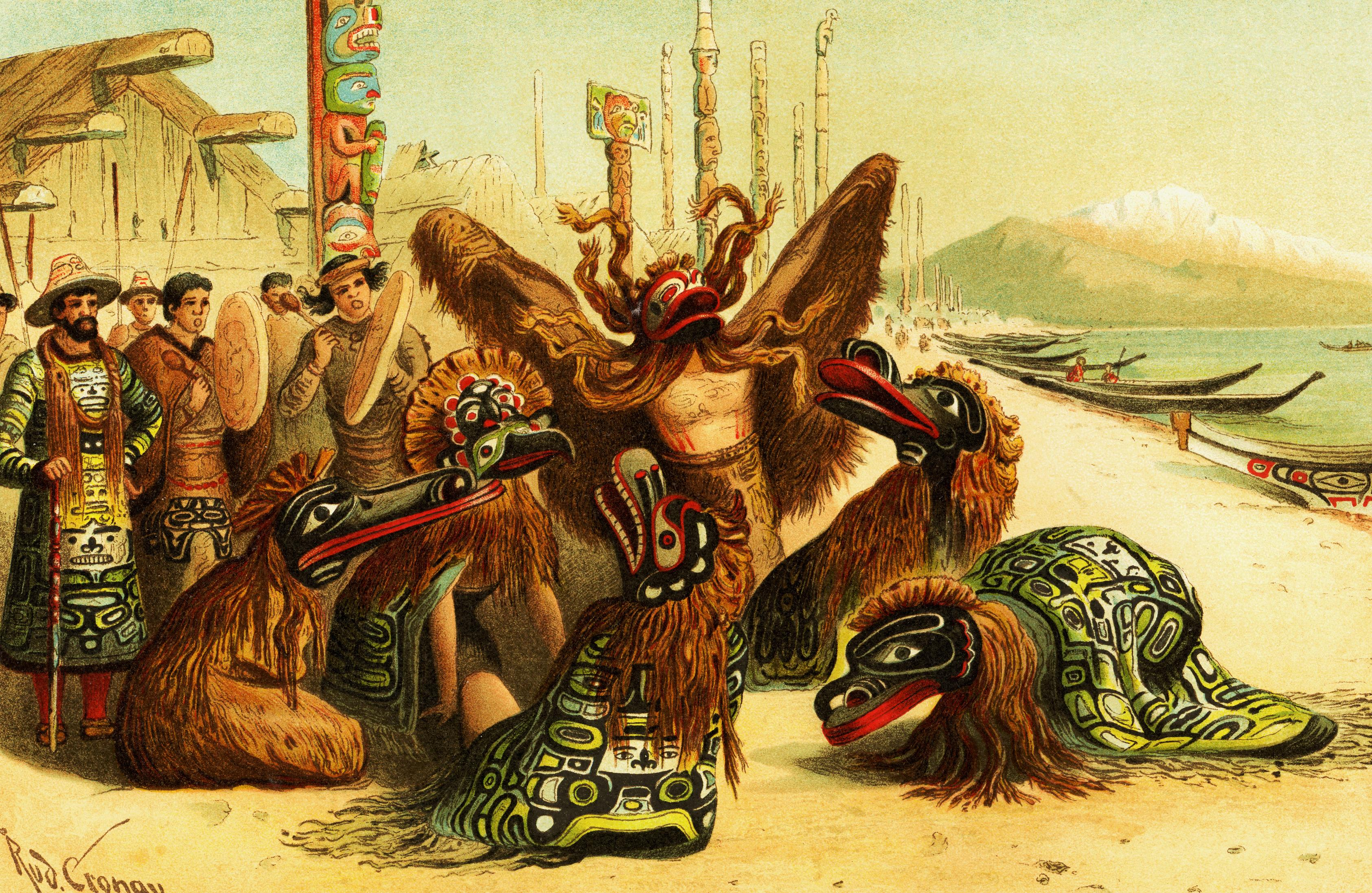
Bella Kúlové tančící v maskách při potlači

#### Čimakumská jazyková rodina
- Kvileutové (Quileute, Quillayute, Kwo’lleyot)
- Čimakumové (Chimakum, Aqokúlo, Öaxwókwolo Port Townsedn indians)

#### Na-denéjská jazyková rodina
- Ejakové (Eyak, Iya-Gdelahgeyu)
- Klatskaniové (Clatskanie, Tlatskanai)
- Tlingitové (Tlingit, Klingit, Tlinkit, Kolosh)
  - Čilkatové (Chilcat, Chilcoot, Jilḵáat Ḵwáan)
  - Jakutatové (Yakutat, Laax̱aayík Kwáan)
  - Vnitrozemští Tlingitové (Inland Tlingit, Taku, Tʼaaḵu Ḵwáan)

#### Penutijská jazyková rodina
- Alseové (Alsea, Alseya)
- Cimšjanové (Tsimshian, Ts’msyan, Gyigyet, Gyikgyet)
  - Pobřežní Cimšjanové (Coast Tsimshian, Sm’algyax̣, Sm’algax)
  - Nisgaové (Nisg̱a’a, Nisqa’a)
  - Gitksanové (Gitxkan, Gitksanimx̣)
- Činukové (Chinook, Clatsop, Tlatsop, Shoalwater Bay Indians)
  - Katlametové (Kathlamet, Guasámas, Guithlamethl, Kwillu'chini)
  - Multnomahové (Multnomaha)
  - Vaskové (Wasco, Watlala, Kigaltwalla)
  - Višramové (Whisram, Tlakluit)
- Kalapujové (Kalapuya, Calapooya, Tsankupi)
- Kúsové (Coos, Coosan, Hanis, Coquelle, Ko-Kwell)
- Siuslavové (Siuslaw, Kuitsh)
- Takelmové (Takelma, Dagelma, Rogue)

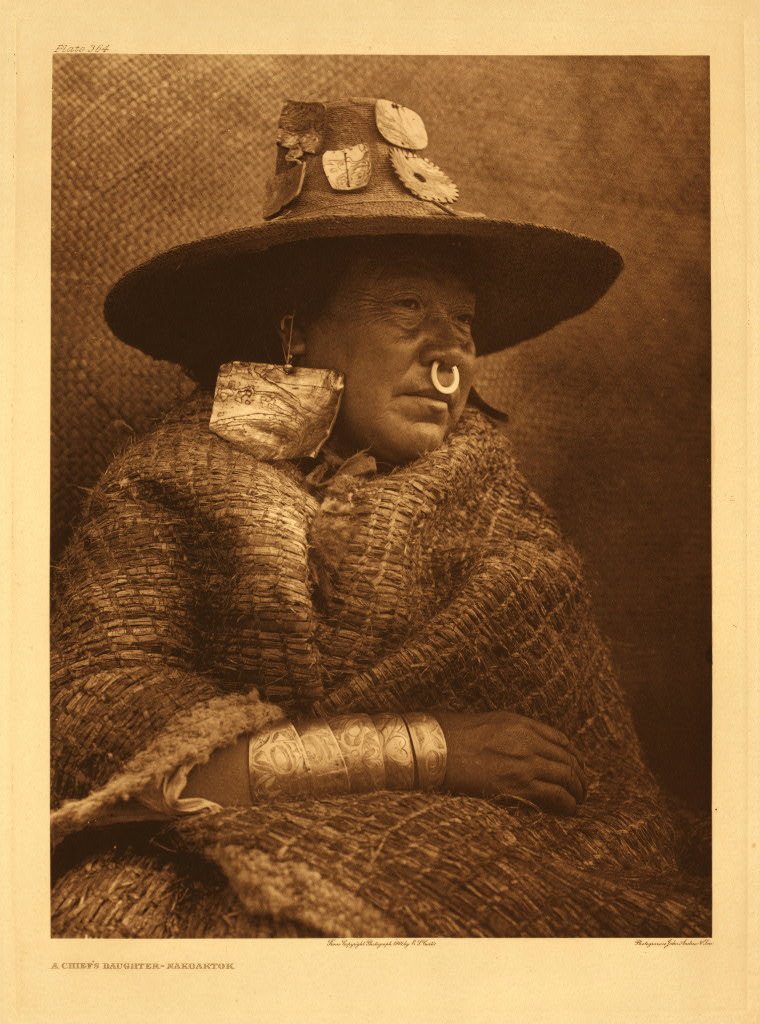
Dcera náčelníka Kwakiutlů

#### Selišská jazyková rodina
- Bella Kúlové (Bella Coola, Nuxalk)
- Selišové (Salish)
  - Kovičanové (Cowichan, Kw’amutsun)
  - Lumniové (Lumni, Lummi)
  - Pobřežní Selišové (Coast Salish, Squamich, Saanich, Skwxwu’mesh)
- Tillamúkové (Tillamook, Nehalem)

#### Vakašská jazyková rodina
- Bella Bellové (Bella Bella, Heiltsuk)
- Haislové (Haisla, Xa’islak’ala, X̄a’islakala)
- Kvakiutlové (Kwakiutl, Kwakwaka'wakw)
- Makahové (Makah, Kwihdich-chuhaht)
- Nutkové (Nootka, Nuuchaanul, Nuu-chah-nulth)

#### Izolovaný jazyk
- Haidové (Haida, X̱aayda, X̱aadas, X̱aad)

### Kalifornie
V Kalifornii žilo na poměrně malém území velké množství kmenů, některé z nich však byly vyhubeny během 19. století, zvláště v době Zlaté horečky. Kalifornští indiáni byli mírumilovní sběrači, rybáři a lovci drobné zvěře, živili se hlavně žaludy dubů. Obývali společné polopodzemní chýše nebo jen wikapy z trávy a větví. Při obřadech se zdobili složitými ozdobami z peří. Prosluli zpracováním lýka a košíkářstvím.

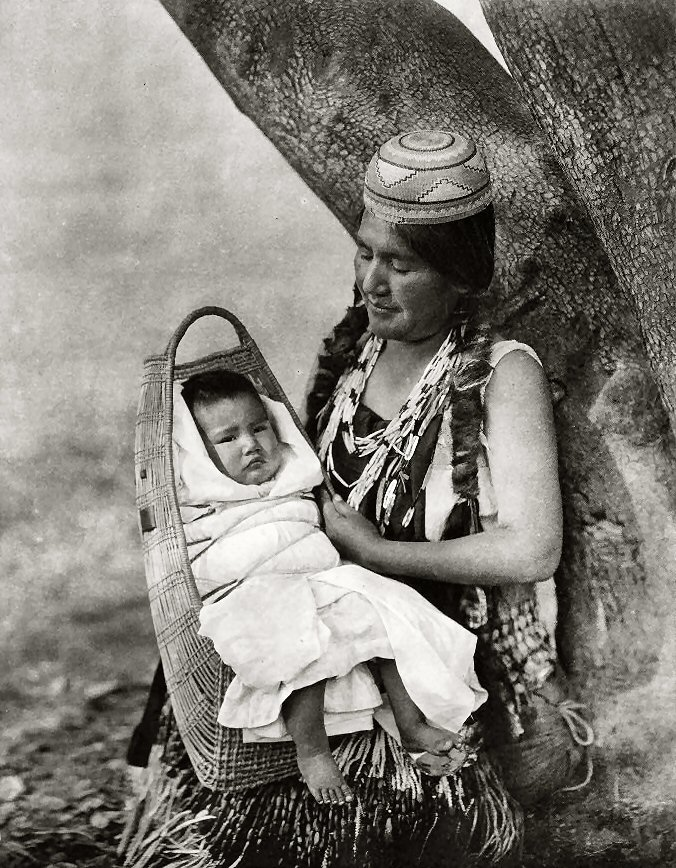
Matka z kmene Hupa, 1924

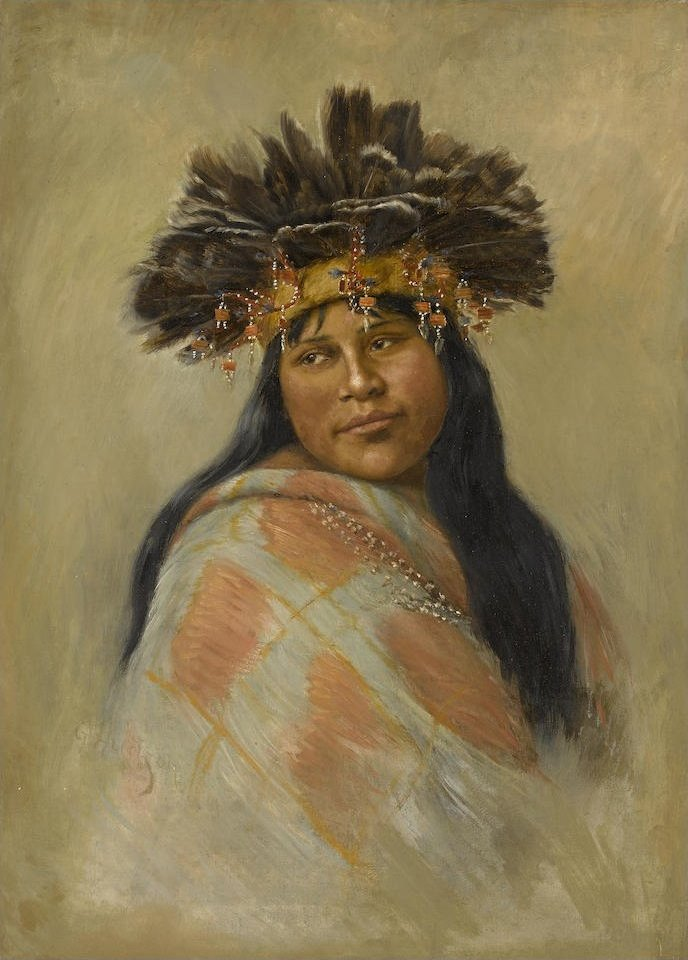
žena z kmene Pomo

#### Algonkinská jazyková rodina
- Jurokové (Yurok, Olekwo'l)
- Vijotové (Wiyot, Wee-’at, Wishosk)

#### Hokaská jazyková rodina
- Ačumaviové (Achomawi, Ajumawi, Pit River Indians)
- Atsugeviové (Atsugewi, Atsugé, Hat Creek)
- Čimarikové (Chimariko, Trinity, Trinity River Indians)
- Čumašové (Chumash,Shmuwich, Ysleño, Inezeño)
- Janové (Yana) †
  - Severní Janové (Northern Yana, Yana) †
  - Jahiové (Yahi) †
- Esselenové (Esselen, Huelel)
- Karukové (Karok, Káruk)
- Kumejájové (Kumiai, Diegueño, Campo, Tipai, Kumeyaay)
- Pomové (Pomo, Pómó)
- Salinanové (Salinan, Te'po'ta'ahl)
- Šastové (Shasta. Shastika, Kahosadi)

#### Juto-aztécká jazyková rodina
- Gabrieleňové (Gabrieleño, Tongva)
- Kavijové (Cahuilla, Ivilyuqaletem)
- Kitanemukové (Kitanemuk)
- Kupeňové (Cupeño, Kuupangaxwichem)
- Luiseňové (Luiseño, Payómkawichum)
- Monové (Mono, Monachi)
- Serranové (Serrano, Taaqtam)
- Tataviamové (Tataviam, Kitanemuk)
- Tubatulabalové (Tubatulabal, Tule River Indians, Pakaːnil)

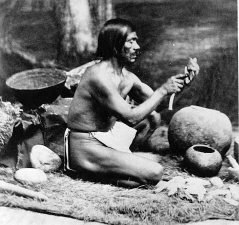
Rafael Solares, náčelník Čumašů, asi 1895

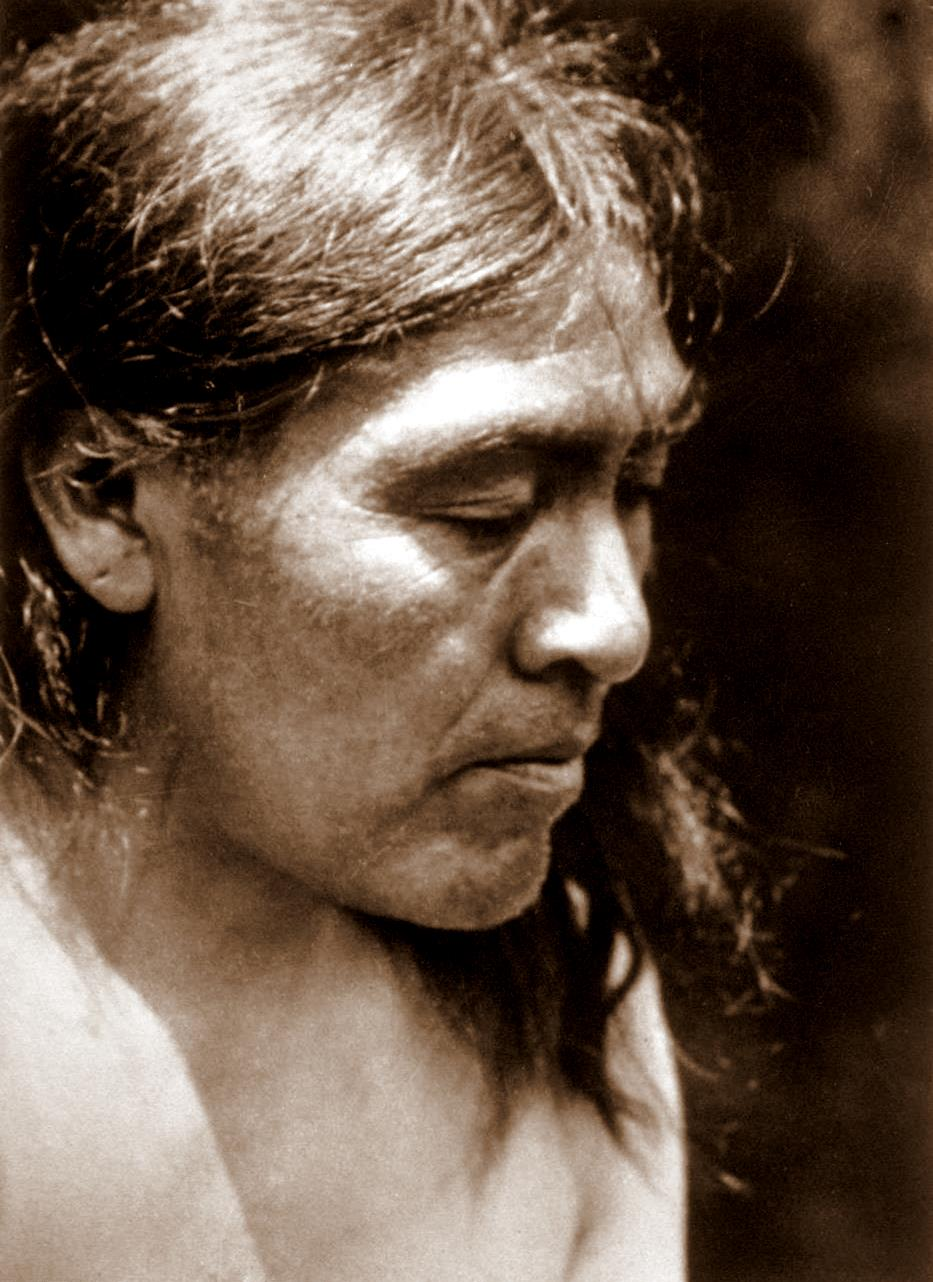
Iši, poslední z Jahiů, 1916

#### Na-denéjská jazyková rodina
- Četkové(Chetco, Chectco, Chit-dee-ne)
- Hupové (Hoopa, Hupa, Natinookwa)
  - Čilulové (Chilula)
  - Vlastní Hupové (Hoopa Valley, Natinookwa)
  - Wilkutové (Whilkut, Redwood Creek)
- Tolovové (Tolowa, Siletz Dee-ni)
- Umpkvové (Umpqua, Upper Umpqua, Etnemitane)
- Vailakiové (Wailaki, Eel River Athapascan)
  - Katové (Cahto, Kato)

#### Penutijská jazyková rodina
- Jokutové (Yocut, Yokut)
  - Mariposové (Mariposa, Wukchumni)
  - Severní Jokutové (Northern Yokuts, Buena Vista Yokuts, Tulamni )
- Kostanové (Costano, Oholone)
  - Karkinové (Carquin, Ohlone) †
- Maiduové (Maidu, Maidun, Májdy)
  - Horští Maiduové (Mountain Maidu, Yamani Maidu)
  - Jižní Maiduové (Nisenan)
  - Konkovové (Concow, Koyoomk'awi)
- Miwokiové (Miwok, Miwuk, Miw·yk)
  - Jezerní Mivokové (Lake Miwok)
  - Pobřežní Mivokové (Coast Miwok)
  - Vnitrozemští Mivokové (Plains and Sierra Miwok, Yosemite)
- Takelmové (Takelma, Takilma, Dagelma, Rogue)
- Vintuové (Wintu, Wintun, Copeh)

#### Jazyková rodina Juki-Vappo
- Jukiové (Yuki, Yukiah, Ukiah, Ukomno'm, Round Valley Indians)
- Vappové (Wappo, Guapo, Ashochimi)

### Velká pánev
Polopouštní oblast na území Nevady a Utahu obývají indiáni, živící se tradičně sběrem rostlin a lovem drobné zvěře včetně hadů a králíků, v příznivých oblastech i zemědělstvím. Od 18. století se rozšířil chov koní. Indiáni zde žili kočovně, obydlí byla jednoduchá, jen přístřešky z trávy a kůže, jednoduchý byl i oděv. Z umění a řemeslných dovedností vynikali zvláště v košíkářství.

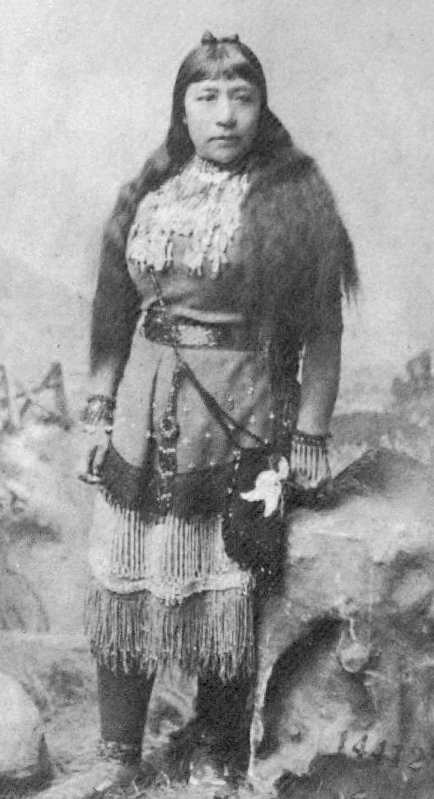
Sarah Winnemucca z kmene Pajutů

#### Juto-aztécká jazyková rodina
- Čemeveviové (Chemehuevi, Colorado River Indians)
- Juteové (Jutové, Utové, Utahové, Ute, Nyc, Núuc)
- Monové (Mono, Monachi, Kucadikadi)
- Pajutové (Paiute, Nume)
  - Pajutové z Owenského údolí (Owens Valley Paiute, Eastern Mono, Numa)
  - Avanečové (Ahwahnechee, Yosemite Valley Paiute)
- Šošoni (Shoshone, Shoshoni, Neme, Newe)
  - Jižní Šošoni (Southern Shoshone, Goshute)
  - Západní Šošoni (Western Shoshone, Nevada Shoshone)
- Timbišové (Timbisha, Coso, Death Valley Shoshone)

#### Hokaská jazyková rodina
- Vašové (Washoe, Waashiw)

### Jihozápad
Indiánské kultury v oblasti jihozápadu navazují na dávné kořeny v anasazijské, mogolloonské či hohokamské kultuře. Autochtonní obyvatelé žili v pueblech postavených z hliněných cihel a věnují se zemědělství. Vynikají v umění a řemeslech jako je košíkářství, tkaní nebo zpracování tyrkysu a stříbra. Náboženství je spojeno s rituály, vázanými na zemědělství a počasí, jako je např. hadí tanec Hopiů. Postupně do oblasti migrovali ze severu kočovní lovci a sběrači, kteří od Pueblanů převzali zemědělství a řemesla, žili však ve wikapech z větví a trávy nebo polopodzemních hliněných domech hoghan. Byli obávaní válečníci a dlouho odolávali bílým kolonizátorům. Od 16. století se v oblasti rozšířil chov koní, částečně též ovcí.

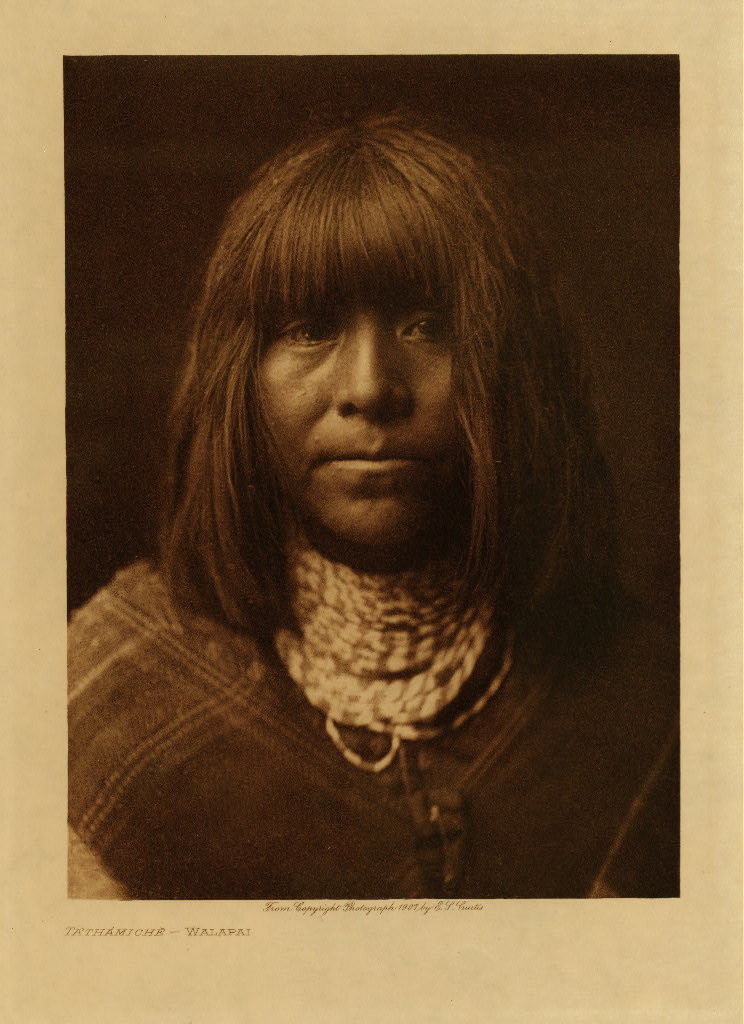
Valapajský bojovník, 1907

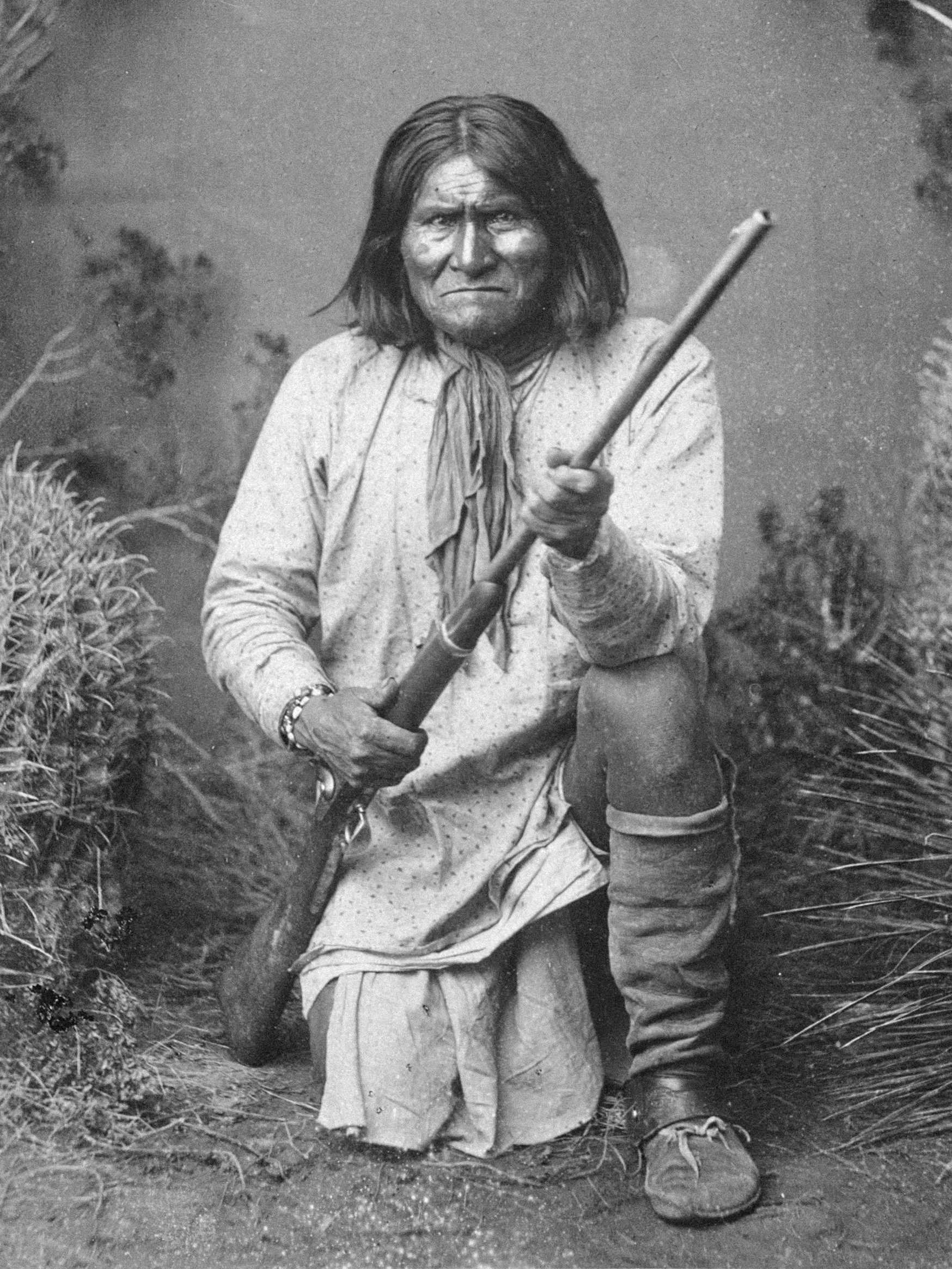
Geronimo - Goyathlay, náčelník Apačů, 1887

#### Hokaská jazyková rodina
- Havasupajové (Havasupai, Havsuw' Baaja)
- Javapajové (Yavapai, Yavbe')
  - Javapajové ze Zeleného údolí (Verde Valley Yavapai, Val Verde, Wípukba)
  - Jižní Javapajové (Southern Yavapai, Guwevkabaya)
  - Západní Javapajové (Western Yavapai, Ɖólkabaya)
- Jumové (Yuma, Quechan, Kwtsaan)
- Marikopové (Maricopa, Piipaash, Xalychidom Piipaa)
- Mohavové (Mohave, Mojave, Hamakhav, 'Aha Makhav)
- Valapajové (Walapai, Hualapai, Wa-la-peye)

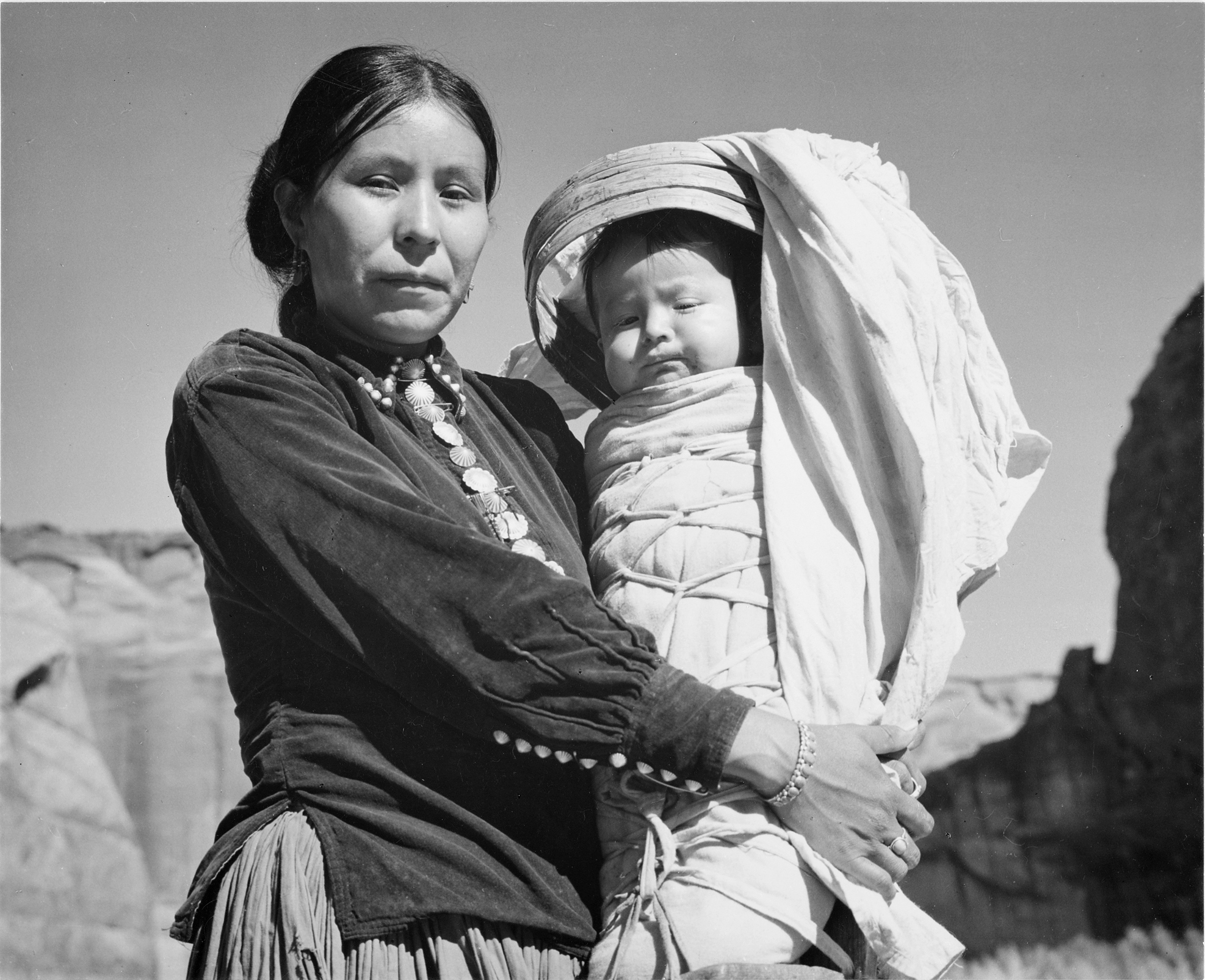
Navažská žena s kojencem, 30. léta 20. století

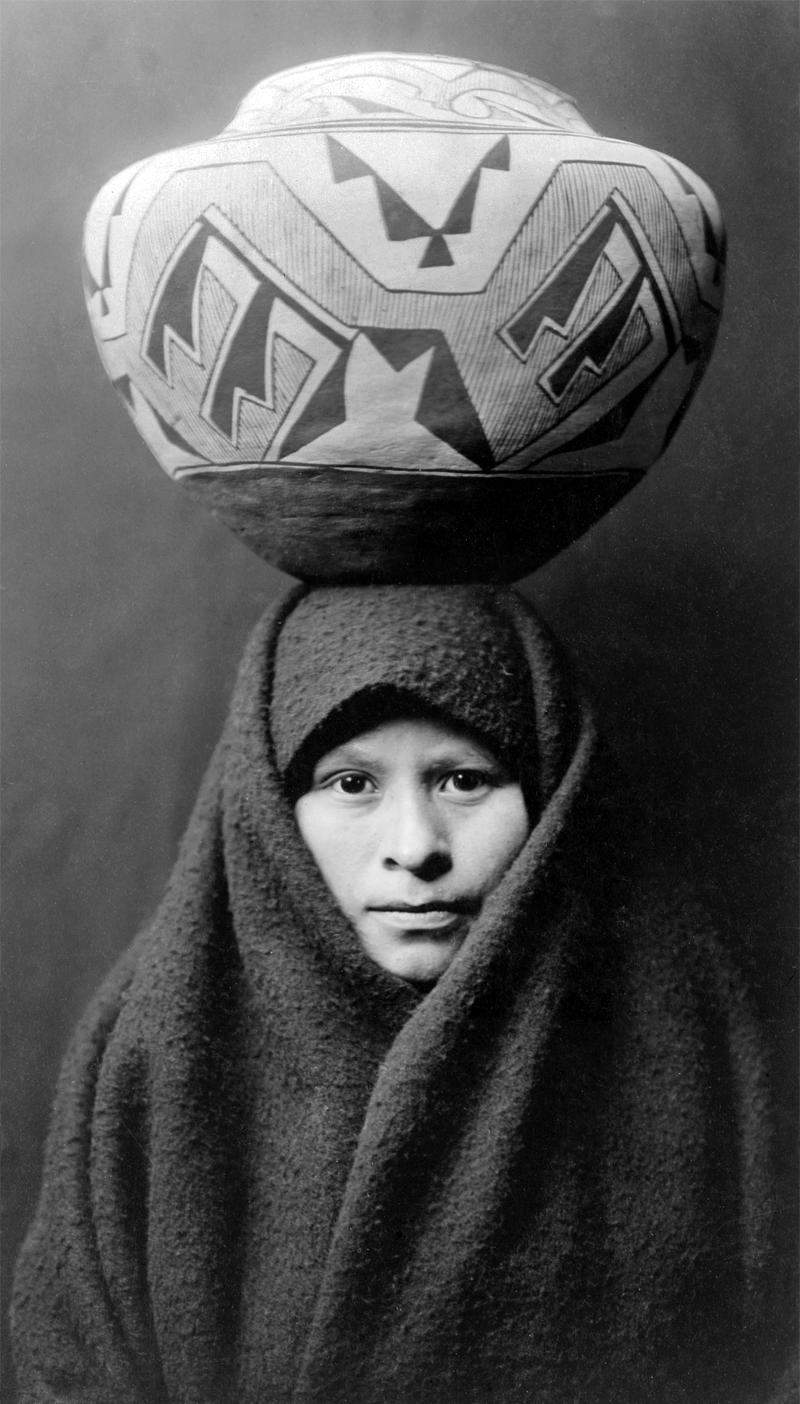
Zuñijská dívka,1903

#### Juto-aztécká jazyková rodina
- Hopiové (Hopi, Moqui, Hopitu, Hopituh Shi-nu-mu)
- Papagové (Papago, Tohono O'odham)
  - Píseční Papagové (Hia C-eḍ O'odham, Sand Papago, Areneños)
- Pimové (Pima, Akimel O'odham)

#### Kajova-tanoská jazyková rodina
- Tevové (Tewa, Pojoaque, Tano, Tesuque, Tée-wah)
  - Nambéové (Nambe Pueblo, Nambé Oweenge)
  - Ohkeové (Ohkay Pueblo, Kin Łichííʼ, Ohké Owingeh)
  - Pochoakové (Pojoaque Pueblo, P'osuwaege Owingeh)
  - Pueblané ze San Ildefonsa (San Ildefonso Pueblo, P'ohwhóge Owingeh)
  - Pueblané ze Santa Clary (Santa Clara Pueblo, Kha'po Owingeh)
  - Tesukové (Tesuke, Tesuque, Tetsuge Owingeh)
- Tivové (Isleta, Picuris, Sandia, Taos, Tigua, Tiwa)
  - Isletové (Isleta, Ysleta, Shiewhibak)
  - Pueblané z Picurisu (Picuris Pueblo, P'įwweltha)
  - Pueblané ze Sandie (Sandia Pueblo, Tuf Shur Tia)
  - Pueblané z Taosu (Taos Pueblo, Tə̂otho, ȉałopháybo)
- Tovové (Towa, Walatowa, Jemez)

#### Kereská jazyková rodina
- Keresové (Keresan, Keres)
  - Akomové (Ácoma, Aak'u, Áakʾùumʾé)
  - Ciové (Zia, Tsia, Tsi'ya, Tsʾíiyʾamʾé)
  - Kočitové (Cochiti, Kotyit)
  - Keresové ze San Felipe (San Felipe Pueblo, Katishtya)
  - Keresové ze Santa Anny (Santa Anna Pueblo, Tamaiya)
  - Keresové ze Santa Dominga (Santo Domingo Pueblo, Kewa)
  - Keresové z Laguny (Laguna Pueblo, Kawaika, Kʾáwáigamʾé)

#### Na-denéjská jazyková rodina
- Apačové (Apache, Inde, Dine)
  - Bělohorští Apačové (White Mountines Apache, Ndee)
  - Čirikavové (Chiricahua, Ch’úúkʾanén, Č’ók’ánéń, Chokonni)
  - Chikariljové (Jicarilla, Tinde)
- Lipanové (Lipan, Lipan Apache, Ypandes, Lépai-Ndé)
  - Meskalerové (Mescalero, Shis-Inday, Mashgalénde)
  - Tontové (Tonto)
  - Západní Apačové (Western Apache, San Carlos, Arivaipa,Innee, Nnēē)
- Navahové (Navaho, Navajo, Naabeehó, Diné)

#### Neznámá jazyková příslušnost
- Anasaziové (Ancestral Puebloans, Anasazi, Anaasází, Hisatsinom) †

#### Izolovaný jazyk
- Zuňiové (Zuni, Zuñi, Áshiwi)

## Střední Amerika, Mexiko

### Aridoamerika
Polopouště severozápadního Mexika a poloostrova Baja California měly řídké osídlení. Lovci drobné zvěře a sběrači se v příznivějších oblastech zabývali i zemědělstvím, spojeným s důmyslnými závlahami. Na pobřeží Kalifornského zálivu též lovili ryby. Žili v domech ze dřeva a hlíny, wikapech nebo týpí, jednotlivé rodiny často odděleně od sebe. Od 16. století se rozšířil chov koní i dobytka. V náboženství hrálo velkou roli užívání halucinogenního kaktusu peyotlu.

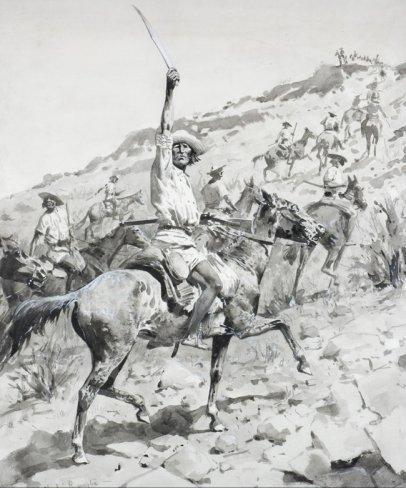
Jakijský bojovník, 1896

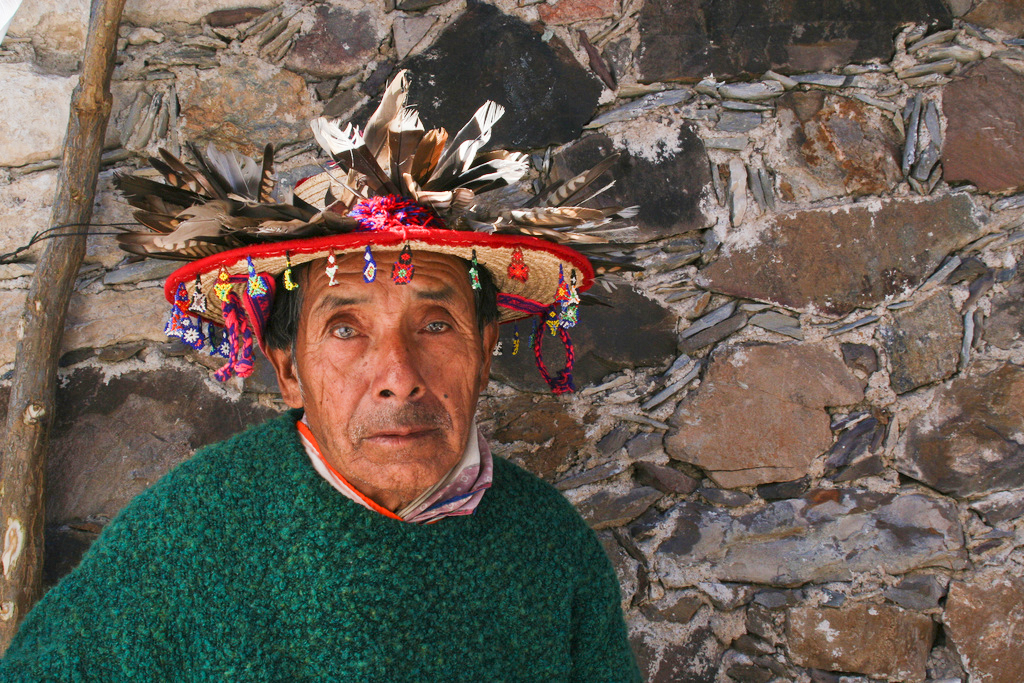
Huicholský medicinman

#### Hokaská jazyková rodina
- Seriové (Seri, Comcaac)

#### Jumská jazyková rodina
- Kiliwové (Kiliwa, K'olew)
- Kočimové (Cochimí, Laymón)
- Kokopové (Cocopah, Kwapa, Xawil kwñchawaay)

#### Juto-aztécká jazyková rodina
- Jakiové (Yaqui, Hiaki, Yoeme)
- Korové (Cora, Náayarite)
- Majové (Mayo, Yoreme)
- Opatové (Opata, Tegüimas)
- Tarahumarové (Tarahumara, Rarámuri)
- Tepevanové (Tepehuán, O'dam)
- Vičolové (Huichol, Wirrarika, Wixáritari)
- Zakatékové (Zacateco, Caxcan, Zacatecatl)
- Zumanové (Zumana, Suma, Zuma)

#### Oto-mangeská jazyková rodina
- Otomíové (Otomí, Hñähño, Ñuhu)
- Čičimékové (Chichimeca Jonaz, Jonaz, Úza)

#### Izolované jazyky
- Koaviltékové (Coahuilteca, Pakawa)
- Komekrudové (Comecrudo, Mulato, Carrizo)
- Waikurové (Waicura, Guaicura, Waikurí)

### Mezoamerika
Oblast nejvyspělejších kultur předkolumbovské Ameriky, spojených s budováním měst, monarchickými nebo teokratickými státními útvary, vysoce rozvinutým uměním i počátky věd, např. astronomie a matematiky. Společnost byla strukturována s vrstvami kněží, aristokracie, poddaných a otroků. Náboženské systémy byly polyteistické, velkou roli hrály kulty slunce a deště, spojované s lidskými oběťmi i míčovými hrami. Pro rituální účely byly budovány chrámy, pyramidy a další stavby. Většina obyvatel se živila zemědělstvím, zvláště pěstováním kukuřice, agáve a zeleniny. Tradiční kultury byly v 16. století rozvráceny pod náporem španělských dobyvatelů.

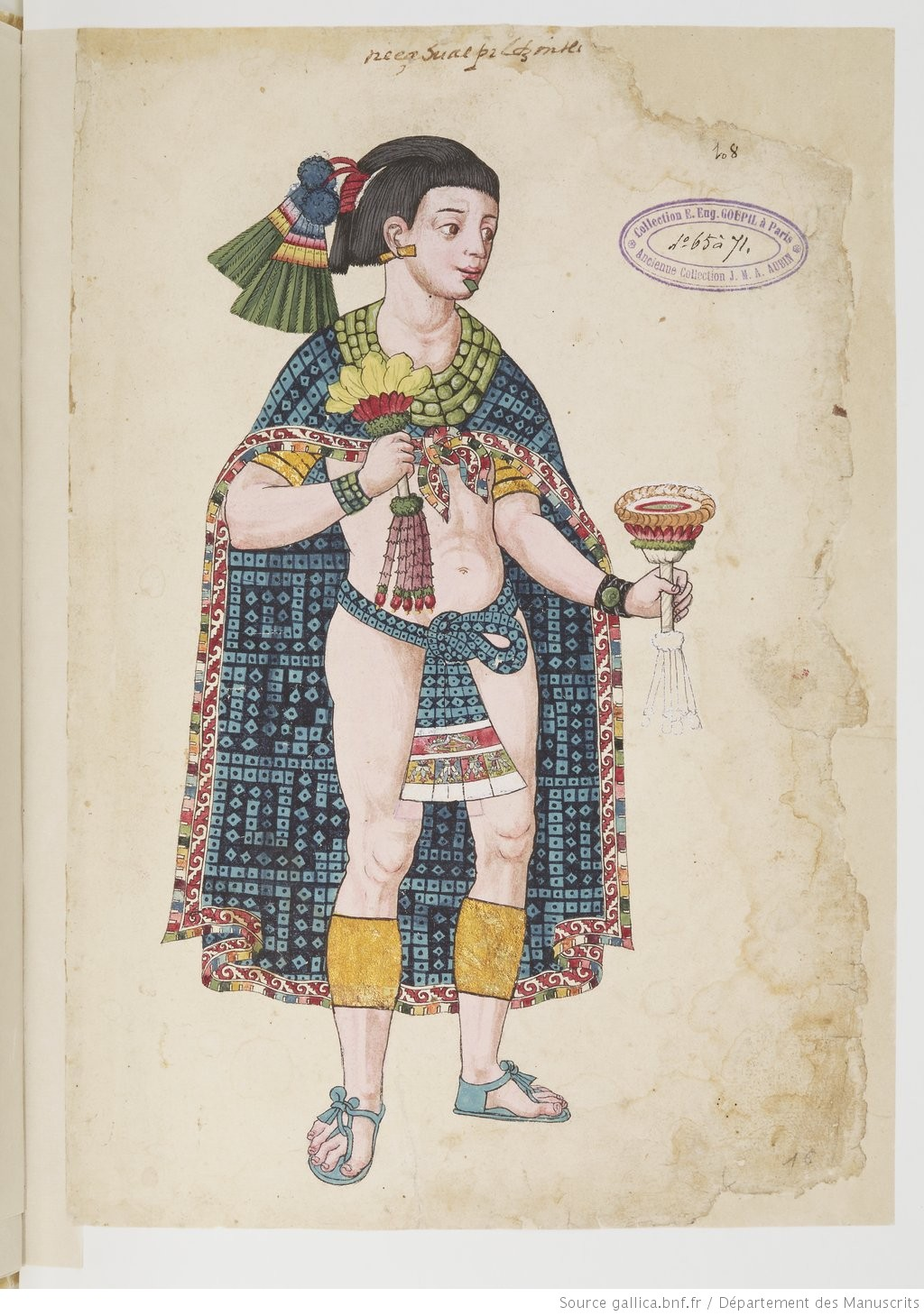
Nezahualpili, vládce Texcoca, poč. 17. století

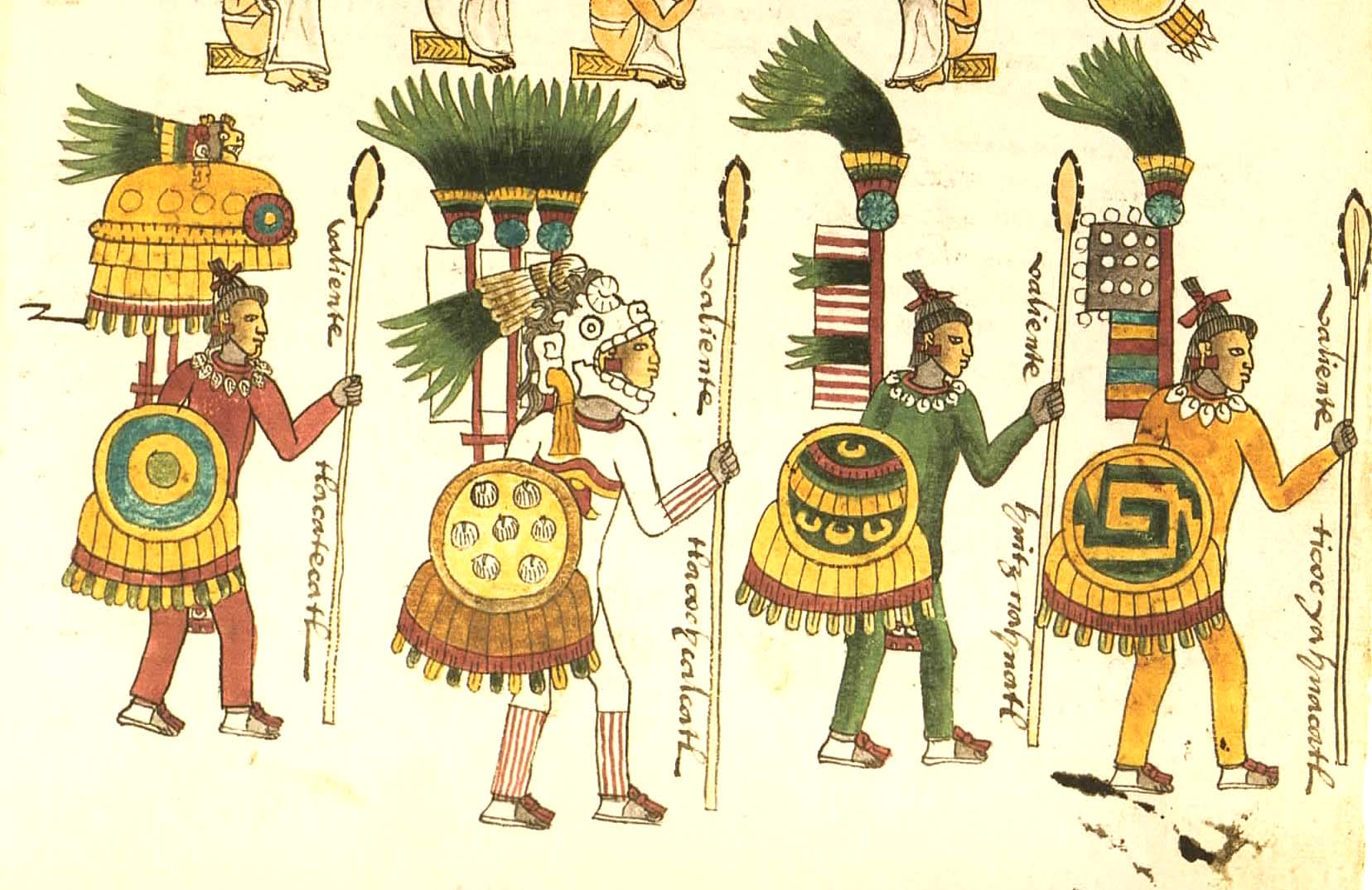
Aztéčtí válečníci, kodex Mendoza

#### Hokaská jazyková rodina
- Tekvistlatékové (Oaxaca Chontal, Tequistlateca, Huamelula)
- Tolové (Tol, Tolpan, Jicaque) Tolové (Tol, Tolpan, Jicaque)

#### Juto-aztécká jazyková rodina
- Korové (Cora, Náayarite)
- Nahuové (Nahua, Nāhuatlācah)
  - Aztékové (Aztec, Azteca, Aztecah, Tenochcah, 'Mēxihcah)
  - Alagvilakové (Alaguilac, Alagüilac)
- Pipilové (Pipil, Cuzcatlecah)
- Počutékové (Pochuteca, Poxutleca, Pochutlan) †
- Tepanékové (Tepanec, Tepanecah)
- Tlaxcaltékové (Tlaxcalan, Tlaxcaltec)
- Toltékové (Toltec, Tolteca, Tōltēcah) †

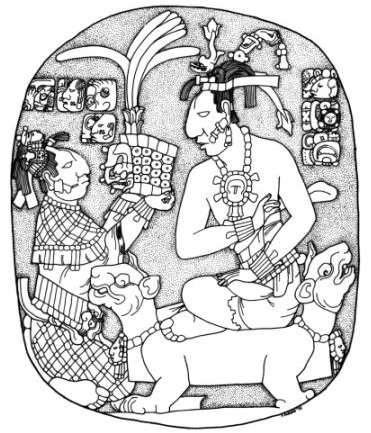
K'inič Jahaab Pakal, král mayského města Palenque, 7. století

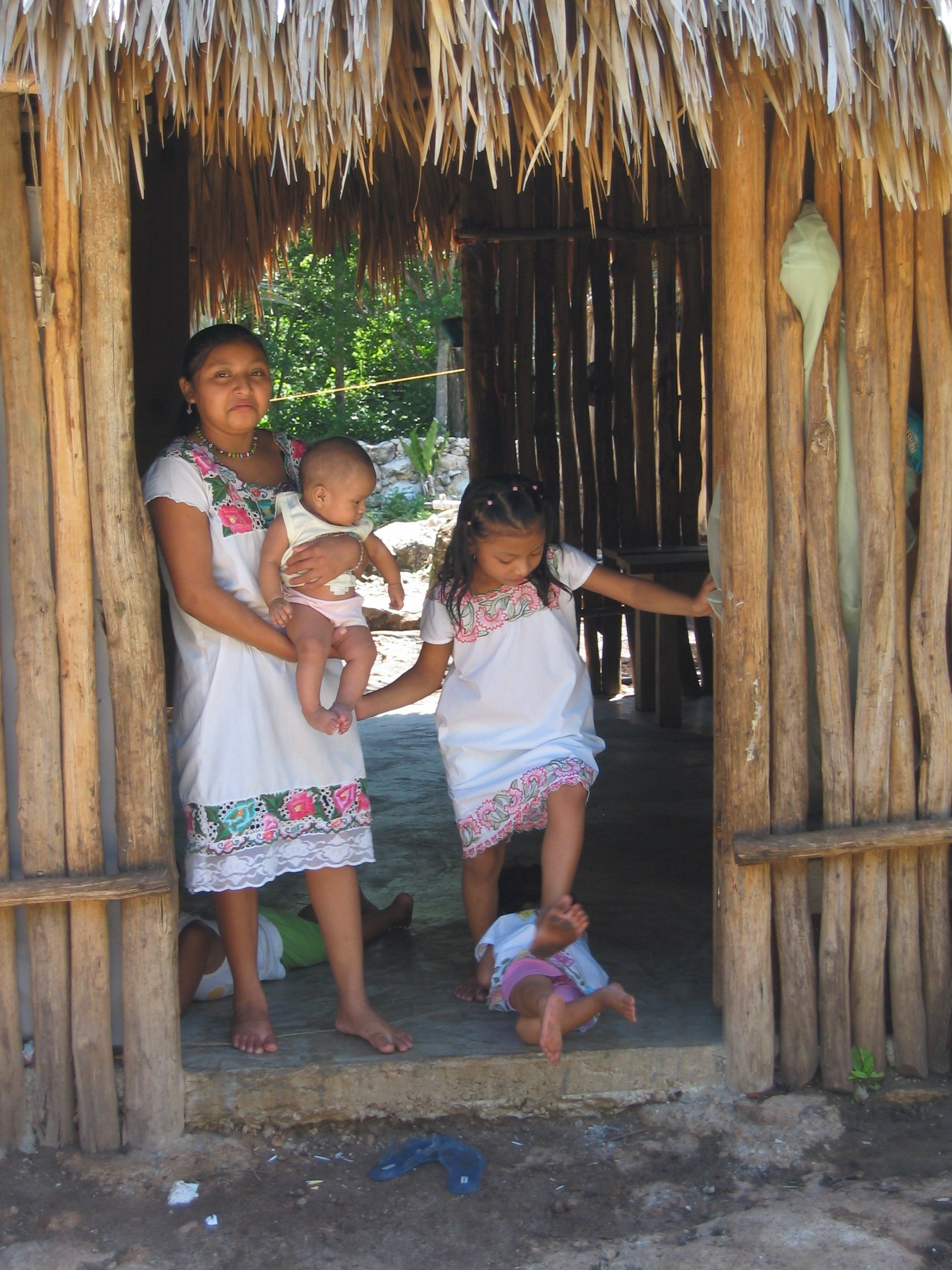
Současní Mayové z Yucatánu

#### Jazyková rodina lenka-šinka
- Lenkové (Lenca, Lenka)
- Šinkové (Xinca, Xinka, Yupiltepeque)

#### Mayská jazyková rodina
- Čortíové (Chortí, Ch'orti')
- Kakčikelové (Cakchiquel, Kaqchikel)
- Kekčíové (Cequchi, Q'eqchi')
- Kičéové (Quiché, K'iche')
- Mayové (Maya, Màaya)
  - Itzáové (Itza, Itzaj)
  - Lakandonové (Lacandón, Hach Winik)
  - Vlastní Mayové (Maya, Yucatec, Màaya)
- Tzeltalové (Tzeltal, Sotz'il)
- Tzotzilové (Tzotzil, Sotz'leb)
- Vastékové (Huastec, Huasteco, Teneek)

#### Miše-sokeská jazyková rodina
- Olmékové (Olmec, Olmeca, Tenocelome) †
- Popolukové (Popoluca, Mixe, Yaak'awü)
- Sokeové (Zoque, O'de püt)

#### Oto-mangeská jazyková rodina
- Amuzgové (Amuzgo, Amoxco, Tzjon Non)
- Činantékové (Chinantec, Tsa Jujmi)
- Čorotegové (Chorotega, Choluteca, Mangue)
- Išatékové (Popoloca, Ixatec, Xwja)
- Kuikatékové (Cuicatec)
- Mazatékové (Mazatec, Ha Shuta Enima)
- Mištékové (Mixtec, Mixteco, Ñuù savi)
- Tlapanékové (Tlapanec, Me'phaa)
- Zapotékové (Zapotec, Zapoteco, Didxažon)

#### Totonacká jazyková rodina
- Tepevové (Tepehua, Hamasipini)
- Totonakové (Totonac, Tutunacu)

#### Izolované jazyky
- Kuitlatékové (Cuitlateca) †
- Purépečové (Purépecha, P'urhépecha, Tarascan, Tarasco)
- Váveové (Huabe, Huave, Wabi, Ikoots, Kunajts)

### Karibská oblast
Tato oblast zahrnuje Velké a Malé Antily, pobřeží Střední Ameriky na jih od Yucatánu a poběží Jižní Ameriky mezi Panamou a ústím Orinoka. Původní obyvatelé se věnovali zemědělství a rybolovu, žili v chýších postavených na kůlech, oděv byl jen minimální. Kultura a náboženství byly ovlivněny Mezoamerikou, odkud převzali míčové hry a umělecká řemesla. Vynikali ve zpracování dřeva a výrobě dlabaných člunů. Obyvatelé ostrovů byli vesměs vyhubeni nebo zdecimováni zavlečenými nemocemi během 16. a 17. století, na pevnině původní obyvatelé dosud přežívají, často smíseni s obyvateli afrického původu.

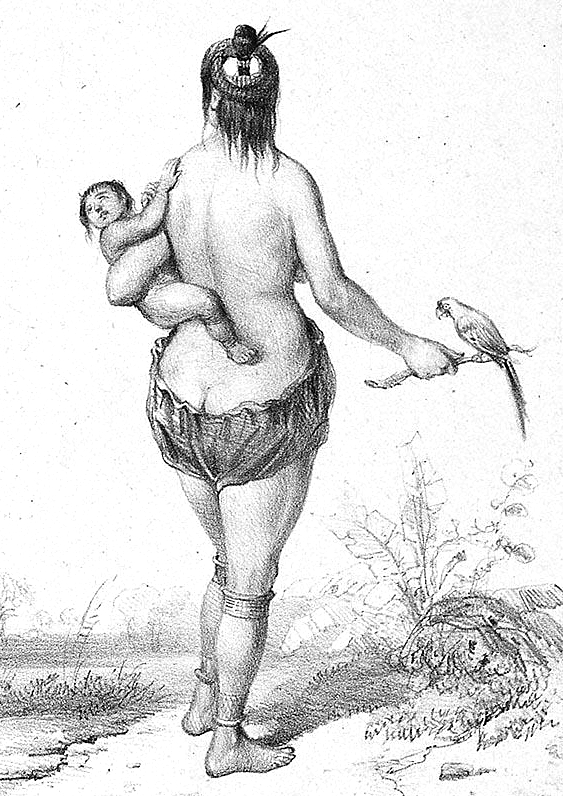
Karibská žena z ostrova Dominika

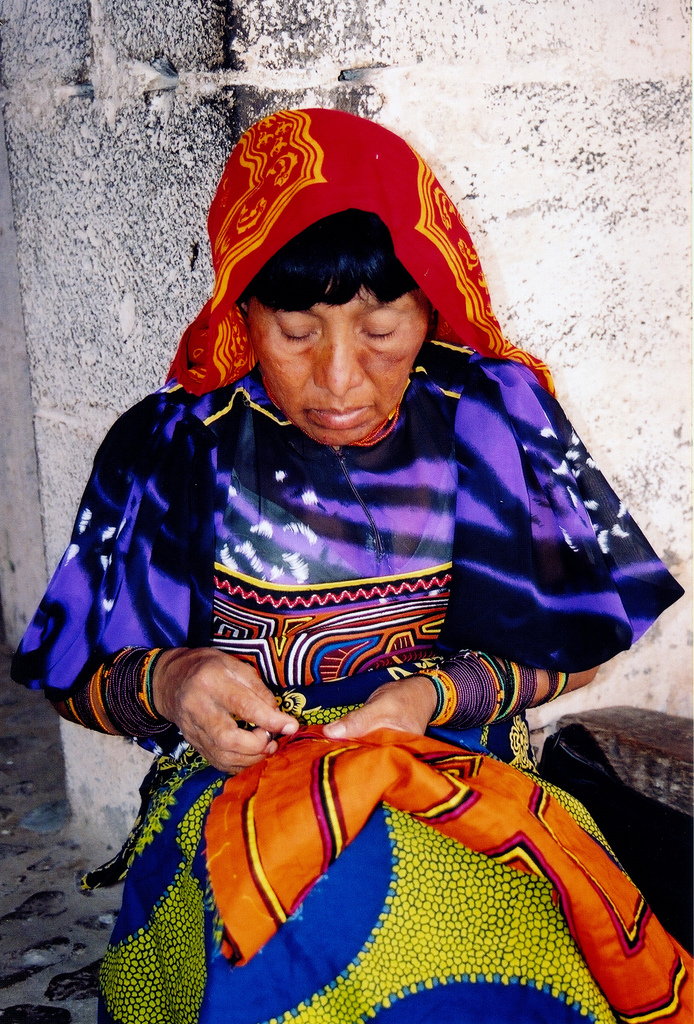
Žena z kmene Kuna v tradičním oděvu

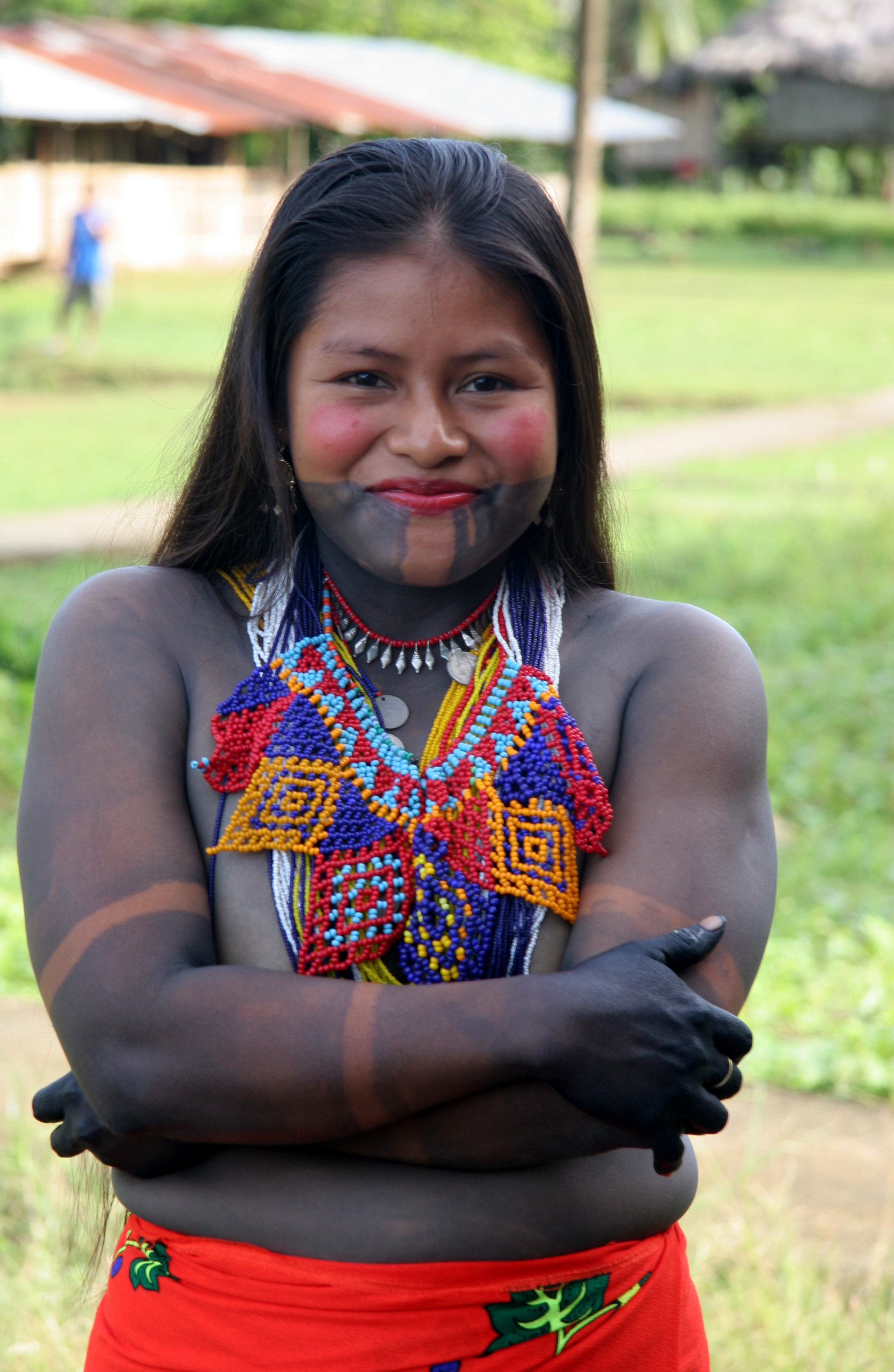
Čokóská žena ozdobená k tanci

#### Aravacká jazyková rodina
- Goachirové (Goajiro, Wayú)
- Kakaetiové (Caquetio, Caiquetia ) †
- Lukajanové (Lucayan, Lucayo, Lukku-Cairi) †
- Sibonejové (Ciboney, Siboney) †
- Taínové (Taino, Taiíno) †

#### Čibčská jazyková rodina
- Bribriové (Bribri, Talamanca)
  - Kabékarové (Cabécar, Chirripó, Talamanca)
  - Teribové (Naso, Teribe, Térraba, Tjër Di)
- Bronkové (Bronka, Boruca, Brúnkajk)
- Gvajmíové (Guaymi, Ngäbe, Ngäbere)
  - Buglerové (Bugle, Buglere, Bokotá, Muoy, Murire)
- Gvatuzové (Corobicí, Guatuso, Watuso-Wétar, Maleku, Maléku Jaíka)
- Kunové (San Blas Kuna, Cuña, Guna, Dule)
- Pajové (Paya, Pech)
- Ramové (Voto, Boto, Rama, Rama Cay Indians)

#### Čokóská jazyková rodina
- Čokóové (Choco, Katío, Eperara, Embera)
- Wounanové (Wouraan, Wounan, Wuanana, Noanamá, Woun Meu)
- Darienové (Dariena, Cueva) †

#### Karibská jazyková rodina
- Jukpové (Yukpa, Yucpa, Yupa, Carib Motilón, Macoíta, Manso)
- Ostrovní Karibové (Island Caribs, Kalinago, Kalhíphona, Igneri, Iñeri, Inyeri)
- Garifové (Garifuna, Kalhíphona, Karif, Garinagu)
- Waikeríové (Waikerí, Guaiquerí)

#### Misumalpská jazyková rodina
- Matagalpové (Matagalpa, Cacopera)
- Miskitové (Miskito, Misquito, Moskito, Mosquito, Mískitu)
- Sumové (Sumu, Sumo, Mayangna)

#### Oto-mangeská jazyková rodina
- Čorotegové (Chorotega, Mangue)

#### Izolované jazyky
- Gvanahatabejové (Guanahatabey, Guanajatabey) †
- Siguajové Ciguay, Siwayo)†

## Jižní Amerika

### Andy
Oblast vyspělých kultur předkolumbovské Ameriky, spojených s monarchickými nebo teokratickými státními útvary, zemědělstvím, stavbou silnic a kamenných měst. Od 1. tis. př. n. l. se rozvíjelo umění, vědy a řemesla, na rozdíl od Mezoameriky zřejmě nebylo známo písmo, ale jen kipu. Společnost byla strukturována s vrstvami kněží, šlechty či úředníků a poddaných, existovaly stálé armády. Zdrojem obživy bylo zemědělství (brambory, kukuřice) a chov domácích zvířat (lamy, psi, krůty, morčata). Náboženské systémy byly polyteistické, někdy spojené s lidskými oběťmi. Pro rituální účely byly budovány chrámy, pyramidy a další stavby. Ve 14. století oblast politicky sjednotili Inkové, i přes násilné přerušení kontinuity vývoje pod náporem španělských dobyvatelů v 16. století tradiční kultura přežívá.

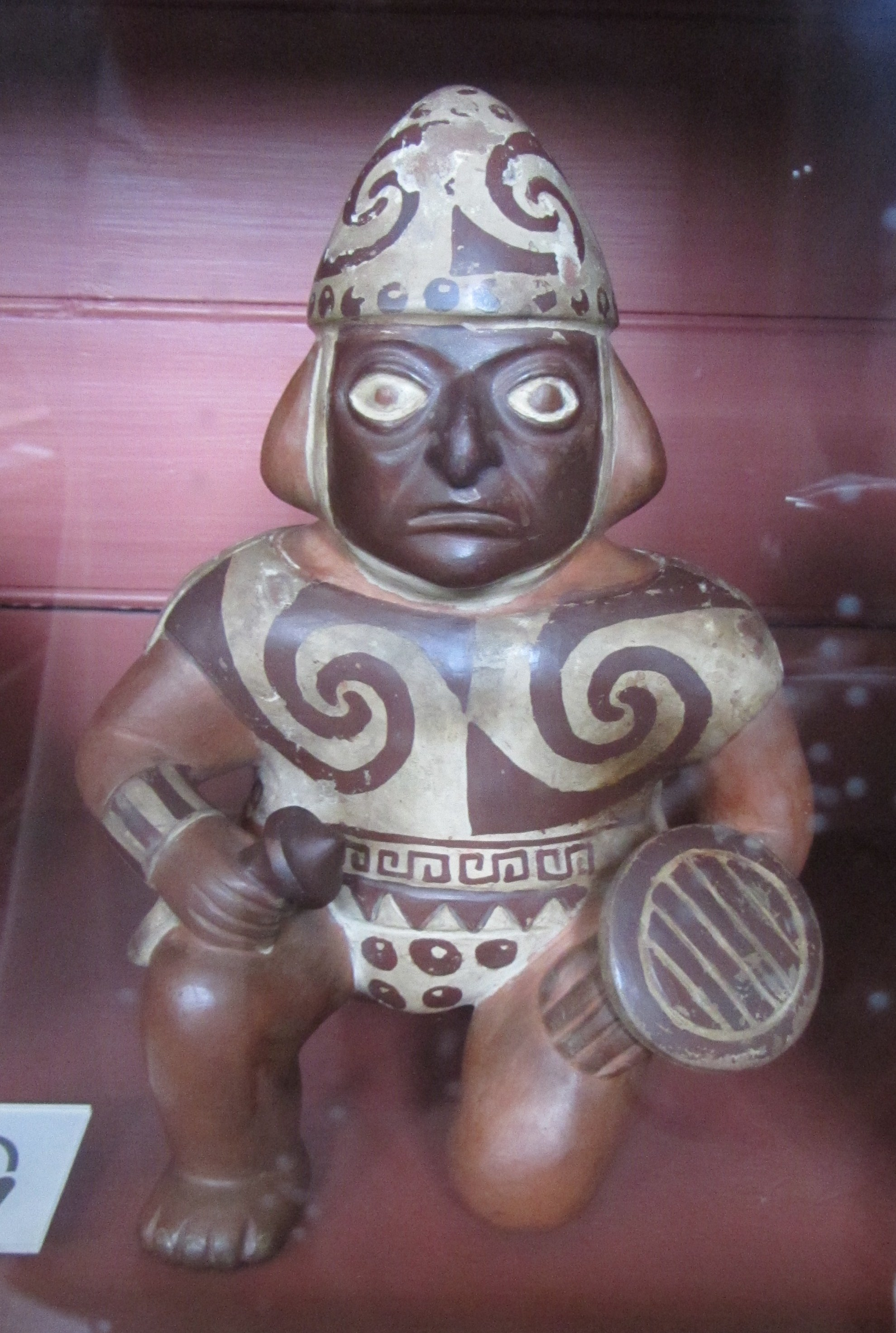
Močický bojovník, 5. století

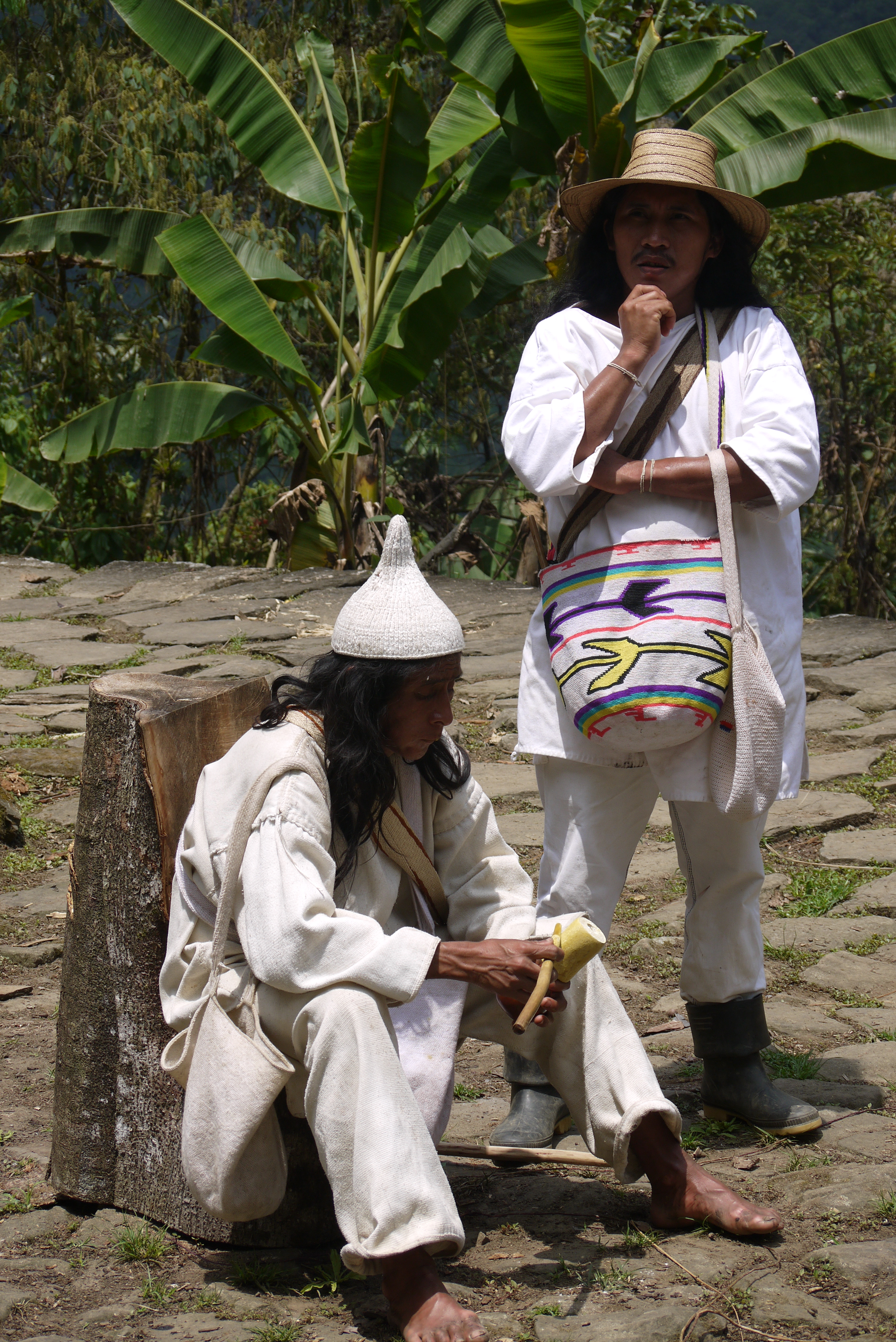
Kogiové v tradičním oděvu

#### Ajmarská jazyková rodina
- Ajmarové (Aimara, Aimará, Aymar, Aymará)
- Koljové (Colla, Qolla, Qulla) †
- Lupakové (Lupaca, Lupaqa) †
- Žakarúové (Jaquaru, Jaqui, Kawki)

#### Araukánská jazyková rodina
- Čangové (Chango, Camanchaco, Camanchango, Chinchorro) †
- Mapučové (Araucanian, Araucano, Mapuche)

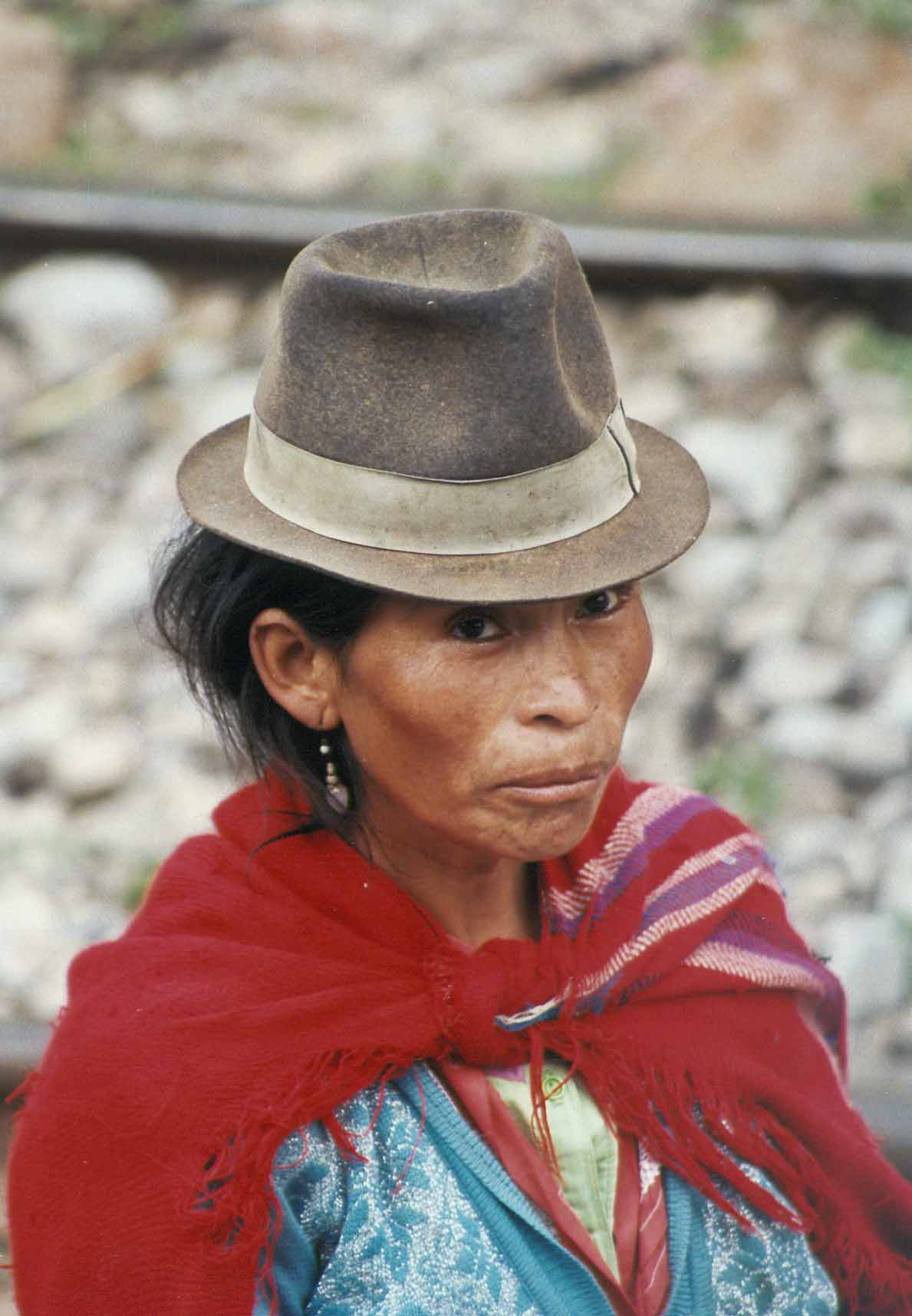
Kečuánská žena

#### Aravacká jazyková rodina
- Pichaové (Piajao, Pixao, Pinao, Oréma)

#### Barbakojská jazyková rodina
- Kokonukové (Coconuco, Cauca, Namrrik)
- Misakové (Misac, Mogues, Mogéz, Guambiano)
- Tsačilové (Tsáchila, Colorado, Tsafiqui, Tsáfiki, Colorado, Campaz, Colima)

#### Čibčská jazyková rodina
- Arvakové (Arhuaco, Ika)
- Čimilové (Chimila, Ette Ennaka)
- Guaneové (Guane, Muisca) †
- Karové (Cara, Caranqui) †
- Kitové (Quitu, Pansaleo, Latacunga) †
- Kogiové (Kogui, Cogui, Kágaba)
- Kvaikérové (Awa, Coaiquer, Quaiquer, Kwaiker)
- Muiskové (Muisca, Chibcha Proper, Duit, Muysca, Muyska) †
- Taironové (Tairona, Teijua, Tairuna, Teruna) †

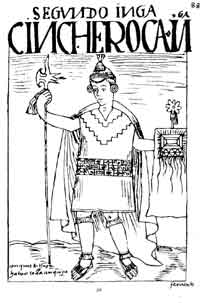
Vládce Inků Sinči Roka, 1615

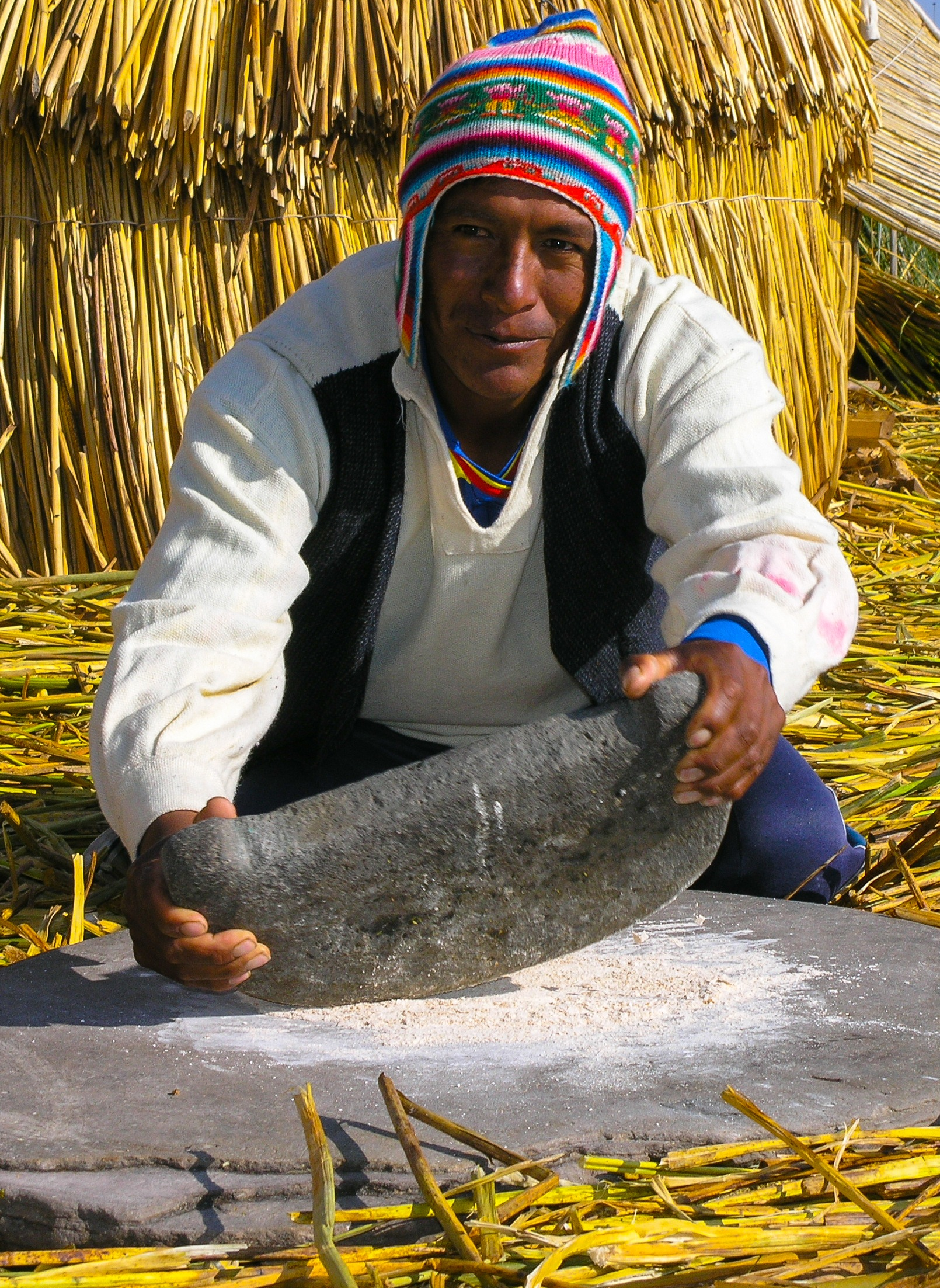
Uruský muž zpracovává quinou

- Tunebové (Tunebo, Uwa, Uw Cuwa)

#### Čimújská jazyková rodina
- Čimúové (Chimú, Chimor, Quingnam, Yunga, Yunca) †
- Kaňariové (Cañari, Cañar, Kanyari))
- Močikové (Mochica, Yunga, Yunca) †
- Puruáové (Puruhá, Puruguay, Puruwá)

#### Čokóská jazyková rodina
- Ansermové (Anserma, Caramanta) †
- Čokóové (Chocó, Embera, Eperá)
- Wounánové (Wounaan, Noanamá, Woun Meu)
- Kimbajové (Quimbaya, Kimbaya) †
- Sinúfanové (Sinúfana,Cenufana, Cenu, Sinú)

#### Čolónská jazyková rodina
- Čačapojové (Chachapoya, Sach'a phuyu, Sach'a-p-qulla) †
- Čolónové (Cholón, Seeptsá, Tsinganeses)
- Hivitové (Hibito, Hivito, Jibito, Xibito)

#### Kečujská jazyková rodina
- Inkové (Inca, Inka, Runakuna) †
- Kaljavajové (Callahuaya, Callawalla, Callawaya, Kallawaya)
- Kečuové (Quechua, Kichwa, Runakuna, Nunakuna)
- Otavalové (Otavalo, Caranqui)
- Salasakové (Salasaca, Kichwa)
- Saragurové (Saraguro, Kichwa, Inga Kichwa)

#### Paezská jazyková rodina
- Paezové (Paez, Nasa)

#### Uruská jazyková rodina
- Čipajové (Chipaya, Puquina, Uchun Maa Taqu)
- Uruové (Uro, Uru, Oruro, Qhas Qut suñi)

#### Izolované jazyky
- Atakamové (Atacama, Atacameño, Ulipe, Kunza, Likan-antai, Likanantaí)
- Djagitové (Diaguita, Diaguitos, Calchacqui, Quilimes) †

### Amazonie
Největší kulturní oblast Ameriky obývaná největším počtem etnických skupin. Někteří antropologové oblast Velké Amazonie rozdělují na více dílčích oblastí. Většinou žili zdejší indiáni usedle v osadách tvořených velkými společnými domy, kde se spí v hamakách. Např. u Janomamů je celá osada tvořena jediným domem šabono. Většina etnik se živí tropickým zemědělstvím, zvláště pěstováním manioku, rybolovem, sběrem (např. plodů palem chonta a pupuhna, léčivých rostlin i lovem drobné zvěře (např. opic, pekariů). Obyvatelé sušších oblastí na jihu a východě Brazílie, např. Ňambikwarové a Botokudové, jsou především lovci a sběrači. Významné je použití šípových jedů, léčivých, povzbudivých a psychotropních rostlin (např. guarana, ayahuasca), které mají význam i v náboženství.

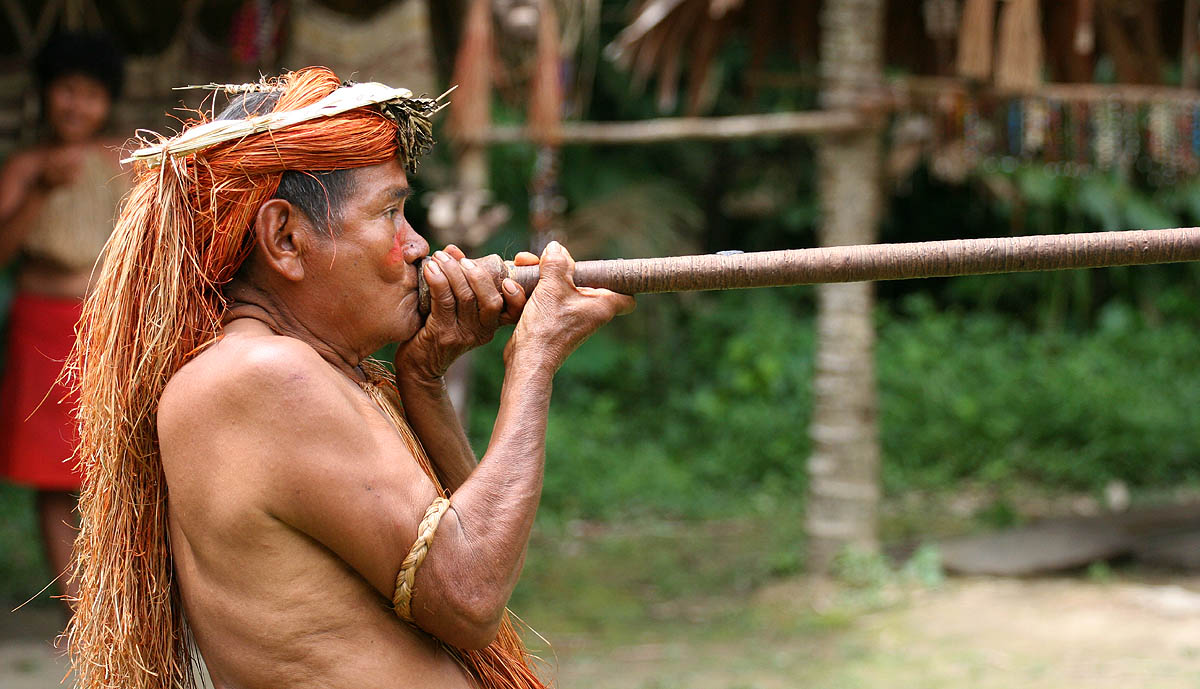
Lovec kmene Jagua

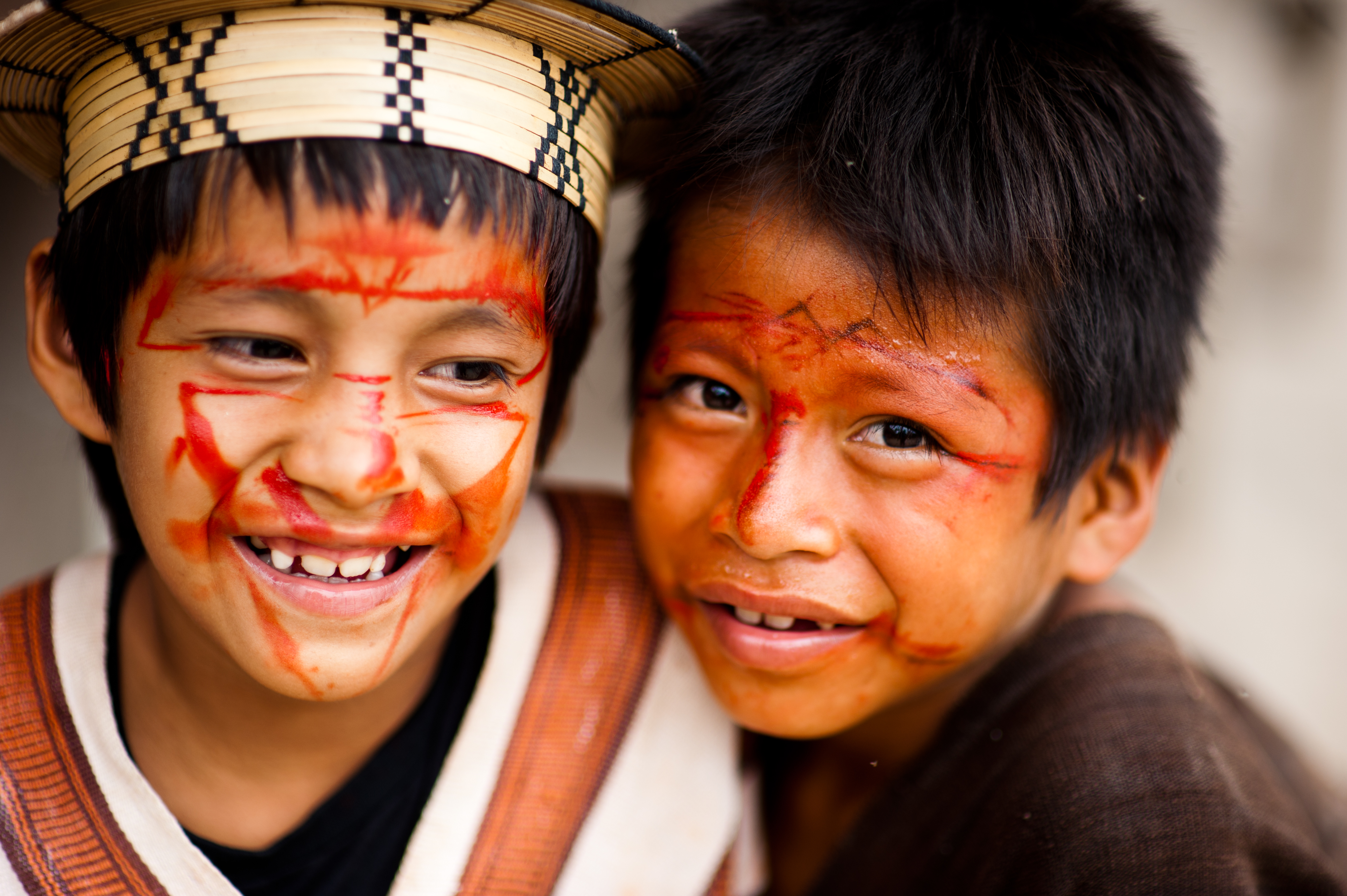
Děti z kmene Ašáninka

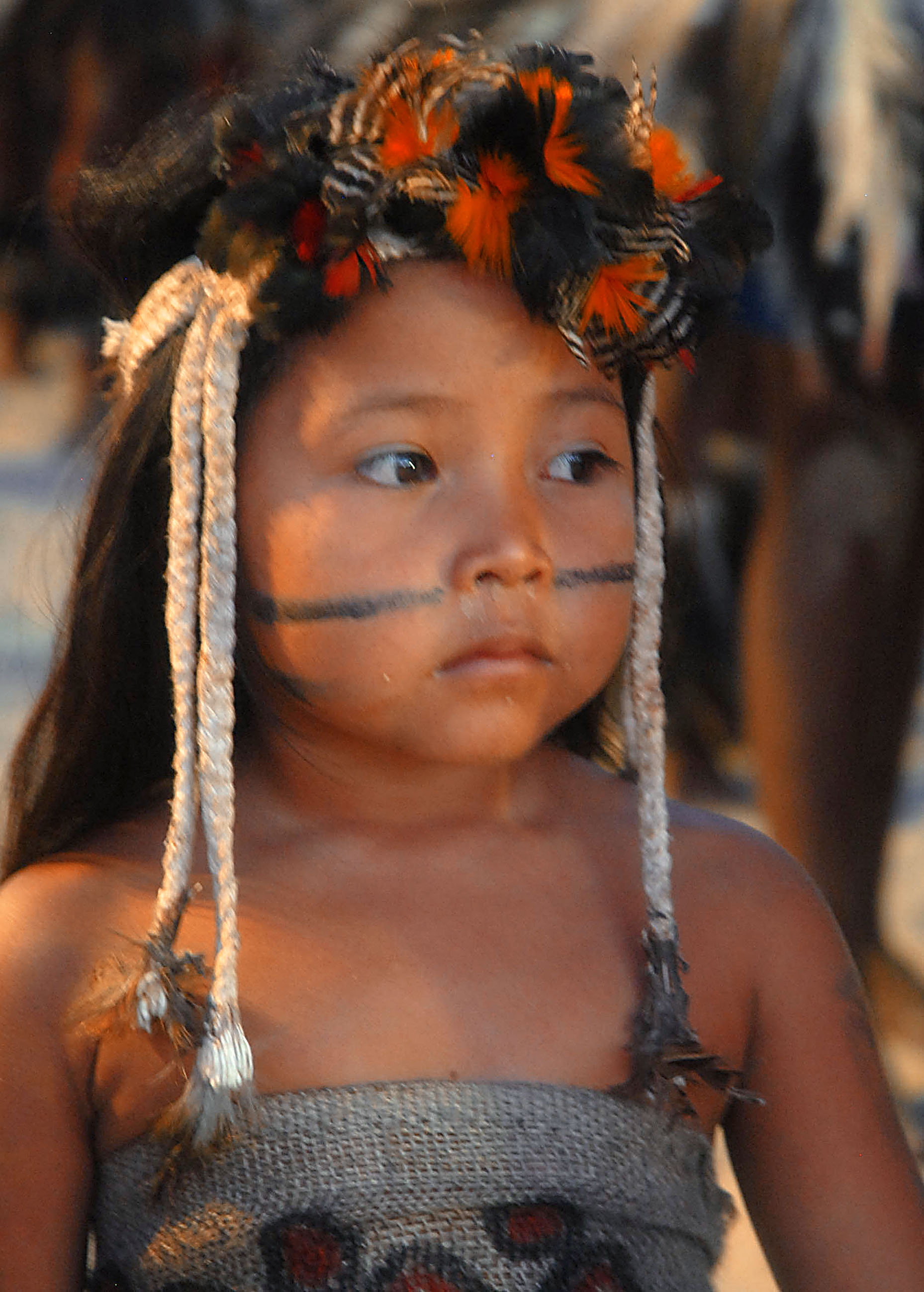
Holčička z kmene Terena

#### Aravacká jazyková rodina
- Amuéšové (Amuesha, Yanesha'ch)
- Aravakové (Arawac, Arawak, Lokono)
- Banívové (Baníwa, Baniva, Tayaine, Karu)
- Baréové (Baré, Guarequena, Warekena)
- Guahibové (Guahibo, Sicuani, Jiwi)
- Javalapitíové (Yawalapití, Jaulapiti))
- Kampové (Campa, , Anti, Asháninka)
- Kulinové (Culina, Kulína, Kulyna, Madihá, Madija)
- Mačigengové (Machiguenga, Matsigenka, Matsigenga)
- Manaové (Manao, Manaus) †
- Maškové (Mashco, Cujareño, Nomole)
- Mochové (Mojo, Moxo, Mojeños, Moxeños)
- Nantíové (Nanti, Pucapucari, Kogapakori)
- Paresíové (Paresí, Parecís, Haliti)
- Piapokové (Piapoco, Cháse)
- Pirové (Piro, Yine, Machinere)
- Sálumové (Sáluma, Saluma, Enawene Nawe)

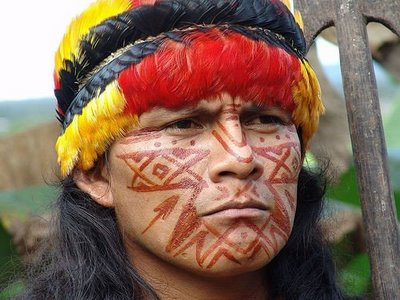
Chívarský muž

- Terenové (Terena, Etelena)
- Vapišinové (Wapishina, Wapixana)
- Waurové (Waurá, Wauja, Mehinaku)

#### Čibčská jazyková rodina
- Motilonové (Motilon, Bari, Dary)

#### Šuárská jazyková rodina
- Ačuárové (Achuar, Achu Shuar)
- Chívarové (Jíbaro, Jivaro, Xivaro, Shuar)

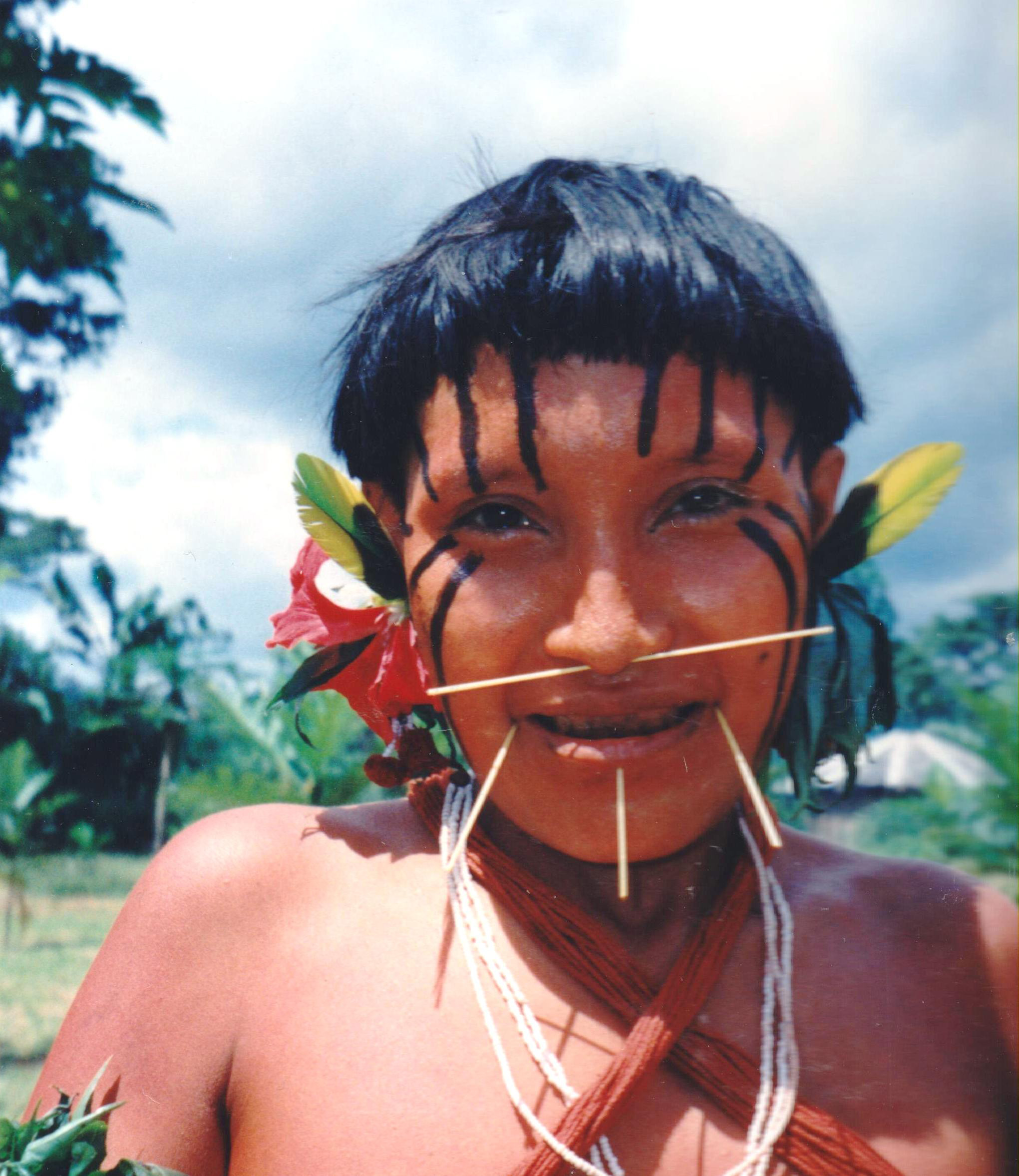
Janomamská dívka, 1997

#### Karibská jazyková rodina
- Akawojové (Acawoy, Akawaio, Patamona, Kapóng)
- Akuirové Akuiro, Acuilo, Oyaricoulet, Triometesem)
- Atroariové (Atroari, Waimiri, Kinja)
- Garifové (Garif. Garifuna)
- Hiškarájové (Hixcarya, Hixkaryana)
- Jekvanové (Ye!kuana, Dekwana, Maquiritare)
- Karibové (Carib, Cali'na, Kari'nja)
- Makušiové(Macushi, Macuxi, Teweya)
- Panarové (Panaré, Eñapa)
- Taulipangové (Taulipang, Taurepang, Arecuna, Pemón, Pemong)
- Wajanové (Wayana, Ajana, Alucuyana, Ojana, Orcocoyana, Pirixi, Urukuena)
- Wajwajové (Waiwai, Oaioai, Wabui, Tunayana)

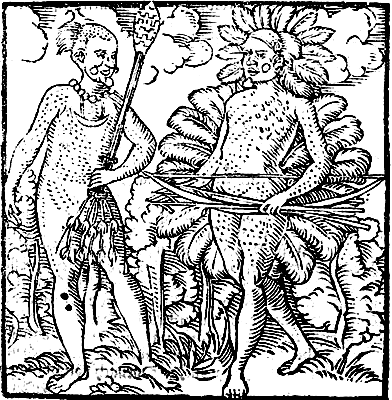
Tupinambové. Hans Staden, 1557

#### Panoská jazyková rodina
- Jaminávové (Yaminawa, Yaminahua, Katukina)
- Kašivové (Cashibo, Cacataibo, Managua, Hagueti)
- Kašinávové (Kaxynawa, Caxinawa, Hantxa Kuin)
- Konivové (Conibo, Kapanawa, Qunibu, Konibo)
- Matsésové (Matsés, Mayoruna, Paud Usunkid)
- Šipivové (Shipibo, Shipipu, Shipiwo)

#### Takanská jazyková rodina
- Araonové (Araona, Cavina)
- Eseechové (Eceeje, Huaraya, Tiatinagua)
- Takanové (Tacano, Takana, Tumupasa)

#### Tukanská jazyková rodina
- Desanové (Desano, Hup, Hupda, Winá)
- Kotové (Coto, Orejón, Payawá, M`áíhyki)
- Kubeové (Cubeo, Kobeua, Kubewa, Pãmié)
- Sionové (Siona, Pijoe, Gantëya)
- Tukánové (Tucano, Tukana, Dahseyé)

Muž z kmene Bororo, 1946

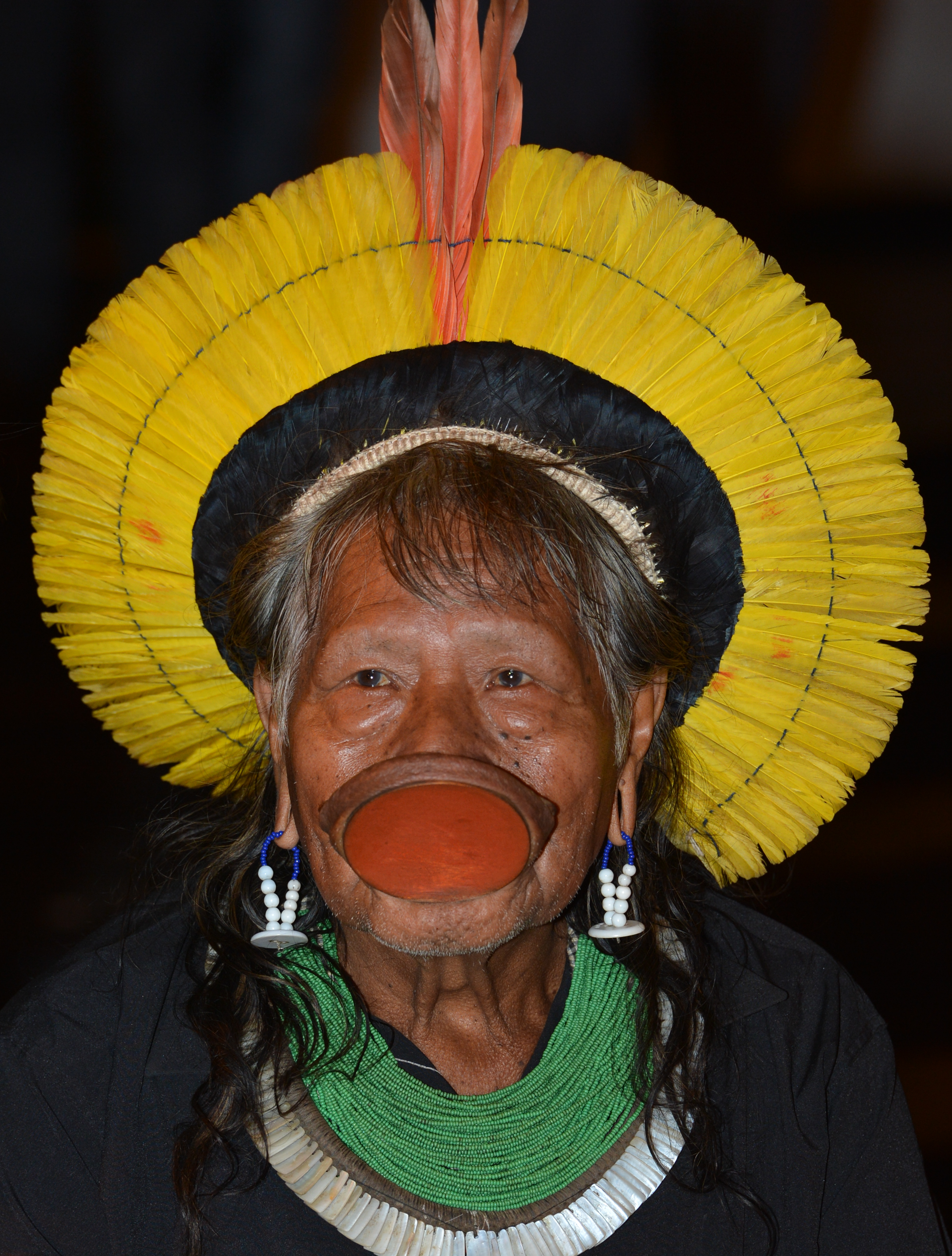
Raoni Metuktire, náčelník Kajapóů

#### Tupijská jazyková rodina
- Emerilonové (Emerillon, Mereo, Melejo, Teké)
- Gvarajúové (Guarayo, Guarayu, Gwarayú)
- Kamajuráové (Camayurá, Kamaiurá)
- Kokamové (Cocama, Kokáma)
- Mondéové (Mondé, Cinta Larga, Cinturão Largo)
- Mundurukúové (Mundurucú, Mundurukú, Wuy Jugu)
- Omaguové (Omagua, Umaua, Yhuata)
- Parintintinové (Parintintin, Kawahi)
- Sateré Mawéové (Sateré Mawé, Mabue, Maragua, Andira, Arapium)
- Sirionóové (Sirionó, Mbia Chee)
- Šetáové (Xetá, Hetá, Xé)†
- Šipajové (Shipaya, Xipaya)
- Tapirapéové (Tapirapé, Tapirape)
- Teneteherové (Tenetehera, Guajajara)
- Tuparíové (Tuparí, Mekem), Amniapé)
- Tupí-Kawahibové (Kawahib, Kagwahiva)
- Tupinambové (Tupinamba, Tupinambá) †
- Tupinikimové (Tupiniquim, Tupí)
- Urubu Kaaporové (Urubu Kaapor, Ka’apor, Kaaporté)
- Žurunové (Jurúna, Yuruna, Yudjá)

#### Witótská jazyková rodina
- Borové (Bora, Muinane, Meamuyna)
- Okainové (Ocaina, Okiana)
- Witótové (Huitoto, Witóto, Uitoto, Muinane)
  - Nípodeové (Nípode, Mamuina)
  - Mínikové (Mínica, Noaiko-Muína)
  - Mururíové (Mururí, Hutito, Búe)

#### Jazyková rodina Záparo-Jagua
- Ikitové (Iquito, Amacacore, Hamacore, Quiturran, Puca-Uma)
- Jaguové (Yagua, Yahua, Llagua, Nijyamïï Nikyejaada)

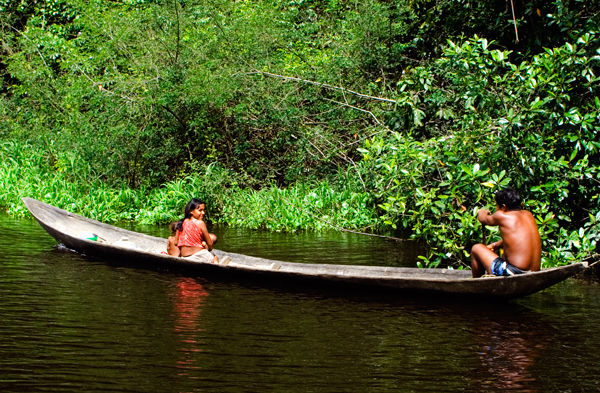
Waraové v kanoi

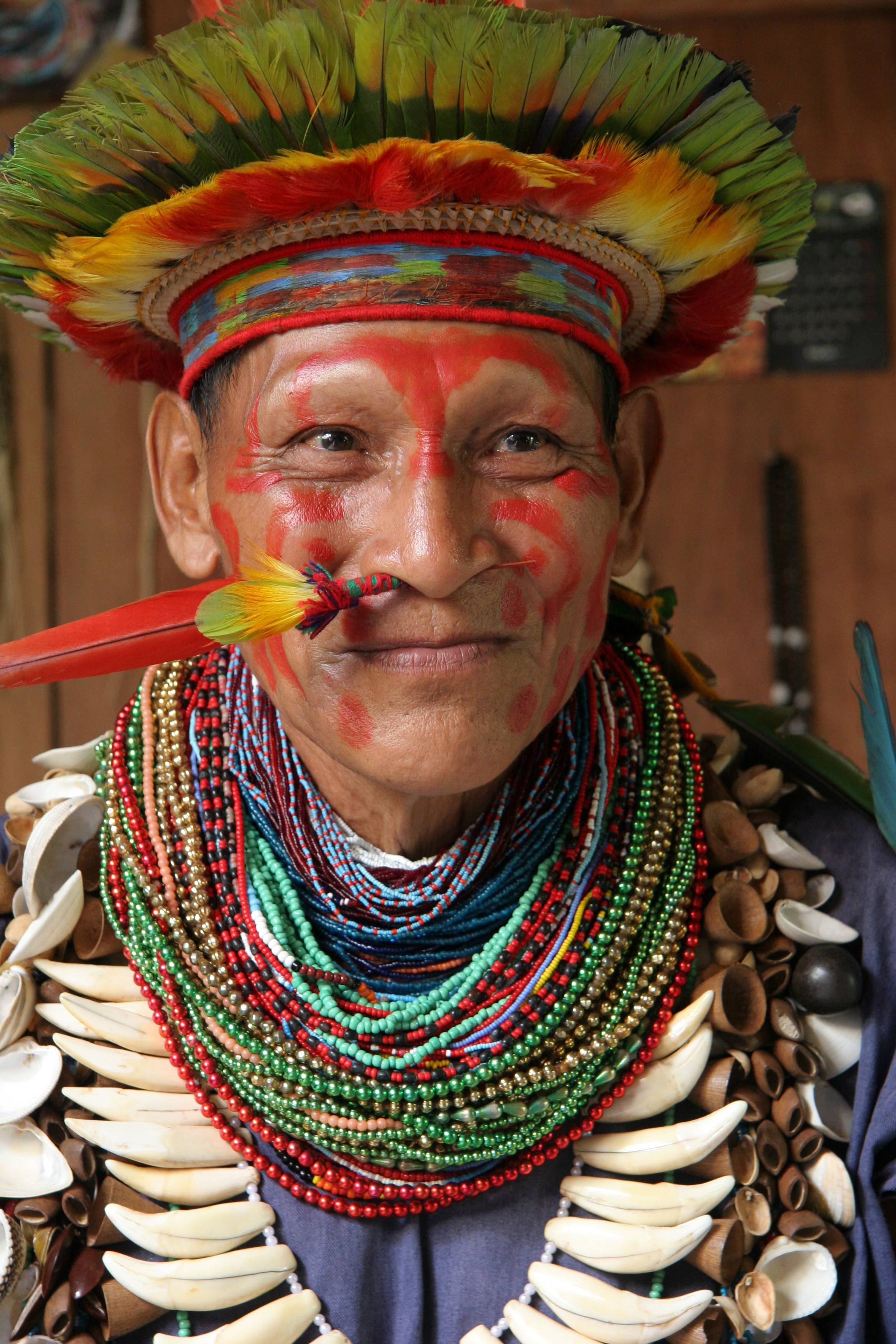
Kofánský šaman, 2006

- Záparové (Zaparo, Sáparo, Sápara)

#### Žéjská jazyková rodina
- Apinajéové (Apinajé, Afotigé, Otogé, Pinagé, Pinaré, Uhitische)
- Bororové (Bororo, Coroados, Boe, Orarimogodo)
- Botokudové (Botocudo, Aymoré', Krenak, Naknakuk)
- Kajapóové (Cayapó, Mẽbengokre)
  - Tšukahaméové (Txucahamae, Mekrangnoti)
- Kaingangové (Caingang, kaingang, Kanhgág)
  - Aveikomové (Aweicoma, Xokleng)
- Karažáové (Carayá, Karajá, Iny)
- Krahöové (Krahô, Canela, Timbira)
- Kreen Akaroréové (Kreen Akarore, Panara)
- Rikbakcové (Rikbaktsa, Aripaktsa, Canoeiro, Erigpaksá)
- Sujáové (Suyá, Kisêdjê)
- Šavantové (Shavante, Xavante, A'uwe)
  - Ofajové (Opaié, Ofaié-Xavante, Ofayé)
- Šerentové (Xerenté, Sherenté)

#### Izolované jazyky
- Harakmbatové (Harakmbut, Harakmbet, Mashco, Amarakaeri, Huachipaeri)
- Irantšéové (Irantxé, Iranshe, Münkü, Mỹky)
- Janomamové (Yanomamo, Xanomami, Yanõmami thëpë, Waica, Waiká)
- Jurakaréové (Yuracaré, Yurakar, Yurujuré)
- Kofáni (Kofán, Cofán, A’i)
- Mosetenové (Mosetén, Santa Anna, Chimané)
- Ňambikvárové (Nambicuara, Nambiquara, Nambikwara, Kitãulhu)
- Piarové (Piaroa, Wothuha, De'arua )
- Pirahové (Pirahã, Mura-Pirahá,Xapaitíiso)
- Sálivové (Saliba, Sáliva)
- Tikunové (Ticuna, Tucuna, Maguta, Duüxügu)
- Trumájové (Trumai, Ho kod ke)
- Urarinové (Urarina, Shimaku, Kaché)
- Waoraniové (Waorani, Huaorani, Wao)
- Waraové (Warao, Guarauno, Guarao, Warrau)

### Gran Chaco
Nejmenší kulturní oblast Jižní Ameriky na území dnešní Paraguaye a přilehlých oblastí Bolívie, Brazílie a Argentiny, pokrytá bušem a suchými lesy. Zdejší obyvatelé byli tradičně sběrači a lovci, u řek i rybáři. Důležitým zdrojem potravy jsou lusky stromu inga či listy cesmín, z nichž připravují čaj maté. Většina zdejších kmenů žila v menších, rodinných tlupách, ale například společnost Kaďuveů zahrnovala dědičné náčelníky, svobodné a otroky. velkou duchovní i politickou moc měli šamani. Ve výtvarném umění se nejvíce rozvinulo tetování a malování těla. Od 16. století se šířil chov koní i dobytka, způsob života domorodců byl ovlivněn budováním jezuitských redukcí.

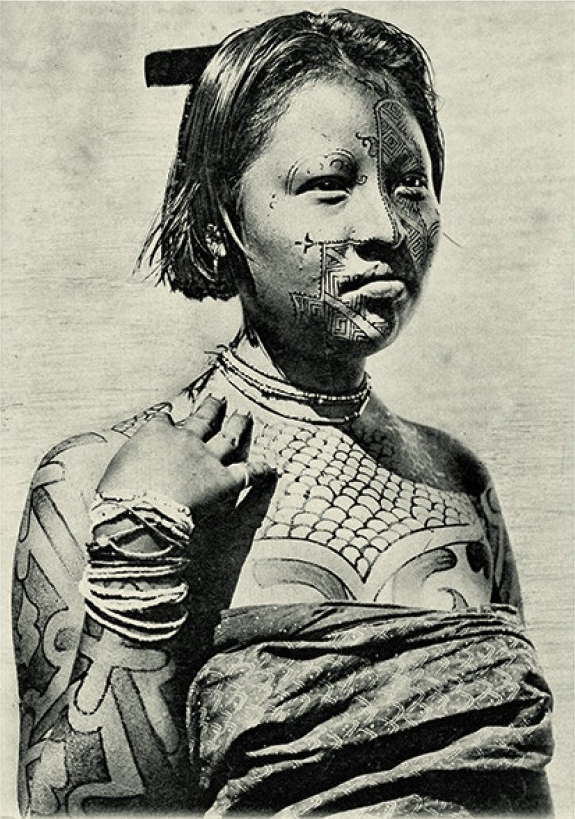
Kaďuvejská žena s tradičním malováním, 1892

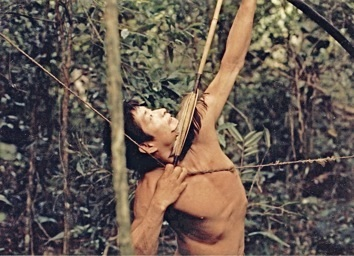
Lovec z kmene Guajakí

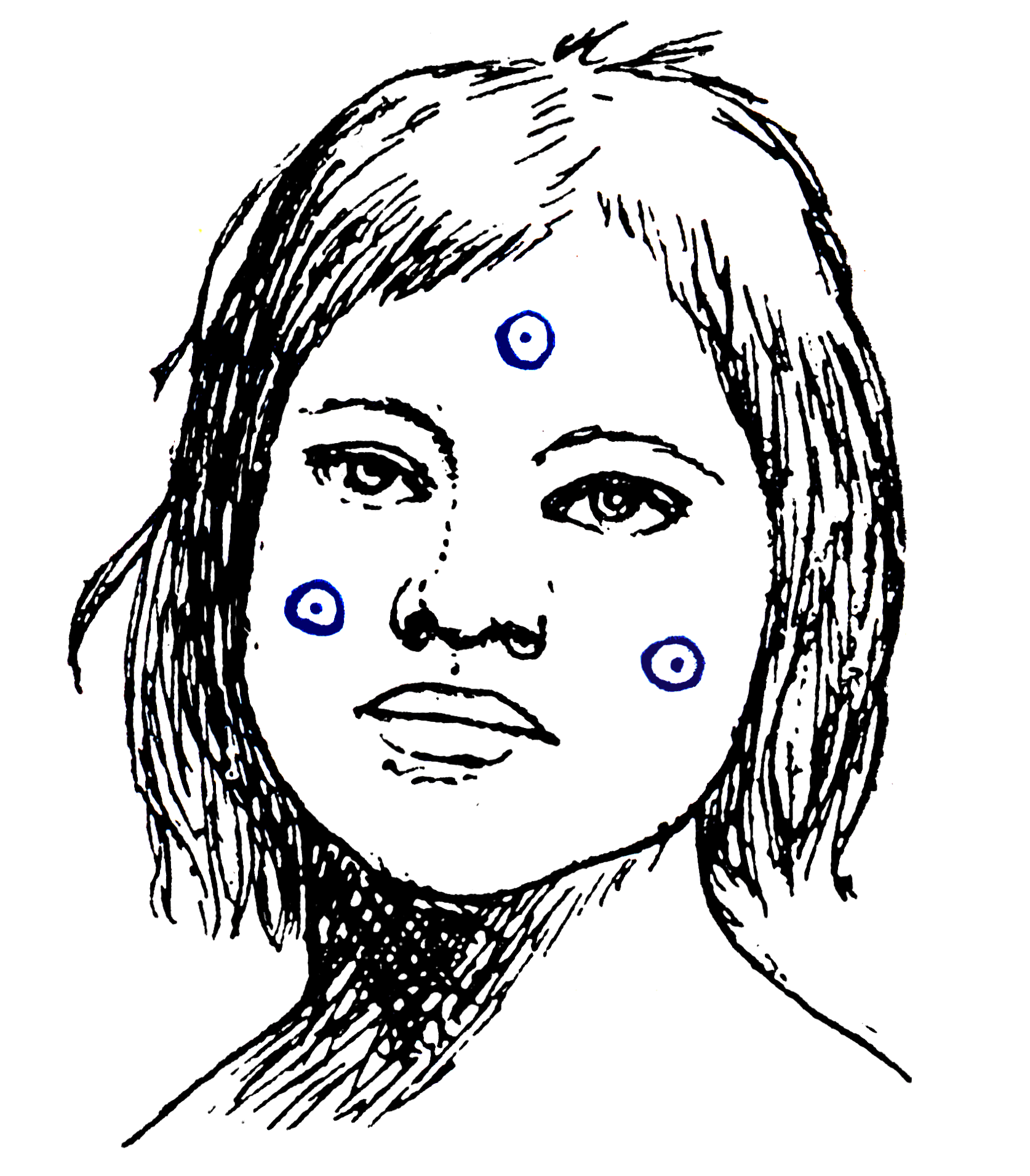
Žena z kmene Matako

#### Aravacká jazyková rodina
- Guanové (Chané, Izoceño, Layaná, Kinikinao, Guaná)

#### Tupijská jazyková rodina
- Čiriguanové (Chiriguaná, Tapiete, Ava Guaraní)
- Guaraníové (Guaraní, Abá, Ka'aguygua)
  - Čiripá-Guaraníové (Chiripá Guarani, Txiripá, Ava Guarani, Ñandeva)
  - Kaiwové (Caagua, Caaiwá, Kaiowá', Kayova, Kaiwa)
  - Mbyá Guaraníové (Mbyá, Mbyá Guaraní)
  - Pai-Tavyterové (Ava, Pai, Tavytera)
- Guajakíové (Guayakí, Guoyagui, Axe, Aché, Aché-Gatu)

#### Gvajkurúská jazyková rodina
- Abiponové (Abipón, Callaga) †
- Kaďuveové (Caduveo, Kadiwéu, Ediu-Adig, Mbayá-Kadiwéu)
- Mbajové (Mbayá, Guaicurú, Waikurú, Eyiguayegis)
- Mokoviové (Mocoví, Mbocoví)
- Pajavové (Payawa, Payaguá)†
- Pilagové (Pilagá, Pilacá)
- Tobové (Toba, Qom, Qom-lik, Chaco Sur, Namqom)
- Wačiové (Guachi, Wachi)†

#### Lengujská jazyková rodina
- Angaitové (Angaite, Enenlhet)
- Kaškihové (Kaskihá, Cashquiha, Guaná)
- Lenguové (Lengua, Enxet, Vowak)
  - Severní Lenguové (Enlhet, Eenlhit, Northern Lengua, Lengua Norte)
  - Jižní Lenguové (Enxet, Lengua Sur, Southern Lengua)
- Maskojové (Toba-Maskoy, Maskoy, Toba, Puerto Victoria)
- Sanapanové (Sanapane, Sanapaná, Quiativis, Nenlhet)

#### Matacká jazyková rodina
- Ašlušlajové (Ashlushlay, Chulupí, Nivaclé, Niwaklé )
- Čorotíové (Choroti, Yofúaha, Iyo'wujwa)
- Wičíové (Mataco, Wichí, Lhamtés, Weenhayek, Noctenes, Matahuayo)
  - Makáové (Maká, Maˈka)

#### Zamucká jazyková rodina
- Ajoréové (Ayoreo, Ayoreode, Morotoco, Poturero, Zamuco)
- Čamakokové (Chamacoco, Xamicoco, Ishír, Bahía Negra, Ebidoso, Tumarahá)

#### Žejká jazyková rodina
- Čikitanové (Chicquitano, Bésiro, Tarapecosi)

#### Izolované jazyky
- Luléové (Lule, Lulés, Tonocote)
- Vilelové (Vilela, Atalalá, Chulupí, Waqha-Umbawelte)

### Patagonie a Ohňová země

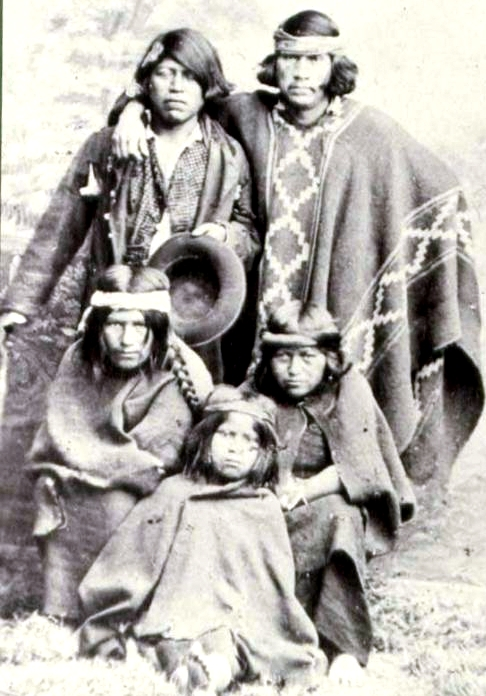
Mapučové na konci 19. století

Řídce osídlená oblast pokrytá travnatými pampami a polopouštěmi, na západě i lesy. Původní obyvatelé byli většinou kočovní lovci, žijící v přístřešcích z kůží a větví zvaných toldo. Lovili lamy guanako a pštrosy nandu, oblíbenou zbraní byla bola. Od 16. století se rozšířil chov koní. U Mapučů a některých dalších skupin, se pod vlivem andských kultur rozšířil usedlý způsob života a počátky zemědělství.
Na západním pobřeží a v oblasti Ohňové země žili rybáři, sběrači a lovci mořských savců v malých rodinných tlupách. Čluny i přístřešky zhotovovali z kůry a kůží. Obyvatelé jižní Patagonie a Ohňové země byli během 19. a 20. století vyhubeni nebo přežívají v malém počtu.

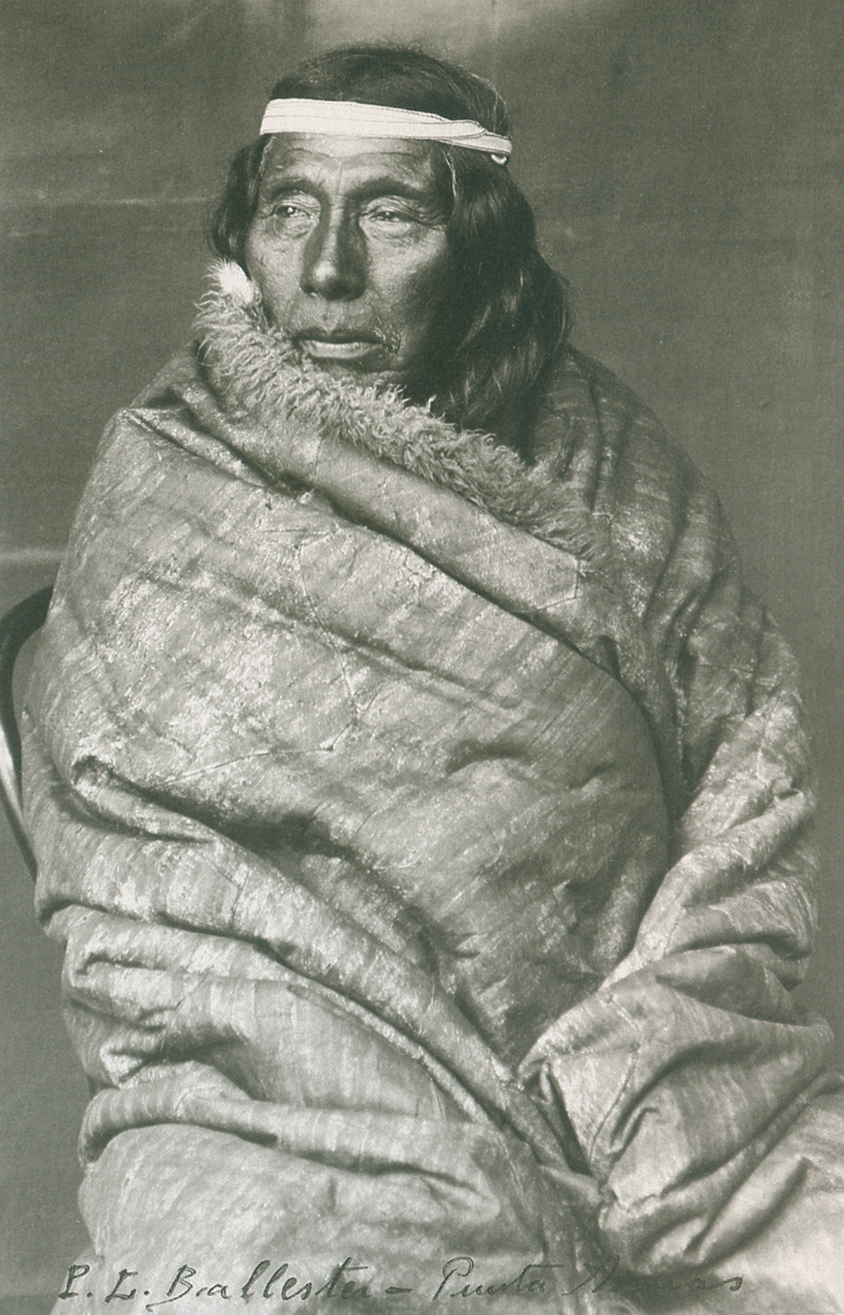
Tevelčéský muž

#### Alakalufská jazyková rodina
- Alakalufové (Alacaluf, Alakaluf, Kawésqar, Halakwulup)

#### Araukánská jazyková rodina
- Mapučové (Araucanian, Araucano, Mapuche)
  - Lafkenčové (Coastal Mapuche. Lafkenche)
  - Nagčové (Nagche, Nahuelbuta Mapuche)
  - Ngulučové (Nguluche, Moluche, Araucanos, Western Mapuche)
  - Pevenčové (Pehuenche, Pewenche)
  - Pikunčové (Picunche, Picones, Quillotanes, Maipochoes)
  - Ventečové (Wente, Wenteche)
- Rankilčové (Ranquel, Rankülche)
- Viličové (Huilliche, Williché, Tsesungún)

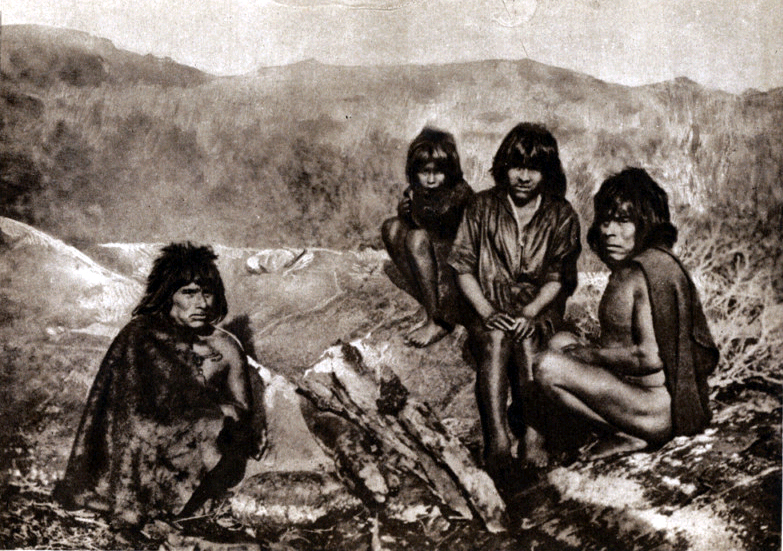
Rodina Jaghanů, 1882

#### Čonská jazyková rodina
- Čonové (Chono, Chonos, Guaiteco, Chiloé) †
- Haušové (Haush, Manek'enk) †
- Hetové (Het)
  - Čečehetové (Chechehet)
  - Didluhetové (Didluhet, Didiuhet )
  - Taluhetové (Taluhet)
- Kerandíové (Querandi, Het) †
- Onové (Ona, Shelk'nam)
- Puelčéové (Puelche, Pwelche, Gennaken, Gününa künä)
  - Tevelčové (Patagon, Patagone, Tehuelche, Aónikenk)
  - Tevšenové (Teushen, Teuéx) †

#### Čarrúská jazyková rodina
- Čanáové (Chaná, Sari)
- Čarrúové (Guenoa, Bohán, Charrúa) †

#### Izolované jazyky
- Jarové (Yaro, Yarro) †
- Minuaneové (Minuane)†
- Čangové (Changos, Chango, Camanchangos, Chinchorro)
- Jagani (Yaghán, Yahgan, Yámana, Tequenica)
- Kalčakíové (Cacán, Kaka, Calchaquí, Chaka)
  - Diaguitové (Diguitas, Quilme) †
- Komečingónové (Comechingón, Hênia, Kamiare, Kamichingan) †
- Warpéové (Warpe, Huarpe, Cuyo, Puntano )
  - Alentiakové (Alyentiyak, Huarpe, Allentiac)
  - Milkajakové (Milykayak, Millcayac).